# Liste geflügelter Worte/I

## Ich aber beschloss, Politiker zu werden.
Dies ist einer der am meisten zitierten Sätze Adolf Hitlers. Er lautete in der Erstausgabe von Mein Kampf noch:

„Ich aber beschloß nun, Politiker zu werden.“

Gemäß seiner dortigen Darstellung fasste Hitler diesen Beschluss im Jahr 1919, damit sich so etwas wie die Revolution vom November 1918 nie mehr wiederholen könnte. Er war zu diesem Zeitpunkt ein gescheiterter Künstler und frustrierter Soldat, der den Krieg noch einmal führen wollte. Hitler war in einen Gasangriff der Engländer geraten und vorübergehend erblindet. Im Schützenhaus (Pasewalk) hörte er von der Niederlage des Deutschen Reiches und von der Revolution. Der weinende Blinde glaubte nun, die Schuldigen an der Niederlage zu erkennen: die Führer der jüdisch gesteuerten Novemberrevolution als Teil einer internationalen Verschwörung der Juden:

„In diesen Nächten wuchs mir der Haß, der Haß gegen die Urheber dieser Tat […]. Mit den Juden gibt es kein Paktieren, sondern nur das harte Entweder-Oder. Ich aber beschloß, Politiker zu werden.“

## Ich-AG
Der bundesdeutsche Begriff Ich-AG (Ich-Arbeitgeber) bezeichnet ein Einzelunternehmen, das von einem Arbeitslosen gegründet worden ist, der für diese Existenzgründung einen Existenzgründungszuschuss (EXGZ) erhält.
Der Begriff wurde von den Autoren des Hartz-Konzeptes geprägt, ist jedoch nicht amtlich. Der EXGZ war ein Instrument der Arbeitsmarktpolitik. Mit ihm sollte Arbeitslosen der Einstieg in die Selbständigkeit erleichtert werden.
Der Begriff wurde von der Gesellschaft für deutsche Sprache zum Unwort des Jahres 2002 erklärt, denn diese Wortschöpfung aus dem aktuellen Managementdiskurs verfehle

„die Erfordernisse sachlicher Angemessenheit und humanen Miteinanders besonders deutlich … weil es Individuen auf sprachliches Börsenniveau reduziert.“

## Ich bete an die Macht der Liebe.

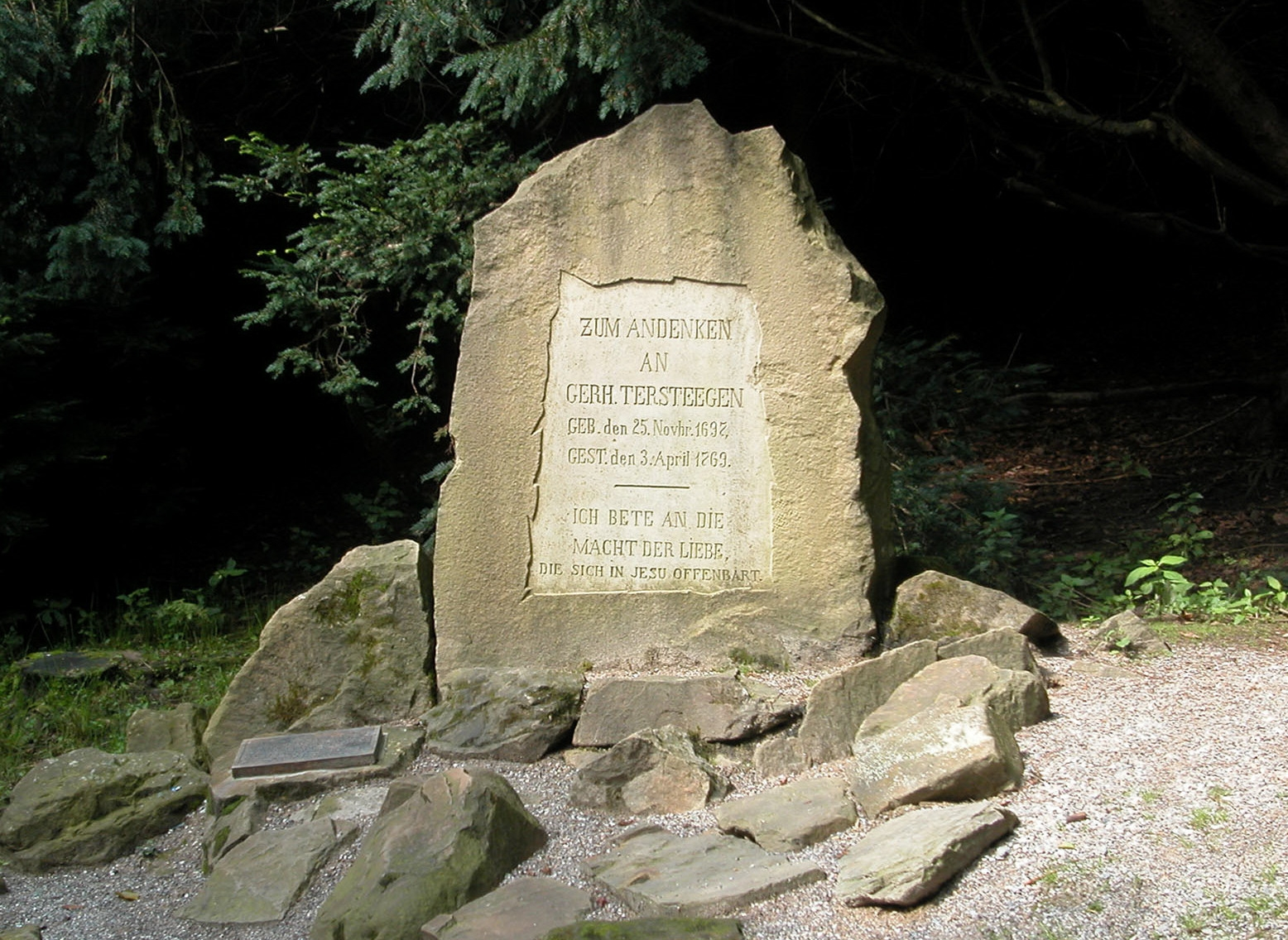
Tersteegen-Denkmal mit dem Anfang des Gedichts

Ich bete an die Macht der Liebe ist ein geistliches Lied, das der pietistische Prediger Gerhard Tersteegen im Jahr 1750 unter dem Titel Abendsegen schrieb.
Ich bete an die Macht der Liebe,

die sich in Jesus offenbart;

Ich geb mich hin dem freien Triebe,

wodurch ich Wurm geliebet ward;

Ich will, anstatt an mich zu denken,

ins Meer der Liebe mich versenken.
Das Gedicht wurde 1822 vom ukrainischen Komponisten Dmytro Bortnjanskyj vertont und am russischen Zarenhof eingeführt. Nach langen Umwegen bildet die Melodie heute einen Bestandteil des Großen Zapfenstreichs der Deutschen Bundeswehr.

## Ich bin dafür und sogar dagegen.
„Ich bin dafür und sogar dagegen“ (polnisch Jestem za a nawet przeciw.) ist eine der Stilblüten des polnischen Gewerkschaftsführers und späteren Staatspräsidenten Lech Wałęsa, die in Polen als unterschiedlich originell empfunden wird.

## Ich bin doch nicht blöd!
Mit diesem Werbeslogan erhöhte die Media-Saturn-Holding jahrelang mit großem Werbeaufwand ihren Bekanntheitsgrad. In anderen europäischen Ländern wird mit leichten Abwandlungen der gleiche Spruch verwendet, der als Hauptmotto aber immer durch weitere Mottos wie „Saubillig und noch viel mehr“ begleitet wird.
| Sprache        | Slogan                       | Übersetzung                  |
| -------------- | ---------------------------- | ---------------------------- |
| Niederländisch | Ik ben toch niet gek!        | Ich bin doch nicht verrückt! |
| Französisch    | Je ne suis pas fou.          | Ich bin nicht verrückt.      |
| Griechisch     | Δεν είμαι και κορόιδο!       | Ich bin doch kein Dummkopf!  |
| Ungarisch      | Mert hülye azért nem vagyok! | Weil ich nicht verrückt bin  |
| Italienisch    | Non sono mica scemo!         | Ich bin ja nicht doof!       |
| Polnisch       | Nie dla idiotów!             | Nicht für Idioten!           |
| Portugiesisch  | Eu é que não sou parvo!      | Ich bin doch kein Narr!      |
| Spanisch       | ¡Yo no soy tonto!            | Ich bin nicht dumm!          |

In Anlehnung an die Plakate und den Slogan hat der AStA Baden-Württemberg ein Plakat mit dem Spruch „Studiengebühren – Ich bin doch nicht blöd“, das den Plakaten der Media-Saturn-Holding stark ähnelt.

## Ich bin ein Berliner.

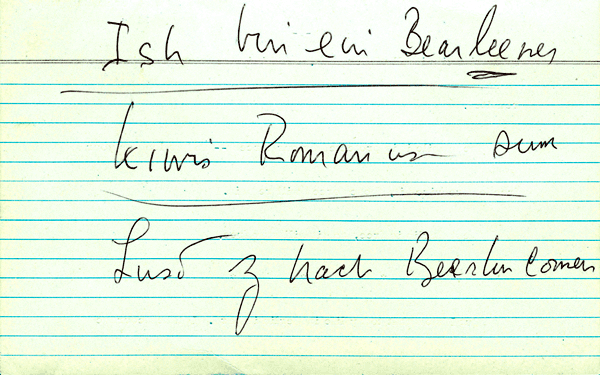
Kennedys Vorlage: „Ish bin ein Bearleener.“

„Ich bin ein Berliner“ ist ein berühmtes Zitat aus der Rede von John F. Kennedy, die er am 26. Juni 1963 in West-Berlin vor dem Rathaus Schöneberg hielt. Kennedy besuchte die Stadt als erster US-amerikanischer Präsident, um nach dem Mauerbau und anlässlich des 15. Jahrestags der Berliner Luftbrücke seine Solidarität mit der Bevölkerung auszudrücken.
Im Originaltext der Rede kam der Ausspruch zweimal vor:

“Two thousand years ago the proudest boast was ‚Civis Romanus sum‘. Today, in the world of freedom, the proudest boast is ‚Ich bin ein Berliner.‘”

„Vor zweitausend Jahren war der stolzeste Satz ‚Ich bin ein Bürger Roms‘. Heute, in der Welt der Freiheit, ist der stolzeste Satz ‚Ich bin ein Berliner‘.“

und

“All free men, wherever they may live, are citizens of Berlin, and, therefore, as a free man, I take pride in the words ‚Ich bin ein Berliner‘!”

„Alle freien Menschen, wo immer sie leben mögen, sind Bürger von Berlin, und deshalb bin ich als freier Mensch stolz darauf, sagen zu können ‚Ich bin ein Berliner‘!“

In den USA entstand in den 1980er Jahren die Moderne Sage, Kennedy habe sich durch unsauberen Gebrauch der deutschen Grammatik zum Gespött der Berliner gemacht. Grammatikalisch korrekt hätte er „Ich bin Berliner“ sagen müssen (ohne unbestimmten Artikel), und Kennedys Wendung sei von den Berlinern mit großem Gelächter als „Ich bin ein Berliner“ (Pfannkuchen) verstanden worden. Obwohl diese Behauptung nicht stimmt, erfreut sie sich in den USA immer noch großer Beliebtheit, und Kennedy wird dann gern mit I am a jelly doughnut zitiert.

## Ich bin ein Elefant, Madame.
Ich bin ein Elefant, Madame ist der Titel eines deutschen Spielfilms aus dem Jahr 1968, der zwei bekannte Schlagerzeilen aus dem so genannten Tangolied Ich küsse Ihre Hand, Madame scherzhaft abwandelt:
Ich küsse Ihre Hand, Madame,

und träum’ es war Ihr Mund.

Ich bin ja so galant, Madame,

und das hat seinen Grund.
Das Lied wurde 1928 von Fritz Rotter und Ralph Erwin geschrieben und wurde durch Richard Taubers Interpretation populär.
Der Film paraphrasiert die Studentenrevolte der 1960er Jahre. Ein Schüler probt an einem Gymnasium in Bremen den Aufstand und versucht die autoritären Strukturen zu durchbrechen. Es entsteht eine humorvolle Protestbewegung, die eine demokratische Schulform verlangt.
Der Filmtitel wird gelegentlich zitiert, um eigenes tollpatschiges Verhalten gegenüber einer Frau selbstironisch zu kommentieren.

## Ich bin ein Mensch, nichts Menschliches ist mir fremd.
Diese Sentenz stammt aus der Komödie Heautontimorumenos (Der Selbstquäler) des römischen Komödiendichters Terenz und lautet in ihrer lateinischen Form:

“Homo sum, humani nil me alienum puto.”

Das ist die Antwort der Hauptfigur auf die Frage, ob er denn so viel Zeit habe, sich um die Probleme anderer Menschen zu kümmern.
Der Ausspruch war schon in der Antike ein geflügeltes Wort und findet sich in den Schriften von Cicero und Seneca zitiert. Diesen Satz zitierte auch der heilige Augustinus von Hippo und bezog ihn auf sein bewegtes Leben.
Mit dem Zitat deutet man an, dass man Verständnis für menschliche Schwächen hat, oder man gibt eigene Schwächen zu:
- „Nichts Menschliches ist dem Weltbürger fremd.“
- „Nichts Tierisches ist mir fremd.“ (Tiergeschichten)
- „Nichts was unmenschlich ist, ist mir fremd.“ (Dekalog der Postmoderne)

Fast nichts Menschliches ist mir fremd ist ein Buch von Paul Bohannan und Dirk van der Elst mit dem Untertitel Wie wir von anderen Kulturen lernen können.

## Ich bin ein Preuße, kennt ihr meine Farben?

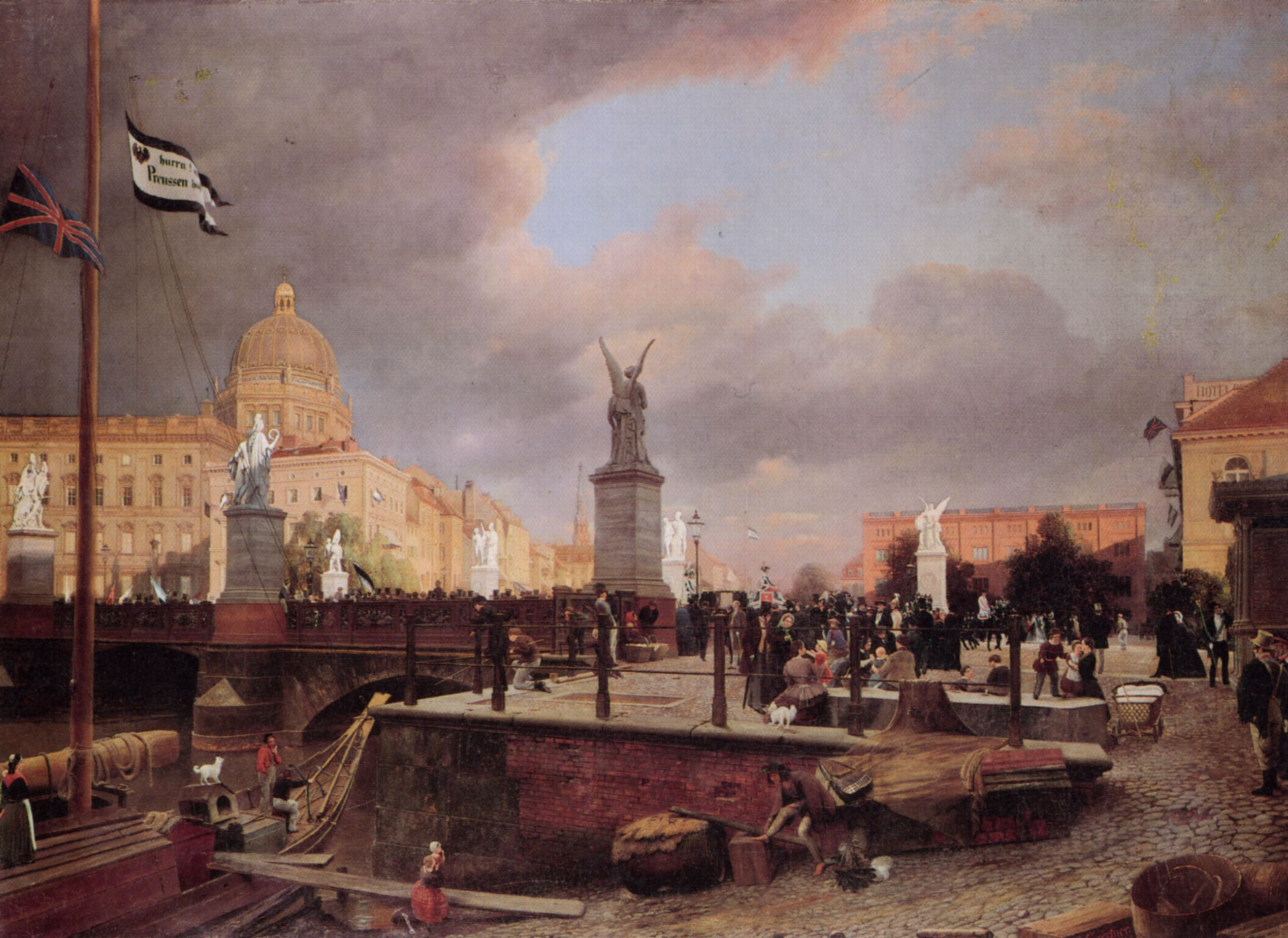
Festtags-Beflaggung in Berlin, 1861

Dies ist der Anfang des Preußenlieds von Bernhard Thiersch, dessen erste Strophe so lautet:
Ich bin ein Preuße, kennt ihr meine Farben?

Die Fahne schwebt mir weiß und schwarz voran!

Daß für die Freiheit meine Väter starben,

Das deuten, merkt es, meine Farben an.

Nie werd’ ich bang verzagen,

Wie jene will ich’s wagen

|: Sei’s trüber Tag, sei’s heitrer Sonnenschein,

Ich bin ein Preuße, will ein Preuße sein! :|
Der Dortmunder Gymnasialdirektor Thiersch schrieb 1830 die ersten sechs Strophen als Geburtstagsgeschenk für Preußenkönig Friedrich Wilhelm III.

## Ich bin es müde, über Sklaven zu herrschen.
Diesen Satz soll der preußische König Friedrich II. in einer Anweisung an sein Kabinett kurz vor seinem Tode geschrieben haben. Der Satz ist bezeichnend für seine immer stärker zutage tretende negative Beurteilung der Menschen.
Der Zitatensammler Georg Büchmann schreibt dazu in seinen Geflügelten Worten:

„Der Satz entspricht völlig Friedrichs erleuchtetem Sinn. Noch sechzehn Tage vor seinem Tode verfügte er in der Kabinetsordre vom 1. Aug. 1786 über die Besiedelung urbar gemachten Landes bei Tilsit: ‚Die Bauern, welche da angesetzt werden, müssen ihre Güter alle eigentümlich haben, weil sie keine Sklaven sein sollen‘.“

Der Dramatiker Rolf Hochhuth notiert in einer Regiebemerkung:

„Die Zahl der Feiglinge ist lähmend, Sophie muß sich beherrschen, sie verspürt jenen Ekel, der einen König zu dem Seufzer gebracht haben soll: ‚Ich bin es müde, über Sklaven zu herrschen‘ – er hatte vergessen, daß er es war, der die Sklaverei aufrechterhielt.“

## Ich bin nicht in der Geberlaune heut.
Das Zitat stammt aus William Shakespeares Tragödie Richard III. und lautet auf Englisch:

“I am not in the giving vein today.”

Es ist König Richards Entgegnung, als ihn der Herzog von Buckingham an sein Versprechen erinnert, ihm die Grafschaft Hereford dafür zu geben, dass er Richard auf den Thron geholfen hat.
Heute wird mit der Wendung „in Geberlaune sein“ eine momentane Neigung zur Großzügigkeit angesprochen.

## Ich bin nur ein armer Wandergesell.
Dieses bekannte Lied stammt aus der Operette Der Vetter aus Dingsda von Eduard Künneke. Ein Fremder kommt ins Schloss de Weert und versteckt seine Identität zunächst hinter der Mitteilung, „nur ein armer Wandergesell“ zu sein:
Ich bin nur ein armer Wandergesell,

Gute Nacht, liebes Mädel, gut’ Nacht.
Im Duden Band 12 heißt es dazu:

„Das Zitat kann dazu dienen, sich der Frage nach der eigenen Identität scherzhaft zu entziehen oder darauf hinzuweisen, dass man sich nur vorübergehend an einem Ort aufzuhalten gedenkt.“

## Ich bin so satt, ich mag kein Blatt.
Dieses berühmte Märchenzitat stammt aus Tischchen deck dich, Goldesel und Knüppel aus dem Sack der Brüder Grimm. Darin wird erzählt, wie die Ziege eines Schneiders dessen Söhnen, die sie morgens auf die Weide geführt haben, abends auf die Frage, ob sie auch satt geworden sei, antwortet:

„Ich bin so satt, ich mag kein Blatt, meh, meh!“

Daraufhin nach Hause zurückgeführt, antwortet sie dem Schneider auf dieselbe Frage:

„Wovon sollt ich satt sein? Ich sprang nur über Gräbelein und fand kein einzig Blättelein, meh, meh!“

Woraufhin der Schneider nacheinander alle drei Söhne verstößt. Erst zum Schluss des Märchens kommt er dahinter, dass ihn die Ziege belogen hat.

## Ich bin so wild nach deinem Erdbeermund.
Der Schriftsteller und Übersetzer Paul Zech übersetzte die Werke des französischen Dichters François Villon und wurde dadurch zu freien Nachdichtungen angeregt, die er unter dem Titel Die lasterhaften Balladen und Lieder des Franz Villon veröffentlichte. Dabei hat Zech – ohne sie zu kennzeichnen – eigene Texte hinzugedichtet. Dazu gehört auch das Gedicht Ich bin so wild nach deinem Erdbeermund, das durch die Rezitationen des Schauspielers Klaus Kinski sehr bekannt wurde und das mit den folgenden Versen beginnt:
Ich bin so wild nach deinem Erdbeermund,

ich schrie mir schon die Lungen wund

nach deinem weißen Leib, du Weib.
Kinski übernahm diesen Titel auch für seine 1975 erschienene Autobiografie, in der er sein exzentrisches Leben beschreibt.

## Ich bin von Kopf bis Fuß auf Liebe eingestellt.
Das Chanson stammt aus dem 1930 gedrehten Film Der blaue Engel, der Verfilmung des Romans Professor Unrat von Heinrich Mann, mit dem Marlene Dietrich in der Rolle einer lasziven Barsängerin berühmt wurde. Den Text schrieb Friedrich Hollaender, der auch die Filmmusik zu diesem Kinoklassiker komponierte. Der Refrain lautet:
Ich bin von Kopf bis Fuß auf Liebe eingestellt,

denn das ist meine Welt

und sonst gar nichts!

Das ist, was soll ich machen, meine Natur:

Ich kann halt lieben nur

und sonst gar nichts!
Das Zitat wird heute mit wechselnder Ergänzung gebraucht:
- „Ich bin von Kopf bis Fuß auf Hiebe eingestellt.“ (Deutsche Boxer oder Ehepartner)
- „Ich bin von Kopf bis Fuß auf Diebe eingestellt.“ (Bau von Gefängnissen)
- „Ich bin von Kopf bis Fuß auf Leben eingestellt.“ (Marianne Buggenhagen)

## Ich bin zu alt, um nur zu spielen, zu jung, um ohne Wunsch zu sein.
Mit diesen Worten beklagt der alte Faust sich in Goethes Drama Faust I über seine Lebenssituation, bevor er den Pakt mit dem Teufel eingeht:
In jedem Kleide werd’ ich wohl die Pein

Des engen Erdelebens fühlen.

Ich bin zu alt, um nur zu spielen,

Zu jung, um ohne Wunsch zu seyn.
Diese Worte charakterisieren die Lebenskrise eines Menschen, finden sich aber auch in den Texten von Kontaktanzeigen.

## Ich brech’ die Herzen der stolzesten Frau’n.
Dieses Zeugnis unerschütterlicher Selbsteinschätzung sang der Schauspieler Heinz Rühmann in der 1938 gedrehten Filmkomödie Fünf Millionen suchen einen Erben. Das Lied mit dem Text von Bruno Balz und der Melodie von Lothar Brühne beginnt mit den folgenden Zeilen:
Ich brech’ die Herzen der stolzesten Frau’n

weil ich so stürmisch und so leidenschaftlich bin

mir braucht nur eine ins Auge zu schau’n

und schon isse hin
Rühmanns Imponiergehabe wird durch seine schmächtige Figur und seine linkischen Bewegungen konterkariert. Ein Mann pfeift dazwischen, und die angesprochenen Frauen unterhalten sich während der Gesangseinlage.

## Ich dacht’, mich tritt ein Pferd.
So äußerte der deutsche Bundesfinanzminister Hans Apel in einem Interview mit der ARD seine Verblüffung über die unvorhergesehene negative Wende in der Diskussion über die Steuerreform. Diese Worte wurden später auch der Titel seiner Autobiografie.
In dem 1973 erschienenen Buch Die neuen Leiden des jungen W. von Ulrich Plenzdorf heißt es:

„Ich dachte, mich tritt ein Pferd und streift ein Bus und alles zusammen.“

Es existieren zahlreiche Abwandlungen, mit denen man salopp zum Ausdruck bringt, dass man etwas so nicht für möglich gehalten hat:
- „Ich denk, mich küsst ein Elch.“
- „Ich denk, ich steh im Wald.“

## Ich danke dir, Gott, dass ich nicht bin wie die andern Leute.
Das vollständige Bibelzitat aus dem Evangelium nach Lukas lautet:
„9Er sagte aber zu etlichen, die sich selbst vermaßen, daß sie fromm wären, und verachteten die andern, ein solch Gleichnis: 10Es gingen zwei Menschen hinauf in den Tempel, zu beten, einer ein Pharisäer, der andere ein Zöllner. 11Der Pharisäer stand und betete bei sich selbst also: Ich danke dir, Gott, daß ich nicht bin wie die anderen Leute, Räuber, Ungerechte, Ehebrecher, oder auch wie dieser Zöllner. 12Ich faste zweimal in der Woche und gebe den Zehnten von allem, was ich habe. 13Und der Zöllner stand von ferne, wollte auch seine Augen nicht aufheben gen Himmel, sondern schlug an seine Brust und sprach: Gott, sei mir Sünder gnädig! 14Ich sage euch: Dieser ging hinab gerechtfertigt in sein Haus vor jenem. Denn wer sich selbst erhöht, der wird erniedrigt werden; und wer sich selbst erniedrigt, der wird erhöht werden.“
Anders als der verachtete Zöllner, der sich seiner Fehler bewusst ist, ist der Pharisäer voll Selbstgerechtigkeit. So werden die Worte des Pharisäers spöttisch zur Kennzeichnung von selbstgerechten Menschen verwendet, die sich über andere erheben wollen.

## Ich danke Sie.
Dieser bewusst grammatisch falsche Satz war die Reaktion des Fußballspielers Willi Lippens 1965 bei einem Spiel in Herne, als er einen Gegenspieler zu Boden gestoßen hatte, auf die ebenso grammatikalisch falsche Verwarnung des Schiedsrichters:

„Herr Lippens, ich verwarne Ihnen!“

Nach kurzem Stutzen ruft Lippens spitzbübisch zurück:

„Herr Schiedsrichter, ich danke Sie.“

Dafür wurde er des Feldes verwiesen.
Ich danke Sie! Der Fußballer Willi ‚Ente‘ Lippens ist eine Fußballerbiografie von Dietmar Schott. Ich danke Sie ist auch der Name eines Restaurants am Rand der Stadt Bottrop.

## Ich denke, also bin ich.
Der lateinische Satz Cogito ergo sum (‚ich denke, also bin ich‘) ist die Übersetzung der französischen Definition: Je pense, donc je suis.
Dies ist ein von René Descartes methodisch formulierter Schluss, den er im Anschluss an seinen radikalen Zweifel an die eigene Erkenntnisfähigkeit als nicht weiter zu kritisierendes Fundament in seinem Werk Meditationes de prima philosophia formuliert:

„Da es ja immer noch ich bin, der zweifelt, kann ich an diesem Ich, selbst wenn es träumt oder phantasiert, selber nicht mehr zweifeln.“

In der lateinischen Urfassung cogito, ego sum, wurde es erst in der französischen Übersetzung als cogito, ergo sum von Descartes toleriert und seitdem oft kritisiert.

## Ich fürchte die Danaer, selbst wenn sie Geschenke bringen.

Trojanisches Pferd, das Danaergeschenk wird in die Stadt Troja gezogen.

Dieser Satz „Ich fürchte die Danaer (Griechen), selbst wenn sie Geschenke bringen.“ wird meistens aus Vergils Epos Aeneis zitiert, wo es lateinisch heißt:

“Quidquid id est, timeo Danaos et dona ferentes.”

„Was auch immer es ist, ich fürchte die Danaer, auch wenn sie Geschenke bringen.“

Die originale griechische Variante ist:

«Φοβοῦ τοὺς Δαναοὺς καὶ δῶρα φέροντας.»

„Phobou tous Danaous kai dōra pherontas.“

„Fürchte die Danaer, selbst wenn sie Geschenke bringen.“

Nachdem die griechische Armee ihren Abzug vorgetäuscht hatte, holten die Trojaner das Trojanische Pferd trotz Warnung des Laokoon in die Stadt. Die Trojaner glaubten, dass es sich bei dem hölzernen Pferd um ein Abschiedsgeschenk der Griechen für den Gott Poseidon handelte.

## Ich gebe Ihnen mein Ehrenwort, dass die gegen mich erhobenen Vorwürfe haltlos sind.
Als im September 1987 kurz vor der Landtagswahl in Schleswig-Holstein bekannt wurde, dass Der Spiegel am Montag nach der Wahl berichten werde, dass Ministerpräsident Uwe Barschel eine Verleumdungskampagne gegen seinen Herausforderer Björn Engholm initiiert habe, entwickelte sich die so genannte Barschel-Affäre. In einer Stellungnahme vier Tage nach der Wahl erklärte Barschel:

„Über diese Ihnen gleich vorzulegenden Eidesstattlichen Versicherungen hinaus gebe ich Ihnen, gebe ich den Bürgerinnen und Bürgern des Landes Schleswig-Holsteins und der gesamten deutschen Öffentlichkeit mein Ehrenwort – ich wiederhole – ich gebe Ihnen mein Ehrenwort, dass die gegen mich erhobenen Vorwürfe haltlos sind.“

Nachdem verstärkt Zweifel an Barschels Unschuld aufkamen, trat Barschel am 2. Oktober 1987 vom Amt des Ministerpräsidenten zurück. Neun Tage später wurde er im Hotel Beau-Rivage in Genf unter nicht vollständig geklärten Umständen tot in der Badewanne seines Zimmers aufgefunden.

## Ich ging im Walde so für mich hin.
Dieses Zitat stammt aus Goethes Gedicht Gefunden aus dem Jahr 1813, das er seiner Frau Christiane widmete und das mit folgenden Worten beginnt:
Ich ging im Walde

So für mich hin,

Und nichts zu suchen,

Das war mein Sinn.
Mit diesem Zitat beginnt Karl May seinen Roman der Der Spion von Ortry.
Goethes Gedicht wurde außerdem von Christian Heinrich Hohmann und 1836 vom Komponisten Carl Loewe unter dem Titel Im Vorübergehn in Noten gesetzt.
Der Komödiant Ingo Insterburg persiflierte das Gedicht folgendermaßen:
Ich ging im Walde so für mich hin,

mir stand sehr weihnachtlich der Sinn.

Da sah ich ein frierendes Mägdelein,

das wollt so gerne gewärmet sein.

Ich nahm sie zu mir mit nach Haus’

und zog ihr die nassen Kleider aus. …

## Ich glaube, dies ist der Beginn einer wunderbaren Freundschaft.
Dieses berühmte Filmzitat aus dem Film Casablanca wurde erst zwei Wochen nach Drehschluss einsynchronisiert. Es lautet im englischen Original:

“I think this is the beginning of a beautiful friendship.”

Mit diesem doppeldeutigen Schlussdialog haben sich zwei ungleiche am Ende zusammengefunden. Der eine ist der korrupte Polizeichef Renault, der mit der Besatzungsmacht zusammenarbeiten muss, der andere ist der Barbesitzer Rick, der über eine enttäuschte Liebe zum Zyniker geworden ist. Am Ende des Films verhilft der Polizeichef dem Widerstandskämpfer zur Flucht und Rick lässt die wiedergefundene große Liebe gehen. Abschließend bietet der Polizeichef Rick die Zusammenarbeit an.
Damit endet der Film, aber es ist zu ahnen, dass die beiden ungleichen Partner in Zukunft auch anderen zur Flucht verhelfen werden.

## Ich grolle nicht, und wenn das Herz auch bricht.
Das Zitat ist der Anfang eines Gedichts aus Heinrich Heines Lyrischem Intermezzo im Buch der Lieder:
Ich grolle nicht, und wenn das Herz auch bricht,

Ewig verlor’nes Lieb! ich grolle nicht.

Wie du auch strahlst in Diamantenpracht,

Es fällt kein Strahl in deines Herzens Nacht
Größere Bekanntheit hat das Gedicht durch Robert Schumanns Zyklus Dichterliebe erlangt.

## Ich hab es getragen sieben Jahr.
Mit diesen Versen beginnt Theodor Fontanes Ballade Archibald Douglas:
Ich hab’ es getragen sieben Jahr,

und ich kann es nicht tragen mehr,

wo immer die Welt am schönsten war,

da war sie öd’ und leer.

 
Graf Archibald spricht damit die sieben Jahre währende Verbannung aus seiner schottischen Heimat an. Trotz drohender Todesstrafe wagt er sich als Pilger zurück in seine Heimat und trifft König Jakob auf der Jagd. Der tötet Archibald Douglas zwar nicht, will ihn aber auch nicht anhören. Graf Douglas folgt ihm und fleht, ihn lieber zu töten als ihm die Rückkehr zu verweigern. Schließlich steigt der König vom Pferd und nimmt den Grafen wieder in seinen Dienst:
Der ist in tiefster Seele treu, wer die Heimat liebt wie du.
Man zitiert die Anfangszeile heute scherzhaft, wenn man seinem Herzen nach einer langen Zeit endlich einmal Luft machen möchte.

## Ich hab hier bloß ein Amt und keine Meinung.
Diese bescheidenen Worte stammen aus Friedrich Schillers Drama Wallenstein. Mit dieser Antwort entzieht sich der als schwedischer Unterhändler auftretende Oberst Wrangel, den Wallenstein nach seiner Meinung befragt, einer persönlichen Stellungnahme.
Auch heute noch kann man mit diesem Zitat ausweichend auf eine Frage antworten, die man nicht mit einer persönlichen Meinungsäußerung beantworten möchte.

## Ich hab mein Herz in Heidelberg verloren.

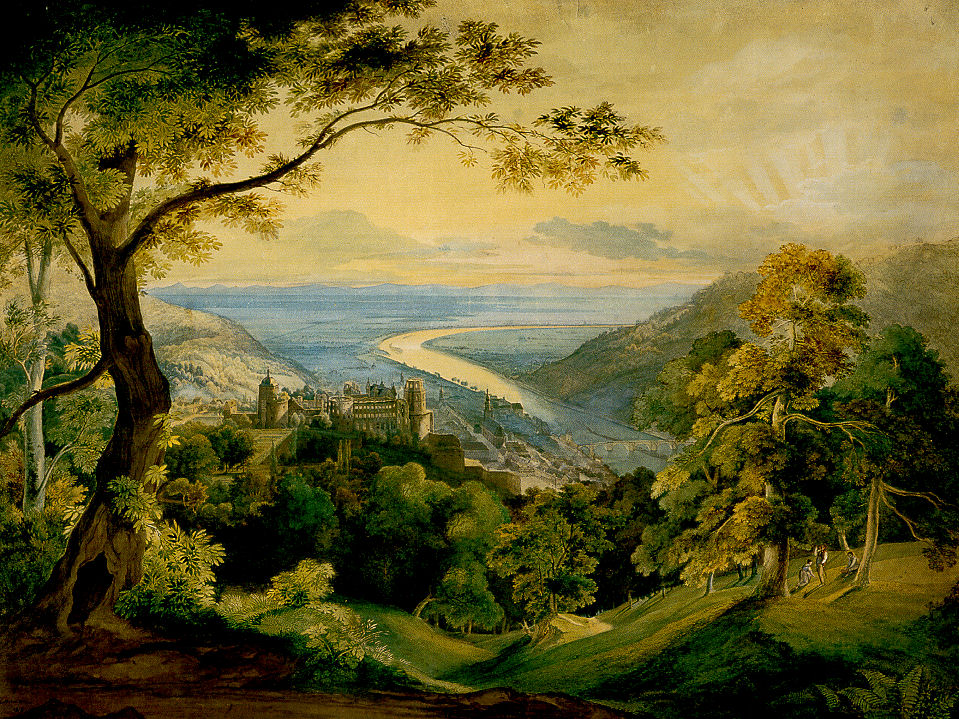
Carl Rottmann: Das Heidelberger Schloss

Dies ist der Titel eines sehr bekannten Schlagers von Fred Raymond aus dem Jahr 1925, zu dem er 1927 auch eine Operette schrieb. Der Text stammt von Fritz Löhner-Beda und Ernst Neubach. Ein Film aus dem Jahr 1952 sorgte für eine weitere Verbreitung dieser Worte. Der Refrain beginnt mit folgenden Versen:
Ich hab’ mein Herz in Heidelberg verloren,

In einer lauen Sommernacht.

Ich war verliebt bis über beide Ohren

Und wie ein Röslein hat ihr Mund gelacht.
Mit den Worten „Ich hab mein Herz in … verloren“ kann man an einen Ort erinnern, an dem man sich einst in jemanden verliebt hat.

## Ich hab meine Tante geschlachtet.
Mit dieser Zeile beginnt das Bänkellied Der Tantenmörder von Frank Wedekind. Wedekind trat mit diesem Lied in den Münchner Kabaretts Elf Scharfrichter und Simplicissimus auf.
In dem Gedicht berichtet ein Mörder vor Gericht, dass er seine altersschwache Tante umgebracht hat und hofft auf Grund seiner Jugend auf ein mildes Urteil, da ihm Geld mehr nütze als einer alten Tante. Das Gedicht endet mit den folgenden Worten:
Ich hab’ meine Tante geschlachtet,

Meine Tante war alt und schwach;

Ihr aber, o Richter, ihr trachtet

Meiner blühenden Jugend-Jugend nach.
Im Duden Band 12 heißt es erläuternd zum obigen Zitat:

„Mit dem Zitat kann man zum Beispiel scherzhaft auf die Frage antworten, woher man das Geld für eine größere Neuanschaffung o. Ä. genommen habe.“

## Ich habe einen Traum

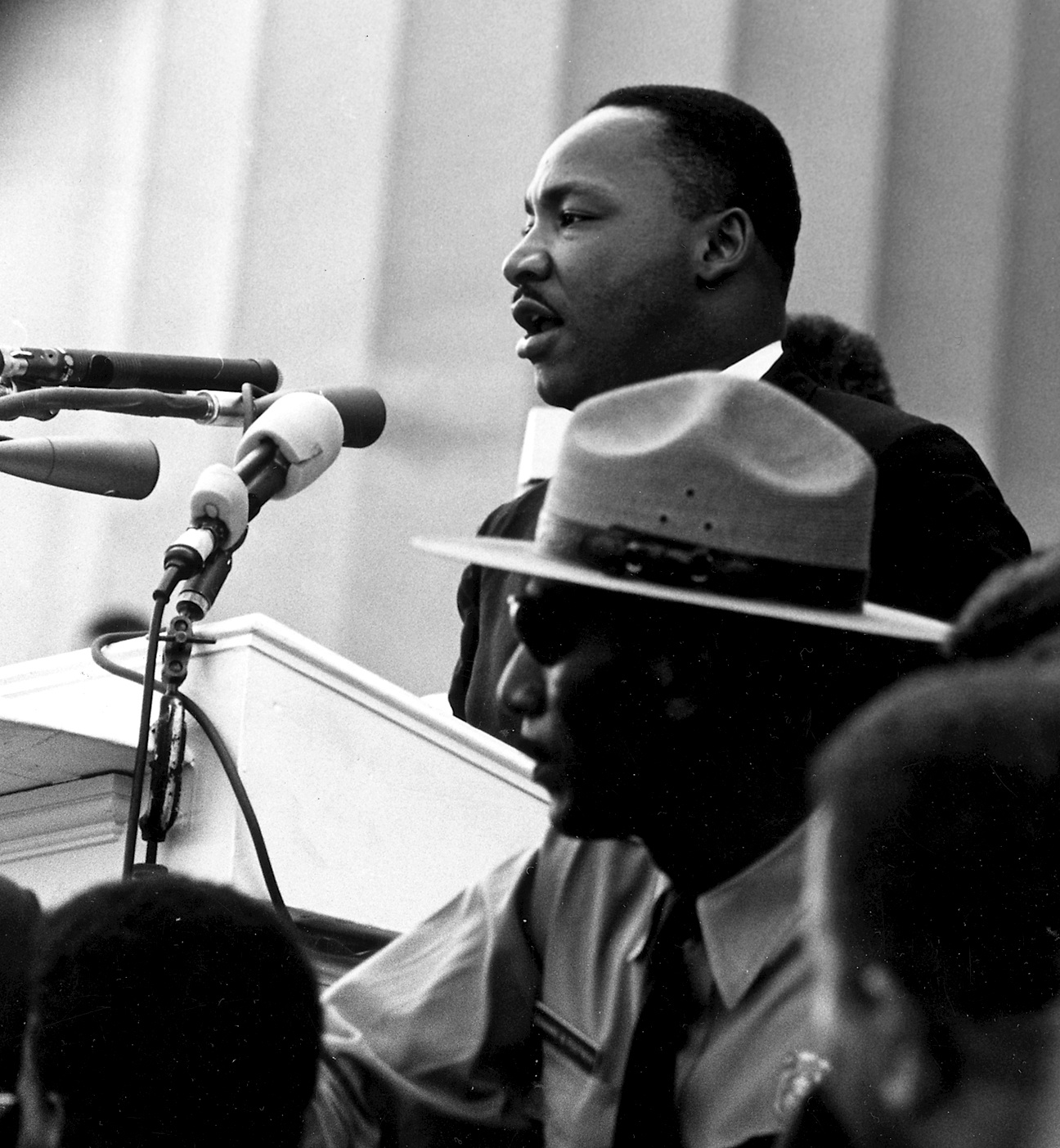
Martin Luther King jr. in Washington

I Have a Dream (englisch für ‚Ich habe einen Traum‘) ist der Titel einer berühmten Rede von Martin Luther King jr., die er anlässlich der großen Protestkundgebung March on Washington for Jobs and Freedom am 28. August 1963 in Washington, D.C. hielt, an der mehr als 250.000 Menschen teilnahmen.

„I have a dream that one day this nation will rise up and live out the true meaning of its creed:, We hold these truths to be self-evident: that all men are created equal.

I have a dream that one day on the red hills of Georgia the sons of former slaves and the sons of former slaveowners will be able to sit down together at a table of brotherhood …“

„Ich habe einen Traum, dass sich eines Tages diese Nation erheben wird und die wahre Bedeutung ihres Glaubensbekenntnisses ausleben wird: ‚Für uns soll als selbstverständlich gelten: Alle Menschen sind als gleich geschaffen.‘

Ich habe einen Traum, dass eines Tages auf den roten Hügeln von Georgia die Söhne früherer Sklaven und die Söhne früherer Sklavenhalter miteinander am Tisch der Brüderlichkeit sitzen können …“

## Ich habe fertig
„Ich habe fertig“ war ein Ausspruch des italienischen Fußballtrainers Giovanni Trapattoni am Ende einer Pressekonferenz am 10. März 1998. Als Trainer des FC Bayern München kritisierte er äußerst emotional die Leistung einiger seiner Spieler. Die in 3:30 Minuten entstandenen, in fehlerhaftem Deutsch gesprochenen Satzkonstrukte („Was erlaube’ Strunz“, „… ware’ schwach wie eine Flasche leer“ und insbesondere „Ich habe fertig“) fanden als Ironisierung Eingang in den deutschen Sprachgebrauch; so kommentierte z. B. die SPD die Abwahl Helmut Kohls auf einem Plakat mit „Ich habe fertig!“.
Der Wutausbruch brachte Trapattoni so große Sympathien ein, dass er damit Geld verdienen konnte – wie beispielsweise als Werbestar für ein Trinkwassersprudler-System („nicht Flasche leer …“).
Der Ausspruch ist eine 1:1-Übersetzung aus dem italienischen Ho finito!, was genauso viel bedeutet wie „Ich bin fertig!“ Auch die Reihenfolge Substantiv-Adjektiv („Flasche leer“) stammt aus Trapattonis Muttersprache.

## Ich habe jetzt keine Zeit, müde zu sein.

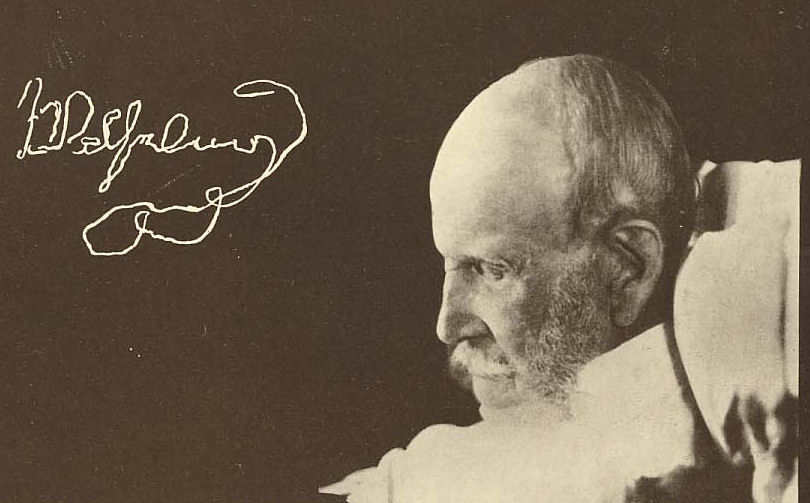
Kaiser Wilhelm I. auf dem Sterbebett

Dies sollen die letzten zusammenhängenden Worte gewesen sein, die der deutsche Kaiser Wilhelm I. an seinem Todestag, dem 9. März 1888, äußerte.
Der Satz steht für Pflichterfüllung bis zum letzten Augenblick, wurde aber später ironisch abgewandelt zu:

„Ich habe jetzt keine Zeit, ich bin müde.“

Wilhelm I. starb im Alter von 91 Jahren.

## Ich habe nichts zu verzollen als mein Genie.

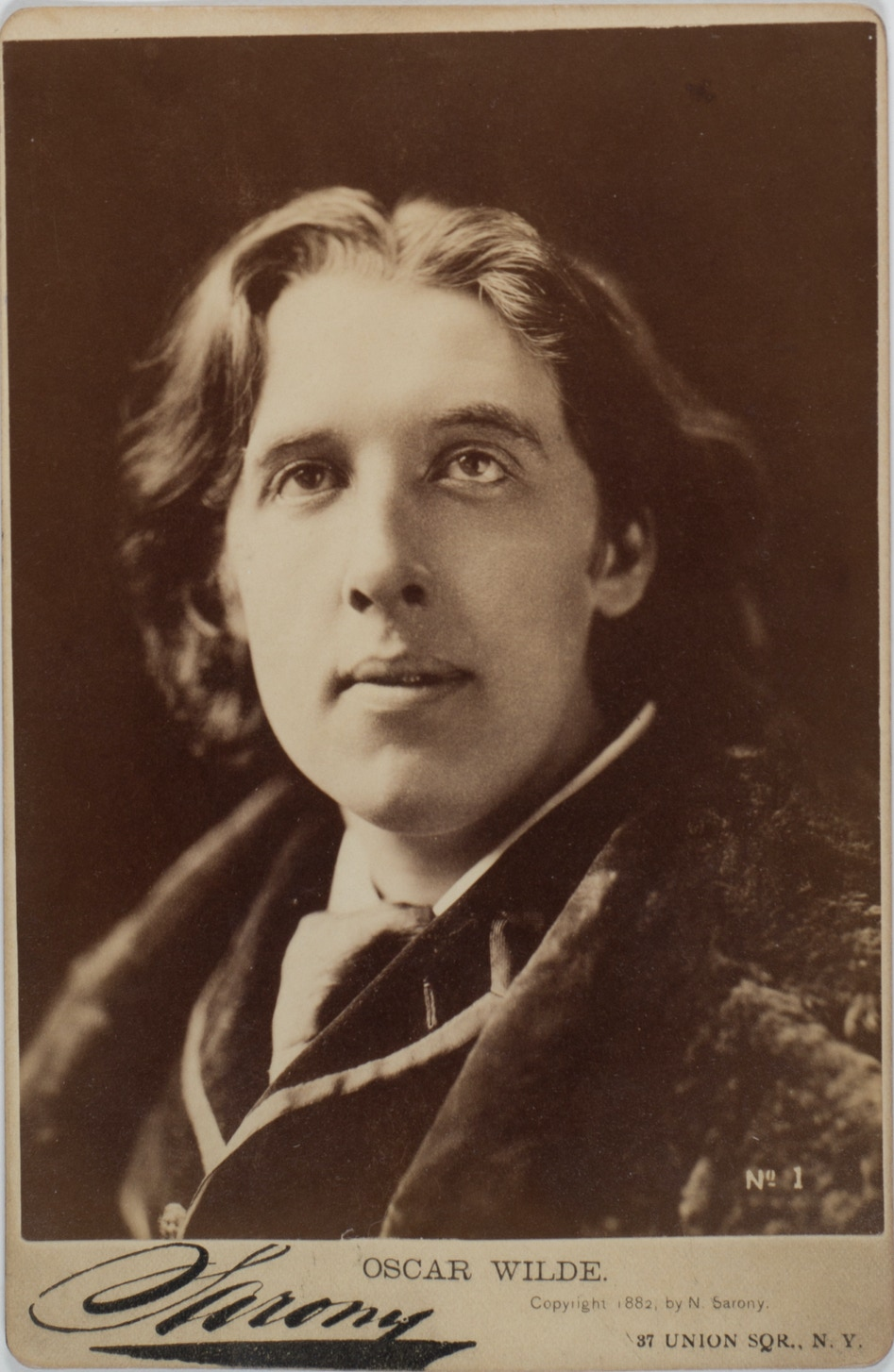
Oscar Wilde, 1882 in New York

Als der irische Schriftsteller Oscar Wilde 1882 bei der Einreise in die Vereinigten Staaten von einem New Yorker Zollbeamten gefragt wurde, was er zu verzollen habe, sagte er dandyhaft auf Englisch:

“I have nothing to declare except my genius.”

Es wird auch noch eine andere Variante kolportiert, welche ein Wortspiel mit der Mehrfachbedeutung des Wortes declare (bekanntmachen, feststellen, aber auch verzollen) treibt:

“I’d like to declare – I’m a genius!”

„Ich würde gern etwas verzollen: Ich bin ein Genie!“

oder eben „Ich würde gern feststellen: Ich bin ein Genie!“
Diese Tour durch die USA legte übrigens den Grundstein zu Wildes späterem Erfolg. Sein scharfer Wortwitz wurde von den amerikanischen Zeitungen begeistert aufgegriffen.

## Ich habe nur ein Vaterland, das heißt Deutschland.

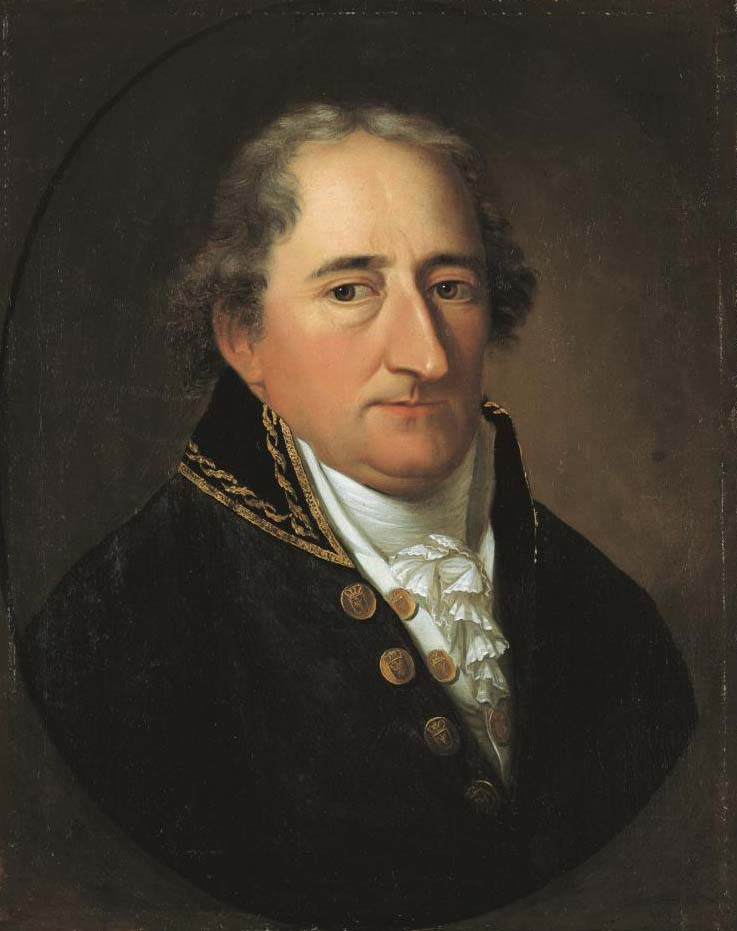
Heinrich Friedrich Karl vom und zum Stein

Als überzeugter Gegner eines Partikularismus in Deutschland schrieb der preußische Reformer Heinrich Friedrich Karl vom Stein dem hannoverschen Reichsgrafen Ernst zu Münster im Jahre 1812 einen Brief, aus dem dieses Zitat stammt.
Das vollständige Zitat lautet wie folgt:

„Es tut mir leid, dass Euer Exzellenz in mir den Preußen vermuten … Ich habe nur ein Vaterland, das heißt Deutschland, und da ich nach alter Verfassung nur ihm und keinem besonderen Teil desselben angehöre, so bin ich auch nur ihm und nicht einem Teil desselben von ganzem Herzen ergeben.“

Weiter konstatiert Freiherr vom Stein:

„Mein Glaubensbekenntnis ist Einheit.“

Freiherr vom Stein gilt auch heute noch als einer der bedeutendsten Staatsreformer der deutschen Geschichte. Seine Leistungen als preußischer Minister trugen zur Integration der säkularisierten westfälischen Bistümer in den preußischen Staat, zur Überwindung der Niederlage gegen Napoleon im Jahr 1806 und zur Mobilisierung im Sinne des Gesamtstaates bei.

## Ich habe viel Geld für Alkohol, Weiber und schnelle Autos ausgegeben. Den Rest habe ich einfach verprasst.
Dieser Ausspruch stammt vom nordirischen Fußballspieler George Best, der dies auf Englisch so ausdrückte:

“I spent a lot of money on booze, birds and fast cars. The rest I just squandered.”

Best sagte auch von sich selbst:

„Ich könnte den anonymen Alkoholikern beitreten. Das Problem dabei ist nur, ich kann nicht anonym bleiben.“

Best war unter den Fußballspielern einer der ersten Medienstars. Sein extravaganter Lebensstil führte jedoch dazu, dass er dem Alkoholismus verfiel und im Alter von 59 Jahren an einer Niereninfektion starb.

## Ich hab’s gewagt.

Porträt Ulrich von Huttens mit seinem Wahlspruch

„Ich hab’s gewagt“ war der Wahlspruch des Humanisten Ulrich von Hutten (Ain new Lied herr Vlrichs von Hutten – Ich habs gewagt mit sinnen):
Zurück! Hinweg! Wer war wie du so treu?

‚Ich habs gewagt und trag des noch kein Reu.‘

Die Sache rief, dein Los nahm seinen Lauf:

‚Wach auf, du edle Freiheit, wache auf!‘
Dabei greift von Hutten möglicherweise auf den griechischen Dichter Aischylos zurück, der dem Gefesselten Prometheus die Worte „Ich aber hab’s gewagt“ in den Mund legt. Prometheus holte für die Menschen das Feuer vom Himmel und wurde dafür streng bestraft.
Der Hitler-Stellvertreter Rudolf Heß wählte dieses Zitat als Grabspruch für seine Grabstätte in Wunsiedel, wohl in Anspielung auf seinen Flug nach England. Der nationalsozialistische Verleger Julius Friedrich Lehmann wählte das gleiche Motto als Signet für alle in seinem Verlag erschienenen medizinischen und „rassekundlichen“ Bücher.
Das Zitat wird heute verwendet, wenn man ein Ziel verfehlt hat und dennoch stolz darauf ist, es versucht zu haben.

## Ich hatt’ einen Kameraden.

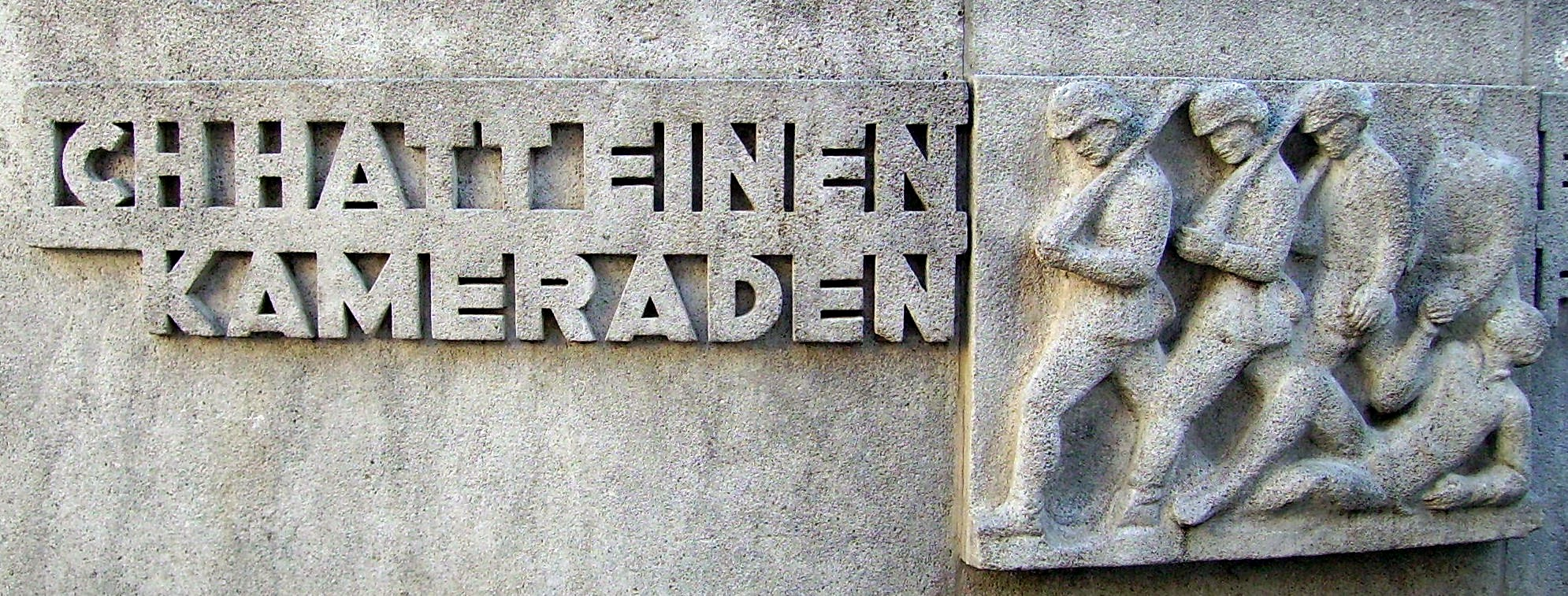
Inschrift auf einem Brunnen in Speyer

Dies sind die Anfangsworte des Liedes Der gute Kamerad, das 1809 von Ludwig Uhland gedichtet und 1825 von Friedrich Silcher vertont wurde. Es beginnt mit der folgenden Strophe:
Ich hatt’ einen Kameraden,

Einen bessern findst du nit.

Die Trommel schlug zum Streite,

Er ging an meiner Seite

In gleichem Schritt und Tritt.
Das Lied spielt im Trauerzeremoniell der deutschen Bundeswehr eine große Rolle und ist auch im österreichischen Bundesheer bei militärischen Trauerfeierlichkeiten übernommen worden.

## Ich hatte einst ein schönes Vaterland.
Dieses Zitat stammt aus Heinrich Heines Gedicht In der Fremde, in dem er sich in seinem Pariser Exil wehmütig an Deutschland erinnert:
Ich hatte einst ein schönes Vaterland.

Der Eichenbaum Wuchs dort so hoch,

die Veilchen nickten sanft.

Es war ein Traum.

Das küßte mich auf deutsch, und sprach auf deutsch

(Man glaubt es kaum

Wie gut es klang) das Wort: ‚ich liebe dich!’

Es war ein Traum.

## Ich kam, sah und siegte.

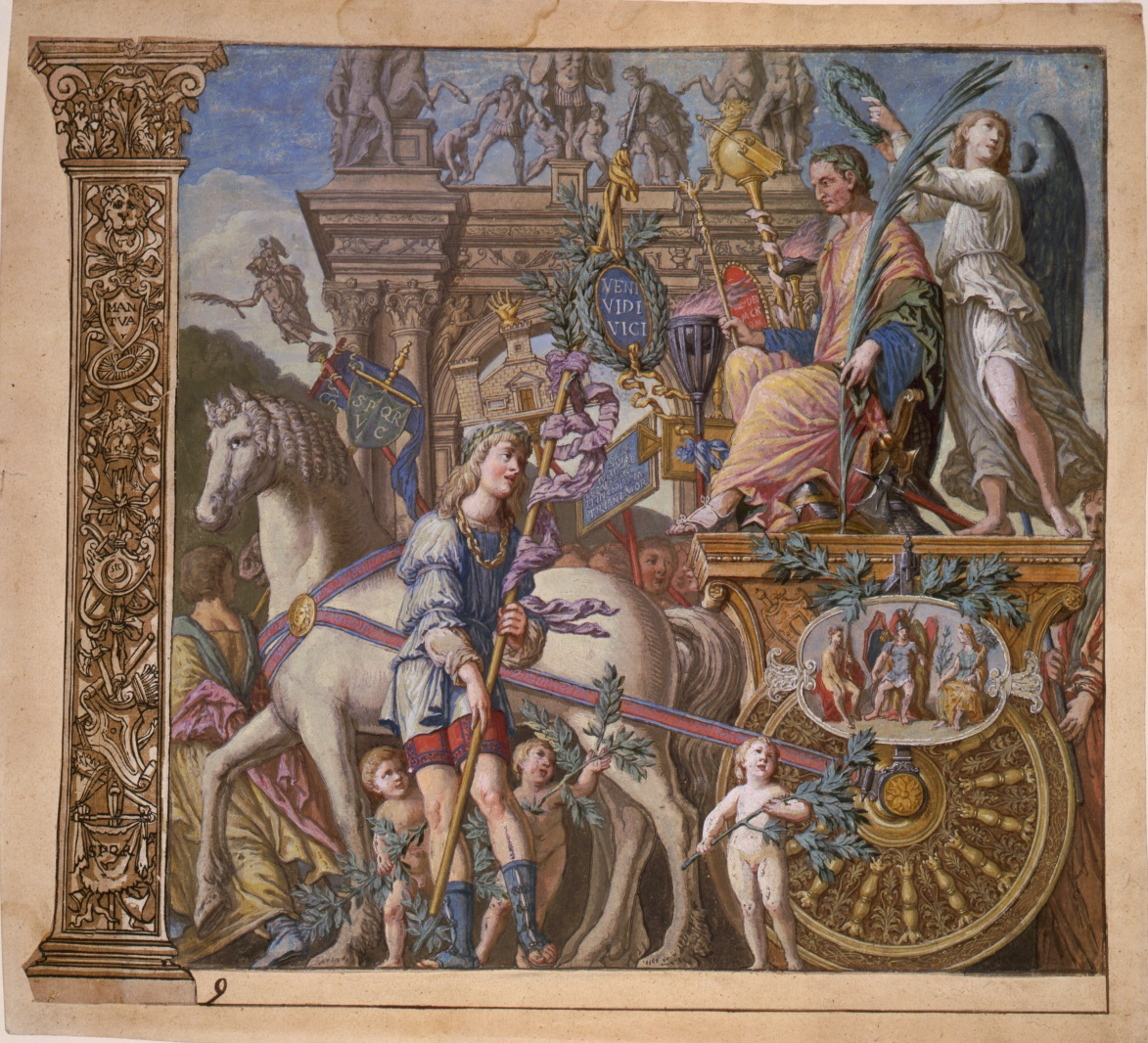
Triumphzug Caesars, bei dem der lateinische Spruch Veni vidi vici vorhergetragen wird

„Ich kam, sah und siegte“ (lateinisch: Veni vidi vici) war die lakonische Feststellung des Gaius Iulius Caesar in einem Brief an seinen Freund Amintus nach dem unerwartet schnellen Sieg bei Zela über Pharnakes II. von Pontus im Jahr 47 v. Chr.
Pharnakes war Sohn des Mithridates VI. und erhob sich gegen seinen Vater. Im Zuge der Wirren des römischen Bürgerkrieges zwischen Caesar und Pompeius versuchte Pharnakes, sein angestammtes väterliches Reich zurückzugewinnen, er unterlag aber gegen Caesar.
Bei seinem späteren Triumphzug wies Caesar auf die Mühelosigkeit seines Sieges hin, indem er eine Tafel mit diesem Spruch vor sich hertragen ließ.
Weniger bekannt ist, dass dieser Satz eigentlich auf Griechisch überliefert wurde:

«Ἦλθον, εἶδον, ἐνίκησα.»

„Ēlthon, eidon, enikēsa.“

## Ich kann allem widerstehen, nur nicht der Versuchung.
In Oscar Wildes Komödie Lady Windermeres Fächer (englisch: Lady Windermere’s Fan) beginnt der erste Akt mit einem kleinen Streitgespräch zwischen Lady Windermere und Lord Darlington. Sie bittet ihn, sie mit seinen Komplimenten zu verschonen. Als er sie dennoch „eine ganz bezaubernde Puritanerin“ nennt, antwortet sie streng:

„Das Eigenschaftswort war überflüssig, Lord Darlington.“

Zu seiner Entschuldigung erwidert Lord Darlington:

„Ich kann nichts dafür. Ich kann allem widerstehen, nur nicht der Versuchung.“

## Ich kann die Gestapo jedermann aufs beste empfehlen.
Ernest Jones, der persönlich viel dazu beigetragen hatte, dass Sigmund Freud am 5. Juni 1938 mit seiner Frau und der Tochter Anna von Wien nach London ausreisen konnte, berichtet im dritten und letzten Band seiner großen Freud-Biographie, der 1957 erschien, eine der Bedingungen, von denen die Erteilung des Ausreisevisum abhängig gemacht worden sei, sei die Unterzeichnung einer Bestätigung gewesen, dass die deutschen Behörden und insbesondere die Gestapo Freud seit dem Anschluss Österreichs jegliche Freiheit gelassen, ihm den seinem Ruf entsprechenden Respekt gezollt und ihn in jeder Hinsicht unterstützt hätten. Als der Nazi-Kommissar mit dieser Erklärung bei ihm erschienen sei, habe Freud natürlich keine Hemmungen gehabt, sie zu unterzeichnen, jedoch gefragt, ob er noch einen Satz hinzufügen dürfe, und zwar:
„Ich kann die Gestapo jedermann aufs beste empfehlen.“
Diese Darstellung wurde und wird weitgehend für bare Münze genommen und meist so verstanden, dass Freud den Nachsatz tatsächlich in das Dokument hineingeschrieben habe. So heißt es bei Paul Watzlawick: Menschliche Kommunikation (1969):
„Die Gestapo hatte also ein Interesse an Freuds Unterschrift, und Freud muß sich vor die Wahl gestellt gesehen haben, die Unterschrift zu leisten und damit dem Feind unter Verlust seiner persönlichen Integrität zu helfen oder nicht zu unterschreiben und die Folgen dieser Weigerung auf sich zu nehmen. […] Freud brachte es jedoch fertig, den Spieß umzudrehen und die Nazis in ihrer eigenen Falle zu fangen. Als der Gestapobeamte das Dokument zur Unterschrift brachte, fragte Freud, ob er noch einen Satz hinzufügen dürfe. Offensichtlich im Vollgefühl seiner Machtposition stimmte der Beamte zu, und Freud schrieb: ‚Ich kann die Gestapo jedermann aufs beste empfehlen.‘ Damit waren die Rollen vertauscht; denn nachdem die Gestapo einmal Freud zum Lob gezwungen hatte, konnte sie nicht gut weiteres ‚spontanes‘ Lob ablehnen. Für die Weltöffentlichkeit aber […] konnte dieses ‚Lob‘ nur einen vernichtenden Sarkasmus bedeuten, der die Erklärung Freuds für Propagandazwecke unbrauchbar machte. Es war Freud also gelungen, die Erklärung durch eine Aussage zu entwerten, die als Teil der Erklärung deren Inhalt zwar zu bekräftigen schien, gleichzeitig aber durch ihren offensichtlichen Sarkasmus den Sinn der gesamten Erklärung negierte.“
1989 tauchte der Originaltext bei einer Versteigerung von Dokumenten zu Freuds Emigration auf. Er lautet, von Freuds Anwalt Dr. Alfred Indra verfasst und von Freud unterzeichnet:
„Ich bestätige gern, daß bis heute den 4. Juni 1938 keinerlei Behelligung meiner Person oder meiner Hausgenossen vorgekommen ist. Behörden und Funktionäre der Partei sind mir und meinen Hausgenossen ständig korrekt und rücksichtsvoll entgegengetreten.
Wien, den 4. Juni 1938. Prof. Dr. Sigm. Freud.“
Der berühmt gewordene Nachsatz fehlt. Dass der 82 Jahre alte Freud bereit gewesen sein könnte, für einen geistreichen Sarkasmus nicht nur seine, sondern auch die Ausreise von Frau und Tochter aus Nazi-Deutschland in Gefahr zu bringen, widerspräche ohnehin jeder Lebenserfahrung.

## Ich kann gar nicht so viel fressen, wie ich kotzen möchte.
Als der Maler Max Liebermann am 30. Januar 1933 vom Fenster seiner Wohnung am Brandenburger Tor den Fackelzug zu Hitlers Ernennung zum Reichskanzler, der sogenannten Machtergreifung, beobachtete, brachte er seinen Abscheu darüber im Berliner Dialekt zum Ausdruck:

„Ach, wissen Se, ick kann jar nich soville fressen, wie ick kotzen möchte.“

Im Film Des Teufels General wird dieser Ausspruch vom Luftwaffengeneral Harras (gespielt von Curd Jürgens) benutzt.

## Ich kann nicht Fürstendiener sein.
Diese stolzen Worte spricht der Marquis von Posa in Friedrich Schillers Drama Don Karlos. Marquis von Posa lehnt es als freier Malteserritter ab, in die Dienste des spanischen Königs Philipp II. zu treten.
Der Schriftsteller Georg Herwegh erhielt am 19. November 1842 eine Audienz beim preußischen König Friedrich Wilhelm IV. Statt sich zum Abschied zu verbeugen, fixiert er jedoch den König und zitiert Schiller:

„Sire, ich kann nicht Fürstendiener sein.“

Dieser schwere Verstoß gegen die Etikette hat zur Folge, dass sich ein Teil seiner Anhänger von ihm abwendet. Herwegh nimmt die Angriffe jedoch nicht ernst, er hat vielmehr das Gefühl, dem König überlegen zu sein. Als kurz darauf seine Zeitschrift der Deutsche Bote verboten wird, schreibt Herwegh einen Brief an den König, der in die Hände eines Journalisten gerät und in allen wichtigen Zeitschriften abgedruckt wird. Herwegh wird daraufhin wegen Majestätsbeleidigung aus Preußen und Sachsen ausgewiesen. Die Regierung organisiert eine Pressekampagne, an der auch Heinrich Heine teilnimmt, mit der Herwegh und seine engeren Freunde mundtot gemacht werden sollen.
Die Germanistin Marie Haller-Nevermann verfasste zum Schillerjahr 2005 eine Biografie Schillers mit dem Titel Ich kann nicht Fürstendiener sein, in der sie Geisteshaltung und Künstlerpersönlichkeit des „Dichters der Freiheit“ untersucht.

## Ich kann’s nicht fassen.
Die Wendung „Ich kann’s nicht fassen“ als Ausdruck größter Überraschungen stammt aus dem Gedicht Ich kann’s nicht fassen, nicht glauben von Adelbert von Chamisso, das in der Vertonung von Robert Schumann bekannt wurde:
Ich kann’s nicht fassen, nicht glauben,

Es hat ein Traum mich berückt;

Wie hätt er doch unter allen

Mich Arme erhöht und beglückt?

## Ich kenne die Weise, ich kenne den Text.
Der Vers „Ich kenne die Weise, ich kenne den Text“ stammt aus Heinrich Heines Gedichtzyklus Deutschland. Ein Wintermärchen (Kaput I, 8. Strophe) und lautet im Kontext:
Ich kenne die Weise, ich kenne den Text,

Ich kenn auch die Herren Verfasser;

Ich weiß, sie tranken heimlich Wein

Und predigten öffentlich Wasser.
Heine spielt damit auf ein so genanntes „Entsagungslied“ an, das er bei seiner Rückkehr nach Deutschland hörte.
Der Anfang wird gelegentlich zitiert, wenn man einen längst durchschauten Standpunkt kommentieren möchte.

## Ich kenne keine Parteien mehr.

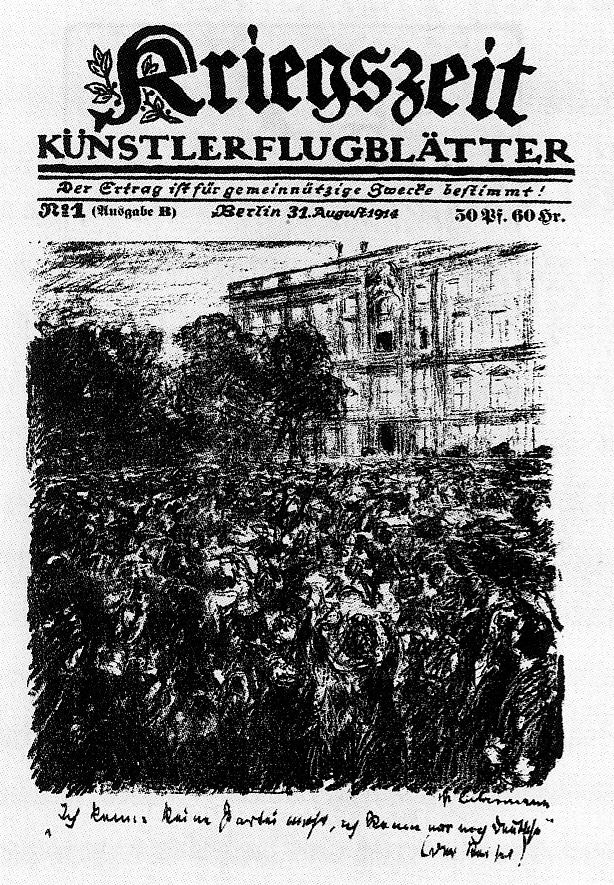
Lithographie von Max Liebermann, 1914. „Ich kenne keine Parteien mehr, kenne nur noch Deutsche (der Kaiser).“

Dieses Zitat stammt von Kaiser Wilhelm II., der angesichts des bevorstehenden Kriegsbeginns am 4. August 1914 bei der außerordentlichen Sitzung des Reichstages in Berlin sagte:

„Ich kenne keine Parteien mehr, ich kenne nur Deutsche.“

Dieses Zitat wurde zu Kriegsbeginn viel verbreitet und zum Beispiel mittels Postkarten unters Volk gebracht.
Drei Tage zuvor hatte der Kaiser diesen Gedanken in einer Ansprache an das Volk vor dem Königlichen Schloss schon einmal geäußert:

„In dem bevor stehenden Kampfe kenne ich in meinem Volke keine Parteien mehr. Es gibt unter uns nur noch Deutsche.“

Der Künstler Max Liebermann zum Beispiel begriff die Worte des Kaisers als Aufruf, der nationalen Sache zu dienen und fühlte sich durch den Aufruf des Kaisers „An meine lieben Juden“ zusätzlich zur zivilen Mitwirkung im Kriege verpflichtet.

## Ich klage an …!

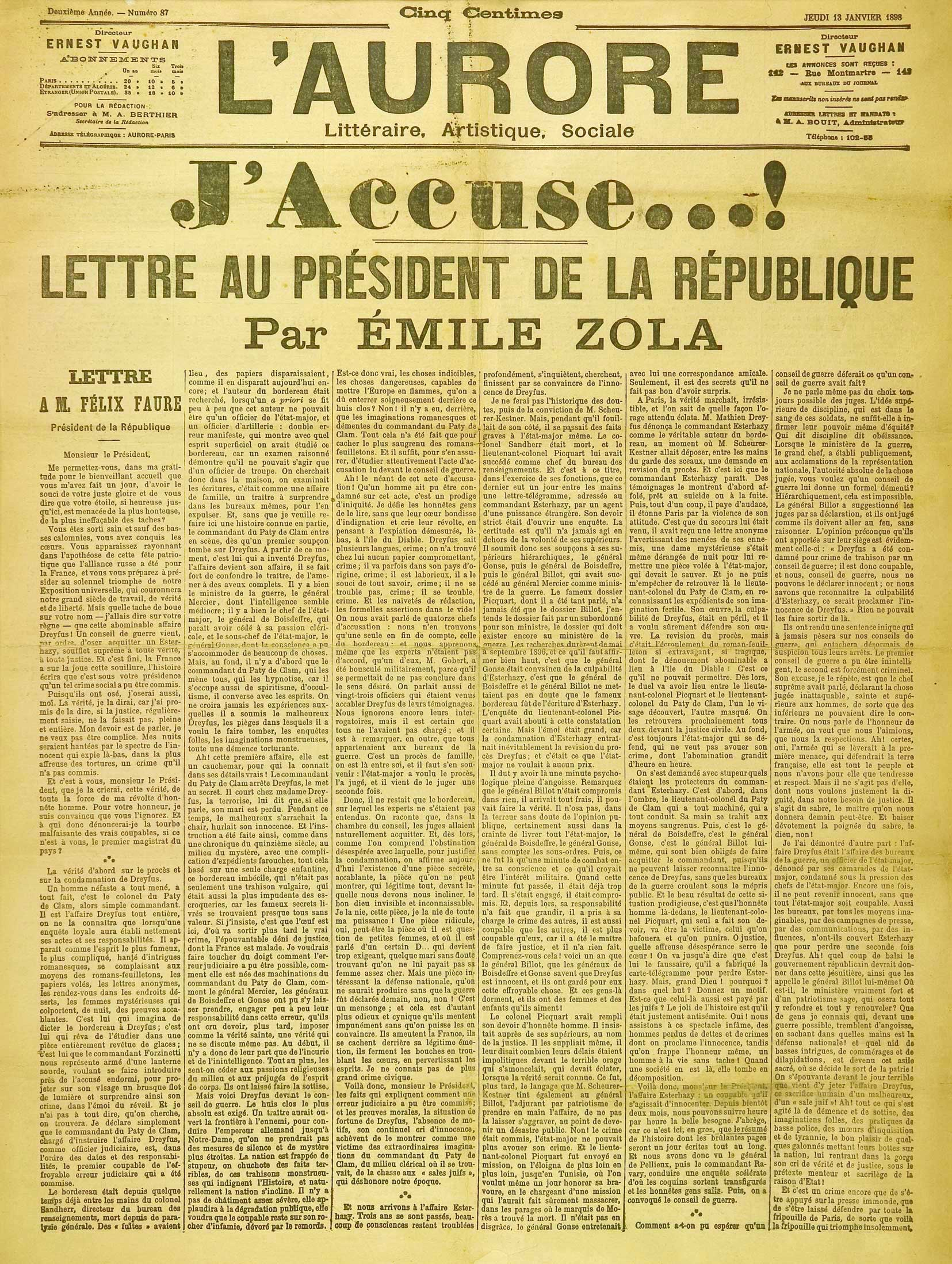
Titelseite der Literaturzeitung L’Aurore mit Zolas offenen Brief

J’accuse…! (französisch für ‚Ich klage an …!‘) war der Titel eines offenen Briefs, den der französische Schriftsteller Émile Zola in der Literaturzeitung L’Aurore an den französischen Staatspräsidenten Félix Faure richtete, um die Sache des zu Unrecht angeklagten Offiziers Alfred Dreyfus zu vertreten.
Der Brief stieß auf große Resonanz, spaltete die politische Klasse und polarisierte die französische Gesellschaft bis in die Familien hinein. Zola selbst wurde wenig später angeklagt und verurteilt, was ihn zur vorübergehenden Flucht nach England veranlasste.
Ihren Anfang nahm die Dreyfus-Affäre 1894, nachdem angeblich eine französische Agentin, die als Putzfrau in der deutschen Botschaft in Paris tätig war, im Papierkorb des deutschen Militärattachés Baron von Schwartzkoppen Reste eines Briefes ohne Namen des Schreibers entdeckt hatte. In diesem Schriftstück, dem anschließend so genannten Bordereau, befand sich eine Liste geheimer französischer Dokumente, und das Angebot, ebendiese zu übergeben.
Da das Bordereau hauptsächlich Informationen über die Artillerie versprach, verdächtigte man im französischen Generalstab rasch den Artilleristen-Hauptmann Dreyfus, der als Elsässer und vor allem als Jude zum Verräter prädestiniert schien.

## Ich liebe dir, ich liebe dich.
Der Berliner Hofschauspieler Johann Ferdinand Rüthling soll das Gedicht Mir und mich verfasst haben, in dem er darauf anspielt, dass im Berliner Dialekt oft der Akkusativ mit dem Dativ verwechselt wird:
Ich liebe dir, ich liebe dich!

Wies richtig ist, das weeß ich nicht

Un is mich ooch Pomade

…

lch lieb nich uffn dritten Fall,

Ich lieb nich uffn vierten Fall,

Ich lieb uf alle Fälle!

## Ich liebe doch alle.
Am 13. November 1989 sprach der Stasi-Chef Erich Mielke zum ersten Mal vor der DDR-Volkskammer und sagte etwas verwirrt über den Widerstand ihm gegenüber die Worte, die in der Folgezeit oft ironisch verwendet wurden:

„Wir haben, Genossen, liebe Abgeordnete, einen außerordentlich hohen Kontakt mit allen werktätigen Menschen, in überall, ja, wir haben einen Kontakt, ja, wir haben einen Kontakt, ihr werdet gleich hören, ihr werdet gleich hören, warum. … Ich liebe, ich liebe doch alle, alle Menschen, na, ich liebe doch, ich setze mich doch dafür ein!“

Diese Aussage wurde mit lautem Gelächter quittiert. Seinem Ausspruch voraus ging der Hinweis eines sächsischen LDPD-Volkskammerabgeordneten, Mielke solle in seiner Rede nicht dauernd die Anrede Genossen einflechten, da sich im Plenum eben nicht nur Genossen befänden.
Zu Mielkes Auftritt sagt der Theologe Christian Möller 2001 in einer Predigt in der Heidelberger Universitätskirche:

„Ich sehe eine unvergessliche Fernsehszene aus der Wendezeit von 1989 vor Augen: Erich Mielke, der allmächtige Chef des Staatssicherheitsdienstes der DDR, den alle, selbst Parteigenossen, gefürchtet haben, tritt nach dem Zusammenbruch der DDR und der Öffnung der Mauer vor die Volkskammer und ruft den Abgeordneten mit großem Pathos zu: „Ich liebe Euch doch alle …“ Und sie lachen nur, denn sie wissen genau, wie er es eigentlich meint: „Ich hatte euch doch alle so fest im Griff …“ Und jetzt dieser Zusammenbruch des perfektesten Staatssicherheitsdienstes der Welt in nur wenigen Tagen!“

## Ich liebe keine Staaten, ich liebe meine Frau.
Der ehemalige deutsche Bundespräsident Gustav Heinemann sagte auf die Frage eines Journalisten, ob er Deutschland liebe:

„Ich liebe keine Staaten, ich liebe meine Frau.“

Heinemann nahm Anteil an dem Engagement seiner Frau Hilda. Das Paar bekam vier Kinder, als erstes die spätere Theologin Uta Ranke-Heinemann.
Die Politikerin Ulla Jelpke, innenpolitische Sprecherin der Bundestagsfraktion Die Linke, sagte 2006 zu Heinemanns Ausspruch:

„Dieser Haltung, Emotionen lieber Menschen statt einem Staatsgebilde zu widmen, schließe ich mich an. Auch wenn es modisch ist, von einem „gesunden Patriotismus“ zu reden, empfehle ich stattdessen eine gesunde Skepsis gegen jede Form der „Liebe“ zu einem Staat.“

Der Politikwissenschaftler Thomas Risse sagte in einem Interview zu der Anmerkung, dass Bundespräsident Horst Köhler in seiner Antrittsrede erklärt habe, dass er sein Land liebe:

„Ich halte es da mit dem früheren Bundespräsidenten Gustav Heinemann, der sagte: ‚Ich liebe keinen Staat, ich liebe meine Frau‘. Es stimmt aber, dass die Nationalstaaten im Vergleich zu Europa einfacher intensive Gefühle erzeugen: Es gibt sie einfach schon ein paar Jahrhunderte länger.“

## Ich saz ûf eime steine.

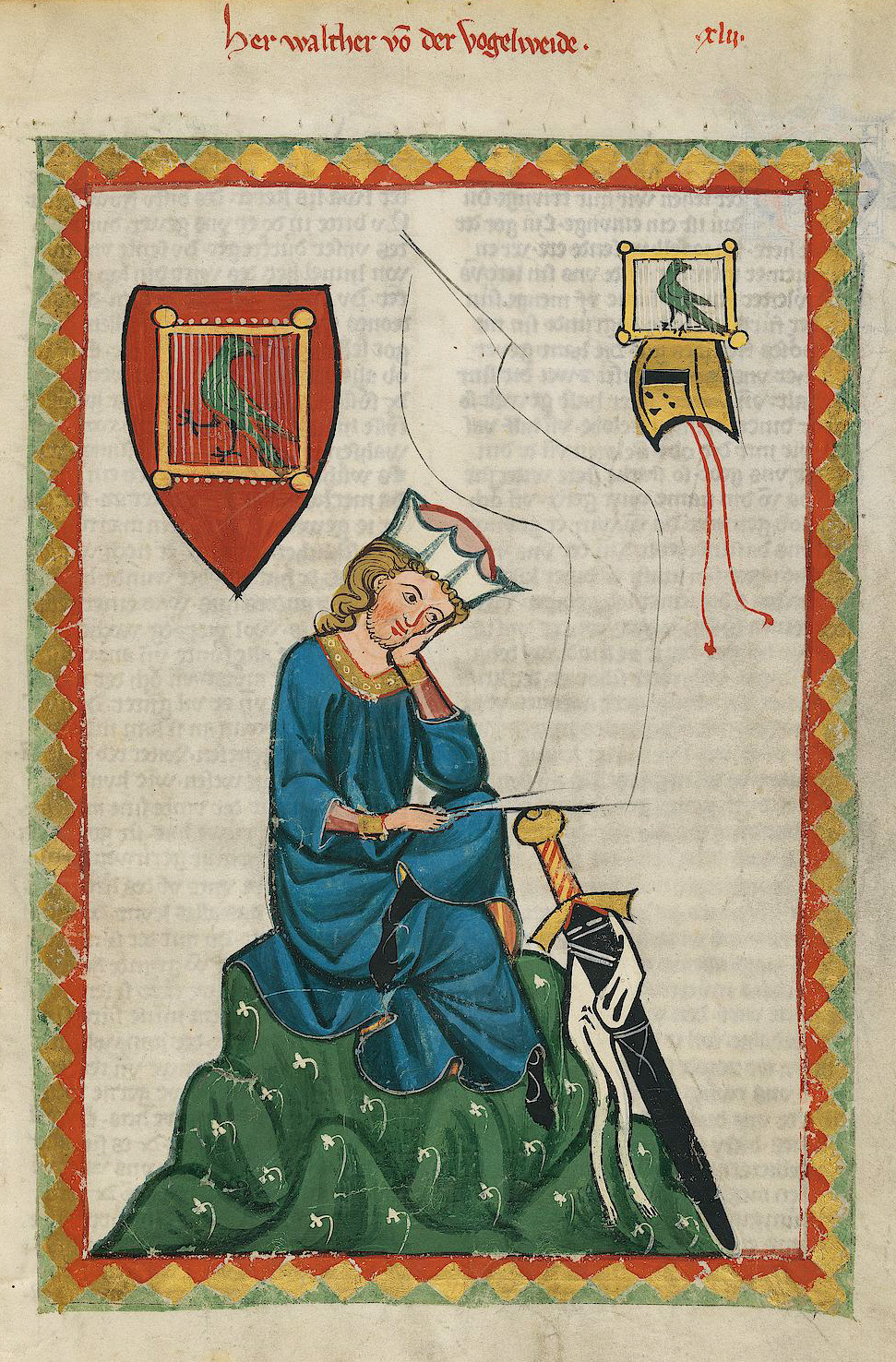
Walther von der Vogelweide im Codex Manesse

Dies ist der Anfang eines berühmten Gedichts (Reichston) des Minnesängers Walther von der Vogelweide in mittelhochdeutscher Sprache.
| „Ich saz ûf eime steine und dahte bein mit beine, dar ûf satzt ich den ellenbogen; ich hete in mîne hant gesmogen daz kinne und ein mîn wange. dô dâhte ich mir vil ange, wie man zer werlte solte leben deheinen rât kond ich gegeben, wie man driu dinc erwurbe, der keinez niht verdurbe.“ … | „Ich saß auf einem Steine: Da deckt’ ich Bein mit Beine, Darauf der Ellenbogen stand; Es schmiegte sich in meine Hand Das Kinn und eine Wange. Da dacht’ ich sorglich lange Dem Weltlauf nach und ird’schem Heil; Doch wurde mir kein Rat zuteil, Wie man drei Ding’ erwürbe, Dass keins davon verdürbe.“ … |

Die drei Dinge sind Ehre (Ansehen), vergängliches Gut (Besitz) und Gottes Huld (Gnade), die keinen sicheren Weg (Geleit) haben, wenn Frieden und Recht nicht vorher wieder „gesund“, d. h. wiederhergestellt werden.

## Ich schnitt es gern in alle Rinden ein.

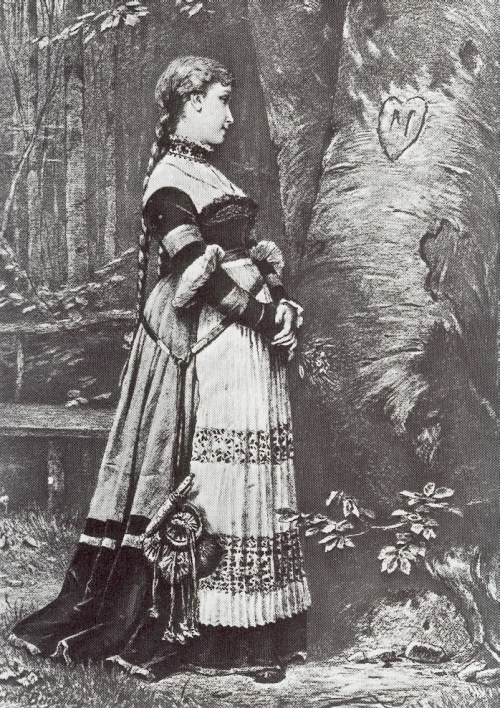
Robert Beyschlag: Ich schnitt es gern in alle Rinden ein

Dieses Zitat stammt aus dem Gedicht Ungeduld in Wilhelm Müllers Gedichtzyklus Die schöne Müllerin. Dieses Gedicht, das in der Vertonung von Franz Schubert bekannt wurde, beginnt mit der folgenden Strophe:
Ich schnitt’ es gern in alle Rinden ein,

Ich grüb es gern in jeden Kieselstein,

Ich möcht es sä’n auf jedes frische Beet

Mit Kressensamen, der es schnell verrät,

Auf jeden weißen Zettel möcht ich’s schreiben:

Dein ist mein Herz, und soll es ewig bleiben.
Heute wird mit dem Zitat gelegentlich ausgedrückt, dass man aller Welt mitteilen möchte, den richtigen Partner gefunden zu haben.
Der Schriftsteller Kurt Tucholsky schrieb 1917 unter seinem Pseudonym Peter Panter in seinen Kritiken und Rezensionen

„Bis dahin aber bin ich rettungslos verkitscht. Durch meine Träume singt es, und ich schnitt es gern in alle Rinden ein, und immer, immer hab ich es im Sinn.“

## Ich seh dir in die Augen, Kleines.
In der deutschen Synchronfassung des US-Films Casablanca sagt Rick Blaine (Humphrey Bogart) dies insgesamt vier Mal zu Ilsa Lund (Ingrid Bergman), davon drei Mal beim gemeinsamen Konsum alkoholischer Getränke. Das englische Original „Here’s looking at you, kid“ ist tatsächlich als Trinkspruch bekannt (s. a. Casablanca (Film)#Dreharbeiten). Die deutsche Version werde vom Publikum gleichsam ein Synonym für Ricks Liebe zu Elsa verstanden und sei zum geflügelten Wort geworden, während der nüchterne Trinkspruch des Originals in den USA niemand besonders auffalle, schrieb Martin Wiegers in Die Zeit vom 3. April 1992. Das ist allerdings nur teilweise richtig, denn in der Liste der 100 besten Filmzitate des American Film Institute belegt „Here’s looking at you, kid“ immerhin Platz 5.

## Ich singe, wie der Vogel singt.
Dieses Zitat stammt aus Goethes Roman Wilhelm Meisters Lehrjahre. In der vorletzten Strophe seines Liedes bringt ein Harfenspieler, den Wilhelm für sein schönes Spiel belohnen möchte, zum Ausdruck, dass es ihm keineswegs um materiellen Dank zu tun ist:
Ich singe, wie der Vogel singt,

Der in den Zweigen wohnet.

Das Lied, das aus der Kehle dringt,

Ist Lohn der reichlich lohnet.
Heute wird mit dem Zitat ausgedrückt, dass man Freude am Gesang hat oder dass man dazu neigt, frei heraus zu sprechen.

## Ich tanze mit dir in den Himmel hinein.
Mit diesem Satz beginnt der Refrain eines Schlagers, der für den 1937 gedrehten Film Sieben Ohrfeigen von Lilian Harvey und Willy Fritsch komponiert wurde.
In dem Film wird von einem William Tenson MacPhab erzählt, der durch Aktien des Stahlmagnaten Terbanks sein letztes Vermögen von sieben Pfund verliert. Er sucht diesen in seinem Büro auf, um ihn zur Rede zu stellen, fliegt aber hinaus, weil es sich um einen so kleinen Betrag handelt. Am nächsten Tag lässt Tenson in der Zeitung verbreiten, dass er Terbanks in den folgenden sieben Tagen sieben Ohrfeigen verpassen wird, damit dieser die Zahl Sieben mehr zu schätzen weiß. Ganz London ist gespannt, als Tenson sich in Terbanks Tochter Daisy verliebt, ohne zu ahnen, wer sie ist.
Im Refrain des Liedes heißt es:
Ich tanze mit dir in den Himmel hinein,

in den siebenten Himmel der Liebe.

Die Erde versinkt, und wir zwei sind allein,

in den siebenten Himmel der Liebe.
Zu diesem Lied schreiben Jochen Ulrich und Fabrice Jucquois vom Landestheater Linz:

„Es ist das Versprechen, den Himmel hier auf die Erde zu holen, um den Geliebten oder die Geliebte glücklich zu machen. Es ist der Himmel der Seligkeit, des Glücksgefühls, wie ein Lösen von der Erde und ein Gefühl zu schweben und zu fliegen. Ganz im Sinne des Augustinus, der einmal sagte: ‚O Mensch, lerne tanzen, sonst wissen die Engel nichts mit dir anzufangen.‘“

## Ich verstehe nur Bahnhof.
Diese Redensart geht laut Deutschlandradio auf die Soldatensprache im Ersten Weltkrieg zurück.
Im zermürbenden Stellungskrieg bildete sich unter den Frontsoldaten die Redensart heraus „nur Bahnhof verstehen“, wenn jemand unbedingt mit dem Zug zurück in die Heimat wollte und an nichts anderes mehr denken konnte. Der Bahnhof wurde zum Symbol des Heimaturlaubs und jedes Gespräch, das sich nicht auf die Heimat bezog, wurde abgeblockt.
Daher soll dann die Bedeutung nichts verstehen herrühren, wie sie heute noch gebräuchlich ist:
- „Englisch telefonieren – ‚Ich verstehe nur Bahnhof.‘“
- „Ich verstehe nur Bahnhof – zu viele Fremdwörter.“
- „Damit Fahrgäste nicht nur Bahnhof verstehen“

## Ich weiß, dass ich nichts weiß.

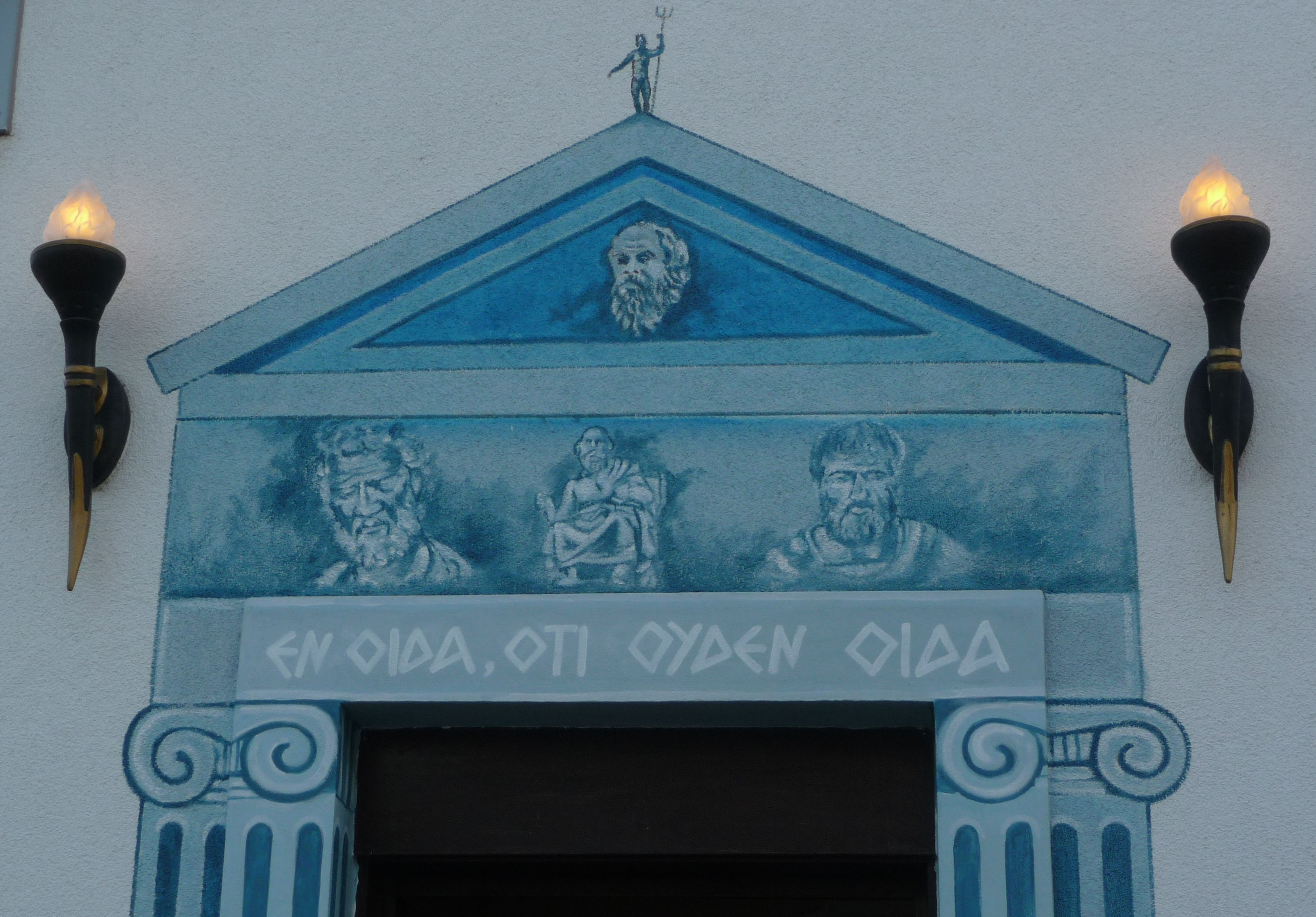
Variante an einem griechischen Restaurant in Mutterstadt:
Ἓν οἶδα, ὅτι οὐδὲν οἶδα.

Die Feststellung „Ich weiß, dass ich nichts weiß“ geht wahrscheinlich auf die Stelle in Platons Verteidigungsrede des Sokrates zurück:

„Denn es mag wohl eben keiner von uns beiden etwas tüchtiges oder sonderliches wissen, allein dieser doch meint zu wissen, da er nicht weiß, ich aber wie ich eben nicht weiß, so meine ich es auch nicht, ich scheine also um dieses wenige doch weiser zu sein als er, daß ich, was ich nicht weiß, auch nicht glaube zu wissen.“

Meist wird es in der gekürzten deutschen Fassung zitiert:
„Ich weiß, dass ich nichts weiß.“
Οἶδα οὐκ εἰδώς.
Oida ouk eidōs.

## Ich weiß, es wird einmal ein Wunder geschehn.
Dies ist der Titel eines Schlagers mit dem Text von Bruno Balz, den die schwedische Schauspielerin Zarah Leander in dem 1942 entstandenen deutschen Spielfilm Die große Liebe sang. Er wird als Ausdruck eines unverbesserlichen Optimismus gebraucht und beginnt mit den folgenden Versen:
Ich weiss, es wird einmal ein Wunder geschehn

und dann werden tausend Märchen wahr.

Ich weiss, so schnell kann keine Liebe vergehn,

die so gross ist und so wunderbar.
In dem Film wird von einem in Nordafrika stationierten Jagdflieger erzählt, der als Berichterstatter für einen Tag nach Berlin abkommandiert wird. Dort erlebt er auf der Bühne eines Varietés eine dänische Sängerin, in die er sich sofort verliebt. Nach dem Auftritt folgt er ihr und spricht sie in der U-Bahn an. Doch schon nach einer gemeinsamen Nacht muss er zurück an die Front. Von nun an reiht sich eine verpasste Gelegenheit an die andere.
Der Titel des äußerst populären Liedes konnte als eine Durchhalteparole der Nationalsozialisten am Ende des Zweiten Weltkriegs verstanden werden, zum Beispiel mit Blick auf die von den Nazis in Aussicht gestellten Wunderwaffen, die das Kriegsgeschehen im letzten Augenblick des Kriegsgeschehens noch wenden sollten. Genauso gut ließ es sich als Ausdruck einer verzweifelten Hoffnung der deutschen Bevölkerung verstehen, den inzwischen als apokalyptisch erlebten Krieg irgendwie doch noch lebend zu überstehen. Tatsächlich wurde das Lied von Balz nach tagelanger Folter im Gestapo-Hauptquartier komponiert.

## Ich weiß nicht, was soll es bedeuten.

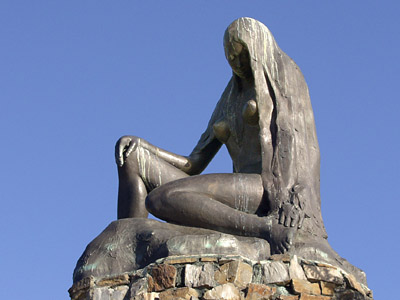
Die Nixe Loreley unterhalb des Loreleyfelsens

„Ich weiß nicht, was soll es bedeuten“ ist Beginn des Loreley-Gedichts von Heinrich Heine, das in der Vertonung von Friedrich Silcher zu einem bekannten Volkslied wurde. Es beginnt mit den folgenden Versen:
Ich weiß nicht was soll es bedeuten,

Dass ich so traurig bin;

Ein Märchen aus alten Zeiten,

Das kommt mir nicht aus dem Sinn.
Im heutigen Sprachgebrauch werden gelegentlich Situationen, Entscheidungen oder Verhaltensweisen, die man nicht versteht, kopfschüttelnd mit dem Zitat „Ich weiß nicht, was soll es bedeuten“ kommentiert.

## Ich will dem Schicksal in den Rachen greifen.
Dieses Zitat stammt aus einem Brief, den Ludwig van Beethoven am 16. November 1801 während der Arbeit an seiner 2. Sinfonie an seinen Jugendfreund Franz Gerhard Wegeler geschrieben hat. Zu diesem Zeitpunkt hatte Beethoven noch die Hoffnung, geheilt zu werden.
Beethoven beschreibt in dem Brief, dass er zwar unter seiner zunehmenden Schwerhörigkeit leide, aber aus der Liebe zu einem zauberischen Mädchen wieder neuen Lebensmut geschöpft habe:

„Ich will dem Schicksal in den Rachen greifen, ganz niederbeugen soll es mich gewiss nicht. Oh, es ist so schön, das Leben tausendmal leben!“

Thomas Schade schrieb am 9. März 2006 in der Sächsischen Zeitung über den im damaligen Karl-Marx-Stadt (heute Chemnitz) als Terrorist verurteilten Josef Kneifel, der 1975 wegen Staatsverleumdung zehn Monate lang inhaftiert war und am 9. März 1980 einen Sowjetpanzer vom Sockel sprengen wollte. In seiner Dachkammer stand an der Wand:

„Ich will dem Schicksal in den Rachen greifen.“

## Ich will ein Viertel, nicht nur ein Drittel mehr.
Die bekannteste Geschichte über den Fußballspieler Horst Szymaniak handelt von einer seiner Vertragsverhandlungen. Dabei soll ihm sein Vereinspräsident angeboten haben, seine Bezüge deutlich zu erhöhen, worauf Szymaniak angeblich antwortete: „Ich will ein Viertel, nicht nur ein Drittel mehr“. Diese Aussage wird, je nach Quelle, auch mit „ein Achtel / ein Viertel“ oder „die Hälfte / zwei Drittel“ kolportiert. Angeblich soll der Satz auch beim Kauf seines Mietshauses gefallen sein.

## Ich will hier rein!
Der spätere Bundeskanzler Gerhard Schröder wollte angeblich schon als Schüler Bundeskanzler werden. Verbürgt ist, dass er als einfacher Abgeordneter im Jahr 1982 nach einer Zechtour angeheitert am Zaun des Kanzleramts in Bonn rüttelte und rief:

„Ich will hier rein!“

Später, als Kanzler, sagte Schröder:

„Das ist schon ein ziemlich schwerer Job. Ich frage mich manchmal, warum ich damals am Tor des Kanzleramts gerüttelt habe.“

## Ich wittre Morgenluft.

Eugène Delacroix: Hamlet und der Geist

Dieses Zitat stammt aus William Shakespeares Tragödie Hamlet, in der der Geist, der die ganze Wahrheit über den Tod von Hamlets Vater offenlegen will, bevor er bei Tagesanbruch wieder verschwinden muss, zu Hamlet sagt:

“But soft! methinks, I scent the morning air.”

„Doch still! Mich dünkt, ich wittre Morgenluft.“

Heute wird mit der Wendung „Morgenluft wittern“ eher etwas Positives in Verbindung gebracht, zum Beispiel wenn man glaubt, dass der richtige Zeitpunkt da ist, seine Wünsche durchzusetzen und den Erfolg erwartet:
- „US-Wahlen: Republikaner wittern Morgenluft.“
- „Geschädigte T-Aktionäre wittern Morgenluft.“
- „TuS Holstein wittert nach 5:1 Morgenluft.“

## Ich wollt’, ich wär ein Huhn.
Diese Worte sind der Titel und der Anfang des Refrains eines Schlagers, der von Peter Kreuder (Musik) und Hans Fritz Beckmann (Text) für den UFA-Film Glückskinder (1936) geschrieben wurde und dort von Lilian Harvey, Willy Fritsch, Paul Kemp und Oskar Sima gesungen wurde. Mit einer Cover-Version versuchte das Meistersextett (eine nach nationalsozialistischen Vorgaben umbesetzte Nachfolge-Formation der Comedian Harmonists) 1936 an frühere Erfolge anzuknüpfen.
Ich woll’t ich wär ein Huhn,

ich hätt nicht viel zu tun.

Ich legte vormittags ein Ei und nachmittags wär ich frei.

Mich lockte auf der Welt,

kein Ruhm mehr und kein Geld,

und fände ich das große Los,

dann fräße ich es bloß.
Eine weit verbreitete Variante des dritten Verses lautet: „Ich legte jeden Tag ein Ei und sonntags auch mal zwei.“
Das Zitat findet sich heute zum Beispiel als Überschrift für einen Testbericht über Eierkocher oder für einen Bericht über ein wissenschaftliches Experiment:
- „Studenten brüten Eier aus: Ich wollt, ich wär ein Huhn.“

Es gibt aber auch die Umkehrung:
- „Ich wollt, ich wär’ kein Huhn.“

## Ich wollte, es würde Nacht oder die Preußen kämen!

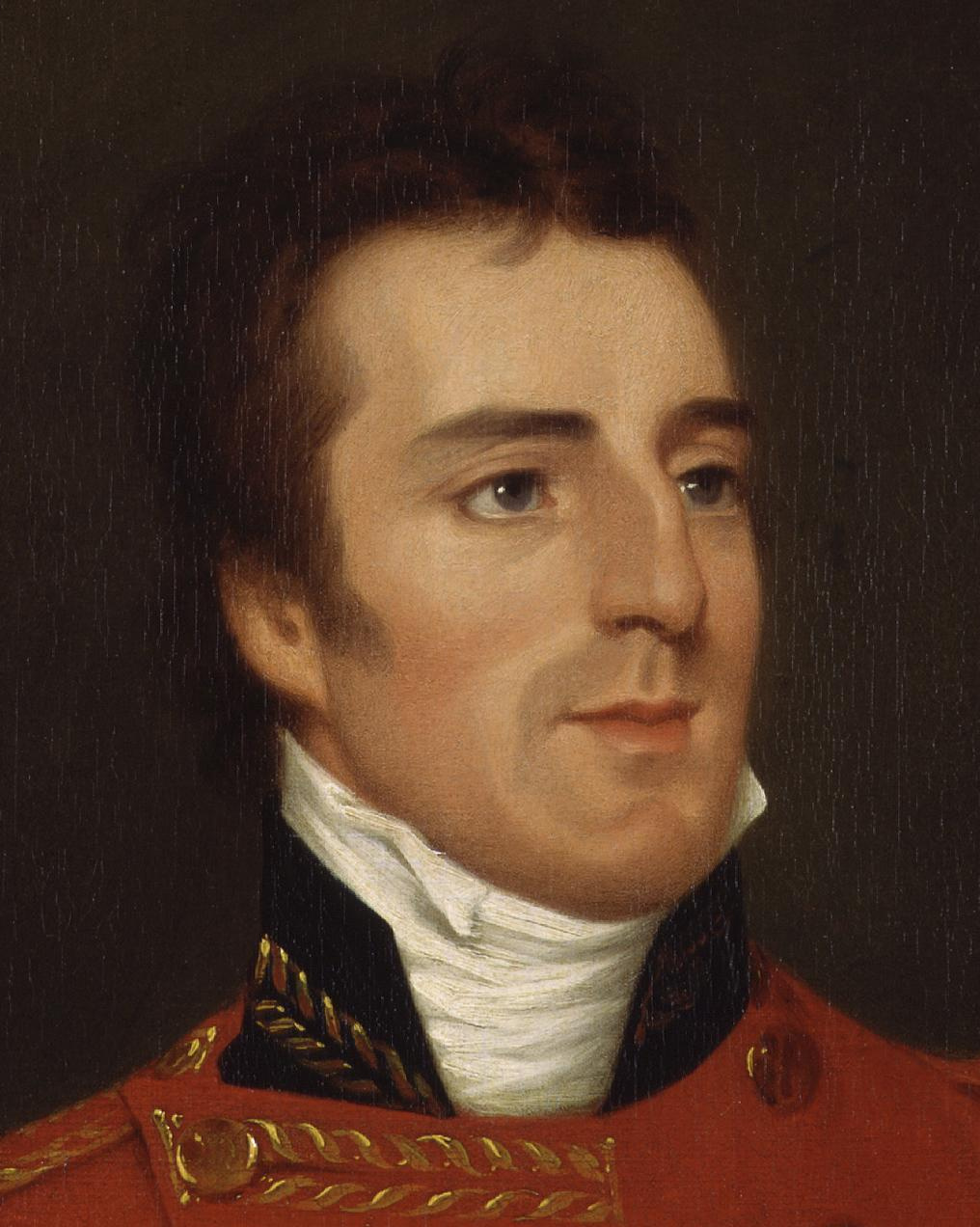
Der Herzog von Wellington

In der Schlacht von Waterloo soll der Herzog von Wellington, der durch massive Angriffe Napoleon Bonapartes in Bedrängung geraten war, in Hoffnung auf preußische Unterstützung ausgerufen haben:

„Ich wollte, es würde Nacht oder die Preußen kämen!“

Das Zitat wird Wellington beim Warten auf die Ankunft Blüchers zugeschrieben, ist aber nicht verbürgt. Die Schlacht ging mit der Hilfe Blüchers zu Wellingtons Gunsten aus, und er wurde von den Engländern als Held gefeiert.
Die Franzosen hatten große Verluste erlitten; aber sie waren bis dicht an die Linie der Verbündeten vorgedrungen. Doch im Vertrauen auf die von Blücher zugesagte preußische Hilfe hielt Wellington stand. Die Überlieferung seiner Worte schwankt zwischen dem optimistischen „Either night or the Prussians will come.“ und dem militärisch kürzeren I want night or Blucher!
Einer anderen Überlieferung zufolge sagte Wellington, als er vor der Schlacht mit seinen Generälen zusammensaß:

„Unser Plan ist ganz einfach; die Preußen oder die Nacht.“

## Ich wünschte, dass sonntags jeder Bauer sein Huhn im Topfe hat.
Während der Hugenottenkriege soll der französische König Heinrich IV. zu Karl Emanuel I., dem Herzog von Savoyen gesagt haben:

« Si Dieu me prête vie, je ferai qu’il n’y aura point de laboureur en mon royaume qui n’ait les moyens d’avoir le dimanche une poule dans son pot! »

„Wenn Gott mir noch ein Leben schenkt, so will ich es so weit bringen, dass es keinen Bauern in meinem Königreich gibt, der nicht imstande ist, sonntags ein Huhn in seinem Topfe zu haben.“

Da zu jener Zeit 80 Prozent der Bevölkerung auf dem Land lebte, bedeutete diese Aussage, dem Volk ein besseres Leben zu wünschen. Ein Charakterzug des Königs war sein unerkanntes Auftreten in der Öffentlichkeit, um zu erfahren, wie seine Politik aufgenommen wurde.

## Ich würde dir ohne Bedenken eine Kachel aus meinem Ofen schenken.
Dieser scherzhafte Ausdruck grenzenlosen Vertrauens stammt aus der ersten Strophe des Gedichts Ich habe dich so lieb! von Joachim Ringelnatz:
Ich habe dich so lieb!

Ich würde dir ohne Bedenken

Eine Kachel aus meinem Ofen

Schenken!
Dieses berühmte Liebesgedicht schrieb Ringelnatz für seine Frau, die fünfzehn Jahre jüngere Fremdsprachenlehrerin Leonharda Pieper, die er Muschelkalk nannte. Sie war eine unentbehrliche Assistentin bei all seinen Publikationen. Einem Freund aus Vorkriegstagen teilte er 1920 seine Heirat mit folgenden Worten mit:

„Ihnen und Ihrer hochverehrten Frau Mutter teile ich an allen Gliedern bebend mit, dass ich mich am 7. August ohne Geld, ohne Wohnung und ohne Verstand mit Fräulein Lona Pieper verheirate.“

## Ich zog mir einen Falken.
Diese Worte sind der Anfang des berühmten Falkenlieds des Kürenbergers, eines Minnesängers.

## Ick bün all hier.

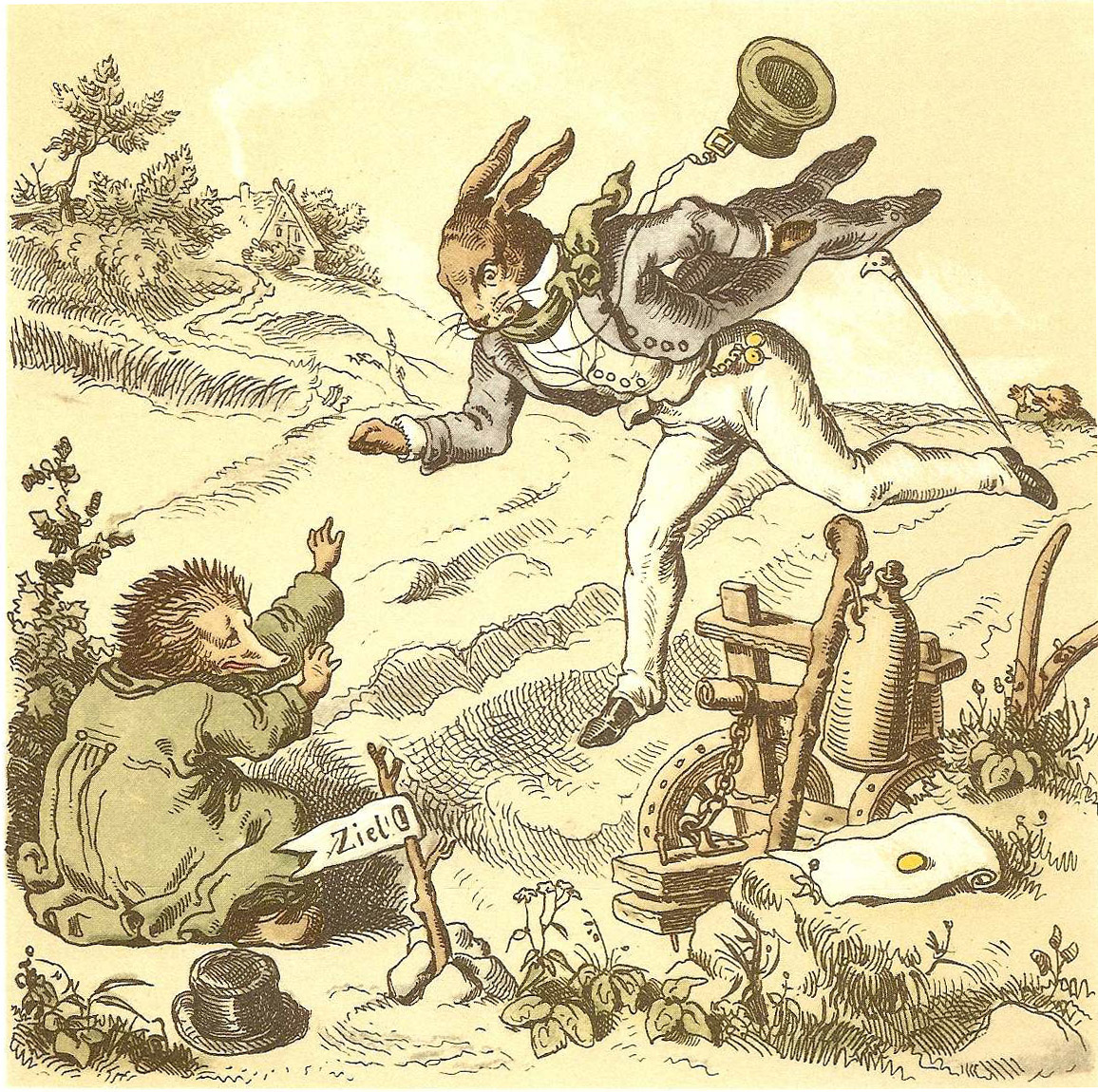
„Ick bün all hier.“

Dieses niederdeutsche Zitat (Ich bin schon hier.) stammt aus dem Märchen Der Hase und der Igel, das die Brüder Grimm in ihre Sammlung aufgenommen hatten, wodurch es im ganzen deutschen Sprachraum bekannt wurde. In diesem Märchen wettet ein Igel mit einem Hasen, dass er schneller laufen könne. Am Ziel der Laufstrecke wird der Hase von der Frau des Igels, die er für den Igel selbst hält, mit diesen Worten empfangen:

„As nu de Haas in vullen Loopen ünnen am Acker ankööm, rööp em den Swinegel sien Fro entgegen ’ick bün all hier.’
De Haas stutzd un verwunderde sick nich wenig: he meende nich anders, als et wöör de Swinegel sülvst, de em dat torööp, denn bekanntlich süht den Swinegel sien Fro jüst so uut wie ehr Mann. De Haas aver meende ’datt geiht nich to mit rechten Dingen.’ He rööp ’nochmal geloopen, wedder üm!’
Un fort güng he wedder wie en Stormwind, dat em de Ohren am Koppe flögen. Den Swinegel sien Fro aver blev ruhig up ehren Platze. As nu de Haas baben ankööm, rööp em de Swinegel entgegen ’ick bün all hier.’
De Haas aver, ganz uuter sick vör Ihwer (Ärger), schreede ’nochmal geloopen, wedder um!’ ’Mi nich to schlimm,’ antwoorde de Swinegel, ’mienetwegen so oft as du Lust hest.’
So löp de Haas noch dreeunsöbentigmal, un de Swinegel höhl (hielt) et ümmer mit em uut. Jedesmal, wenn de Haas ünnen oder baben ankööm, seggten de Swinegel oder sien Fro ’ick bün all hier.’“

Der Hase rennt im Feld hin und her bis er tot umfällt.
Die Situation „Hase und Igel“ wie auch der Zuruf „Ich bin schon hier!“ werden bis heute in vergleichbaren Situationen zitiert. Gewöhnlich wird der Blickwinkel des Hasen beschrieben, der mit dem immer gleichen Konkurrenten zu dem immer gleich frustrierenden Ergebnis kommt.

## Ick sitze da und esse Klops.
Dies ist der Anfang eines Nonsens-Gedichts eines unbekannten Verfassers in Berliner Mundart, dem der Schriftsteller Hartmann Goertz nachträglich den Titel Tiefsinn gab.
Ick sitze da und esse Klops.

Uff eenmal kloppt’s.

Ick sitze, kieke, wundre mir,

uff eenmal is se uff de Tür.

Nanu denk ick, ick denk nanu!

Jetzt is se uff erst war sie zu.

Und ick geh raus und kieke.

Und wer steht draußen?

Icke.

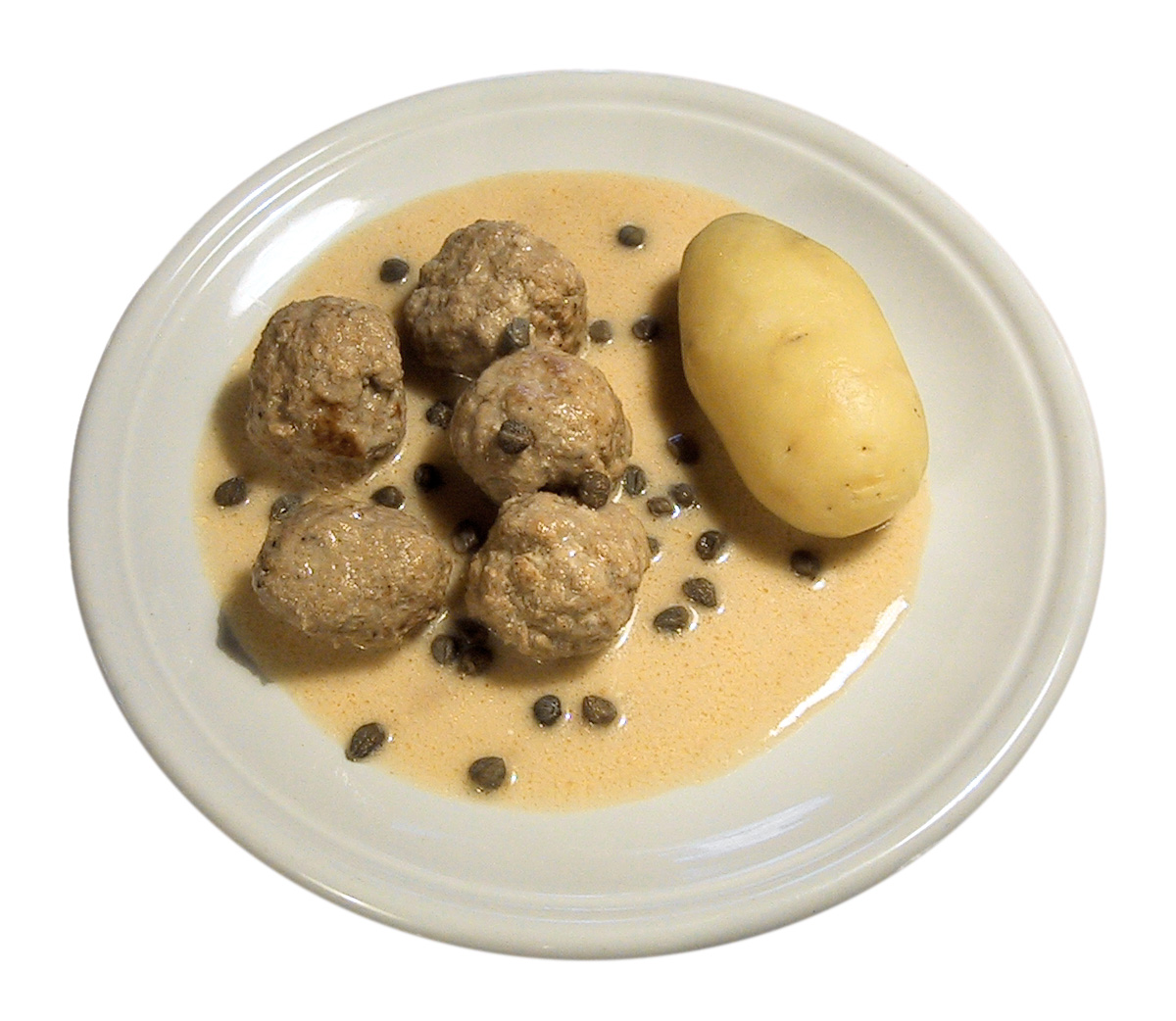
Klopse

Der Schriftsteller Kurt Tucholsky schrieb 1925 über dieses Gedicht:

„Ein Beitrag aber hat mein Herz gerührt, ein einziger in einem Gewirr von belanglosen Visionscommis: das Gedicht ‚Icke‘.“

Der Komponist Kurt Weill vertonte 1925 das Gedicht als Klopslied.
Das Zitat wird bezogen auf Situationen, in denen aus heiteren Himmel etwas Merkwürdiges passiert:
- „Ick esse Klops, da kloppts SMS.“

Vom Comic-Zeichner Gerhard Seyfried stammt folgende Variante:
„Ick sitze da und esse Klops, uff eenmal: …Kobs.“ (Kob ist die Kurzform für Kontaktbereichsbeamter.)

## Ignoramus et ignorabimus.

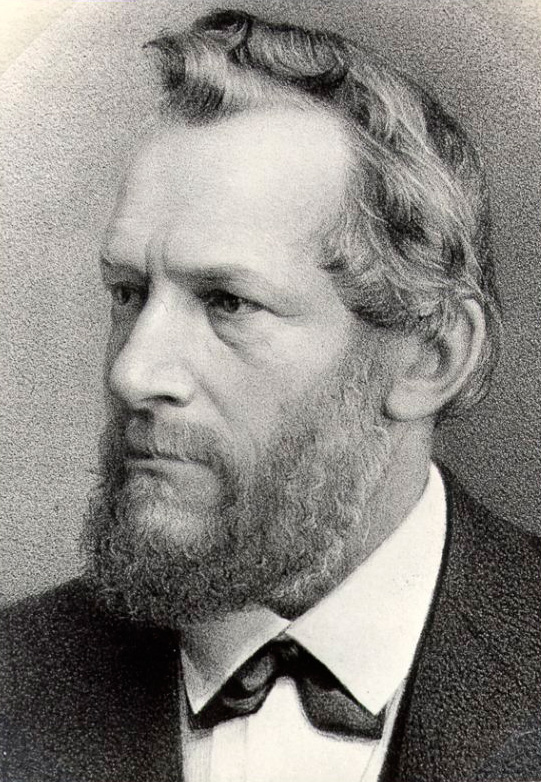
Emil Heinrich Du Bois-Reymond

Der lateinische Spruch Ignoramus et ignorabimus (‚Wir wissen es nicht und wir werden es niemals wissen.‘) ist ein Ausspruch des Physiologen Emil Heinrich Du Bois-Reymond, der bekannt geworden ist als ein Ausdruck der Skepsis gegenüber den Erklärungsansprüchen der Naturwissenschaften.
Du Bois-Reymond äußerte die Worte erstmals 1872 in dem Vortrag Über die Grenzen des Naturerkennens, den er auf der Versammlung der Gesellschaft Deutscher Naturforscher und Ärzte in Leipzig hielt.
Im September 1930 äußerte sich der Mathematiker David Hilbert folgendermaßen vor deutschen Wissenschaftlern und Ärzten in Königsberg:

„Wir dürfen nicht denen glauben, die heute mit philosophischer Miene und überlegenem Tone den Kulturuntergang prophezeien und sich in dem Ignorabimus gefallen. Für uns gibt es kein Ignorabimus, und meiner Meinung nach auch für die Naturwissenschaft überhaupt nicht. Statt des törichten Ignorabimus heiße im Gegenteil unsere Losung: Wir müssen wissen – wir werden wissen!“

Der Zitatensammler Georg Büchmann schreibt in seinen Geflügelten Worten zu diesem Wort:

„Im Juli 1858 hatte du Bois-Reymond in der ‚Gedächtnisrede auf Johannes Müller‘ gesagt, es habe Müller nie verdrossen, ‚als das Ergebnis nach so langer und mühsamer Erörterung den altschottischen Wahrspruch niederzuschreiben: ‘Ignoramus’‘. Dies ‘Ignoramus’ (‚wir wissen es nicht‘) ist somit der Keim seines ‚geflügelten Wortes‘. ‘Ignoramus’ war die Formel der Geschworenen Altenglands im Fall ihrer Unentschiedenheit, ob eine Anklage begründet oder unbegründet sei. Nach R. Gneist (‚Englische Verfassungsgeschichte‘ 1882, S. 604, Anm.) suchte König Karl II. dies ‚Ungeheuer‘, wie er es nannte, zu beseitigen, das ‚in den Jahren 1680–1682 in der City von London gewütet habe‘, als es sich für die Krone um die Frage handelte, ‚ob Verrat und Aufruhr in London und Middlesex strafbar sei oder nicht‘.“

## Ihr da oben, wir da unten
Ihr da oben – wir da unten ist ein Buch von Günter Wallraff und Bernt Engelmann aus dem Jahre 1973, in dem sie sich kritisch mit den führenden Schichten der deutschen Industriegesellschaft auseinandersetzen. Engelmann ist oben zu Besuch bei den Reichen und Mächtigen und Wallraff setzt sich unten brutalen Arbeitsbedingungen aus.
Der Buchtitel wird heute in unterschiedlichen Zusammenhängen und Varianten zitiert:
- „Fußball-Bundesliga: Wir hier oben, ihr da unten“
- „Ihr da oben, wir da unten. Der Verlust der Mitte“
- „Wir da oben, ihr da unten. Alle feiern die Elite-Universitäten“

## Ihr Kinderlein, kommet.
Ihr Kinderlein, kommet ist ein kirchliches Weihnachtslied des katholischen Pfarrers Christoph von Schmid, das mit den folgenden Versen beginnt:
Ihr Kinderlein, kommet, o kommet doch all’!

Zur Krippe her kommet in Bethlehems Stall,

und seht, was in dieser hochheiligen Nacht

der Vater im Himmel für Freude uns macht.
Der wohl bekannte Anfangsvers wird oft umschrieben und parodiert, wie zum Beispiel:
- „Ihr Kinderlein kommet. Frankreichs fruchtbare Familienpolitik.“
- „Familienpolitik: Ihr Kinderlein kommet (oder auch nicht)“
- „Ihr Kinderlein kommet nicht! Geschichte der Empfängnisverhütung.“

## Ihr Mann ist tot und lässt sie grüßen.
Mit diesen Worten teilt Mephistopheles in Goethes Faust I, Frau Marthe, der Nachbarin von Gretchen, wenig einfühlsam mit, dass ihr vermisster Mann gestorben sei, und behauptet, Näheres über seinen Tod zu wissen:
Marthe.
„Was bringt Er denn? Verlange sehr –“
Mephistopheles.
„Ich wollt’ ich hätt’ eine frohere Mähr’!
Ich hoffe, Sie läßt mich’s drum nicht büßen:
Ihr Mann ist todt und läßt Sie grüßen.“
Diese Aussage ist ein Hysteron-Proteron, eine rhetorische Figur, bei der es zu einer Umkehrung der zeitlichen oder logischen Reihenfolge kommt.
Vom Schriftsteller Hugo Hartung ist der 1965 erschienene Schelmenroman über Leben, Liebe und Taten des Feldweibels J B N Schwärtlein mit dem Titel Ihr Mann ist tot und lässt Sie grüßen.

## Ihr naht euch wieder, schwankende Gestalten.

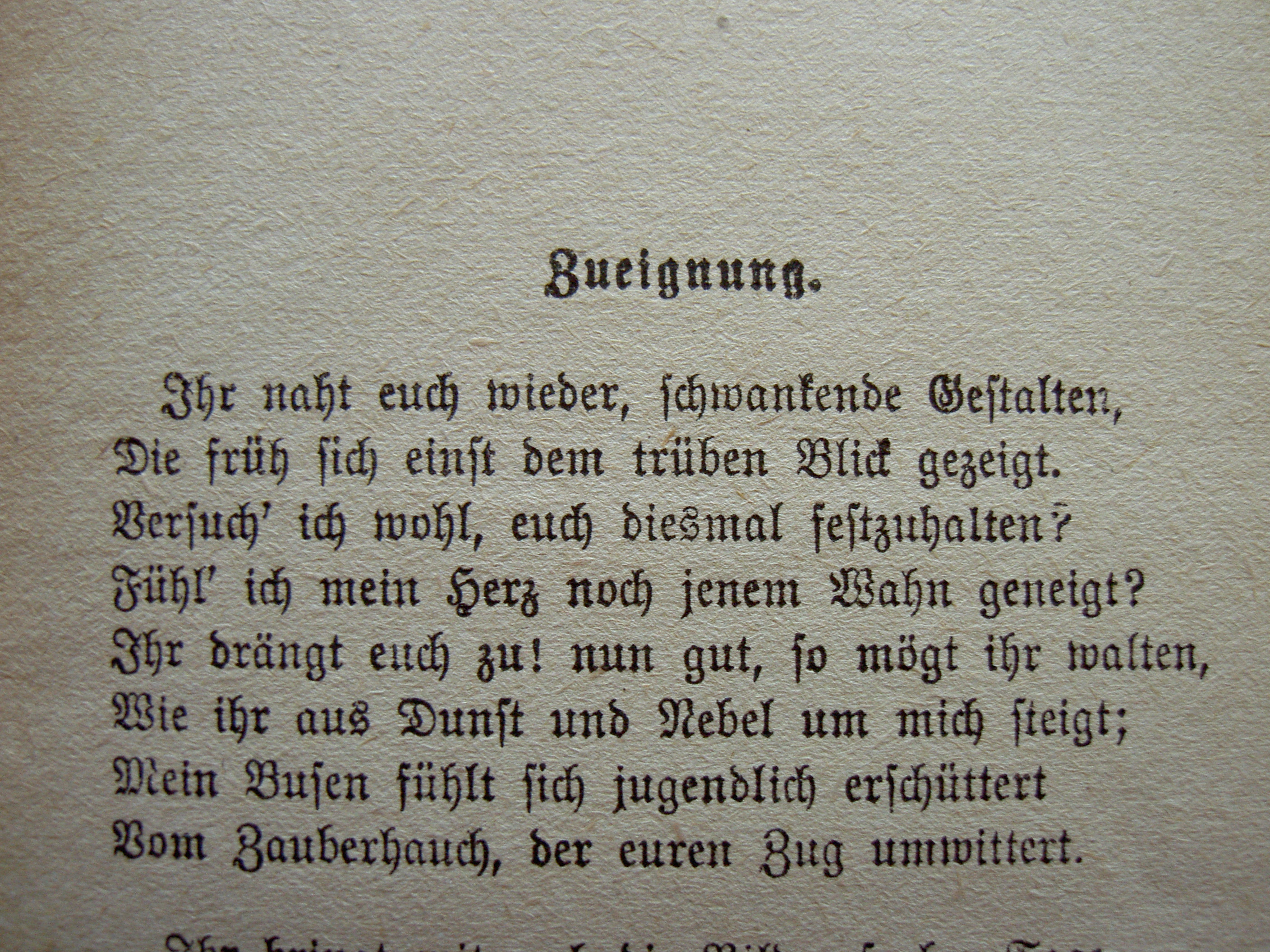
Zueignung zu Faust I

In der Zueignung zu Faust I redet Goethe die Personen des Dramas selbst an, berichtet vom Schaffensprozess und gibt auch die Stimmung wieder, die sich seiner dabei bemächtigt:
Ihr naht euch wieder, schwankende Gestalten!

Die früh sich einst dem trüben Blick gezeigt.

Versuch’ ich wohl euch diesmal fest zu halten?

Fühl’ ich mein Herz noch jenem Wahn geneigt?
Goethe versucht zu vermitteln, wie sich die Personen des Stücks als schwankende (schwer fassbare) Gestalten in seine Gedanken drängen:
Heute wird das Zitat meist scherzhaft auf angetrunkene Personen bezogen oder aber auch auf unbeständige Personen:
- „Schwankende Gestalten“ (Die Verstrickungen deutscher Diplomaten im Dritten Reich)
- „Sie nahen wieder, die schwankenden Gestalten des deutschen Irrsinns.“

Im Klappentext zur Autobiografie des Kulturfunktionärs Hilmar Hoffmann mit dem Titel Ihr naht euch wieder, schwankende Gestalten heißt es:

„Hilmar Hoffmann, Präsident des Goetheinstituts, ist in seinen fünfzig Jahren Berufsjahren als Kulturpolitiker vielen ‚schwankenden Gestalten‘ begegnet. Künstlern wie Fassbinder, Everding, Heiner Müller oder Menuhin und Politikern wie Helmut Schmidt, Gorbatschow oder Arafat.“

## Ihr werdet sein wie Gott.

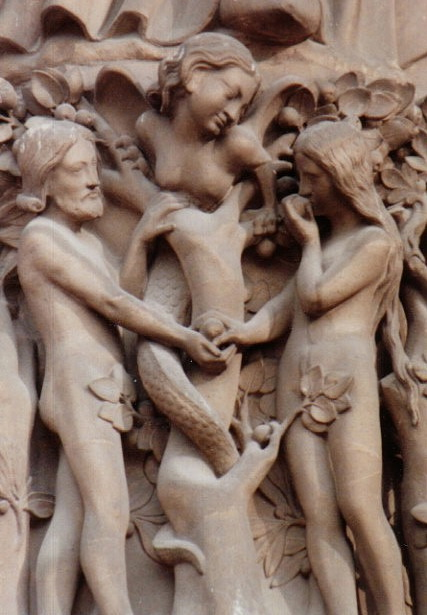
Darstellung des Sündenfalls an der Notre Dame de Paris

In der Schöpfungsgeschichte des Tanach sagt die Schlange zu Adam und Eva:
„1Und die Schlange war listiger denn alle Tiere auf dem Felde, die Gott der HERR gemacht hatte, und sprach zu dem Weibe: Ja, sollte Gott gesagt haben: Ihr sollt nicht essen von den Früchten der Bäume im Garten? 2Da sprach das Weib zu der Schlange: Wir essen von den Früchten der Bäume im Garten; 3aber von den Früchten des Baumes mitten im Garten hat Gott gesagt: Eßt nicht davon, rührt’s auch nicht an, daß ihr nicht sterbt. 4Da sprach die Schlange zum Weibe: Ihr werdet mitnichten des Todes sterben; 5sondern Gott weiß, daß, welches Tages ihr davon eßt, so werden eure Augen aufgetan, und werdet sein wie Gott und wissen, was gut und böse ist.“
Sie verführt damit die ersten Menschen, die verbotene Frucht vom Baum der Erkenntnis zu essen.
Goethe greift diese Bibelstelle in Faust I auf, wo Mephisto sie dem Schüler in der lateinischen Form ins Stammbuch schreibt:

“Eritis sicut Deus, scientes bonum et malum.”

## Ihre Zahl ist Legion.
Dieses Zitat geht auf das Evangelium nach Markus zurück, wo der „unsaubere Geist“ Jesus auf die Frage nach seinem Namen so antwortet:

«Λεγιὼν ὄνομά μοι.»

„Legiōn onoma moi.“

„Mein Name ist Legion.“

Eine römische Legion hatte eine Stärke von weit über 6.000 Mann, für damalige Verhältnisse eine unglaublich hohe Zahl.
Der Dämon Legion war beeindruckt von der Macht Jesu und bat ihn, ihn nicht zurück in die Hölle zu schicken. Jesus trieb die Dämonen aus und kam gleichzeitig ihrer Bitte nach: Er erlaubte ihnen, in eine Schweineherde einzufahren. Die Schweine ertränkten sich daraufhin im See Genezareth.
Das abgewandelte Zitat ist auch heute noch gebräuchlich, wie zum Beispiel:
- „Die Zahl der Arbeitslosen in Deutschland ist Legion.“
- „Liebestalismane! – Nun ihre Zahl ist Legion.“

## Im Anfang war das Wort.
„Im Anfang war das Wort“ ist der Anfang des Evangelium nach Johannes, das im griechischen Original folgendermaßen lautet:
Ἐν ἀρχῇ ἦν ὁ λόγος.
In Goethes Faust I versucht Faust, diesen Anfang zu übersetzen, und sieht sich vor der Schwierigkeit, das Wort λόγος (Logos) angemessen zu übertragen:
Geschrieben steht: „im Anfang war das Wort!“

Hier stock’ ich schon! Wer hilft mir weiter fort?

Ich kann das Wort so hoch unmöglich schätzen,

Ich muss es anders übersetzen,

Wenn ich vom Geiste recht erleuchtet bin.

Geschrieben steht: Im Anfang war der Sinn.

Bedenke wohl die erste Zeile,

Daß deine Feder sich nicht übereile!

Ist es der Sinn, der alles wirkt und schafft?

Es sollte stehn: Im Anfang war die Kraft!

Doch, auch indem ich dieses niederschreibe,

Schon warnt mich was, daß ich dabey nicht bleibe.

Mir hilft der Geist! auf einmal seh ich Rath

Und schreibe getrost: im Anfang war die That!

## Im Deutschen lügt man, wenn man höflich ist.
Zu Beginn des zweiten Aktes von Goethes Faust II trifft Mephisto, als Professor verkleidet, wieder auf den Schüler aus der Studierzimmerszene des ersten Teils. Dieser hat jetzt zum Bakkalaureus promoviert und lässt eine Schimpfkanonade auf den universitären Lehrbetrieb los:

„Es ist durchaus nicht wissenswürdig.“

Auf Mephistos Frage, ob er sich denn nicht seiner Grobheit bewusst sei, kommt dann diese Rechtfertigung:
Mephistopheles
Du weißt wohl nicht, mein Freund, wie grob du bist?
Baccalaureus
Im Deutschen lügt man, wenn man höflich ist.
Der Romanist Harald Weinrich, Lehrstuhlinhaber für Deutsch als Fremdsprache in Mannheim, schrieb 1986 ein Buch mit dem Titel Lügt man im Deutschen, wenn man höflich ist? und stellt damit Goethes Aussage in Frage. Der Sozialwissenschaftler und Autor Richard Albrecht übersetzte die bekannte deutsche Redensart „Scheren Sie sich zum Teufel“ mit „please, go to where you belong“.

## Im Dunkeln ist gut munkeln
Aus Johann Michael Moscherosch: Philanders von Sittenwald wunderliche und wahrhaftige Gesichte – Erster Teil, Drittes Gesicht – Venusnarren.

## Im Dunkeln tappen
Dieser Redewendung liegt ein Zitat aus dem 5. Buch Mose zugrunde, wo der Prophet den Gott nicht Gehorchenden verflucht:
„28Der HERR wird dich schlagen mit Wahnsinn, Blindheit und Rasen des Herzens; 29und wirst tappen am Mittag, wie ein Blinder tappt im Dunkeln; und wirst auf deinem Wege kein Glück haben; und wirst Gewalt und Unrecht leiden müssen dein Leben lang, und niemand wird dir helfen.“
Die Redewendung wird gebraucht, wenn sich ein Sachverhalt nicht aufklären lässt oder wenn man keine Ahnung hat und keine Lösung für ein Problem findet:
- „Polizei tappt noch im Dunkeln.“
- „Anschlag auf Synagoge: Kripo tappt im Dunkeln.“
- „Dialog im Dunkeln tappt endgültig im Dunkeln: Konkurs“

Mit Hinweis auf den Hauptdarsteller der Kriminal-Serie Derrick existiert das Wortspiel „Horst tappert im Dunkeln“.

## Im düstern Auge keine Träne

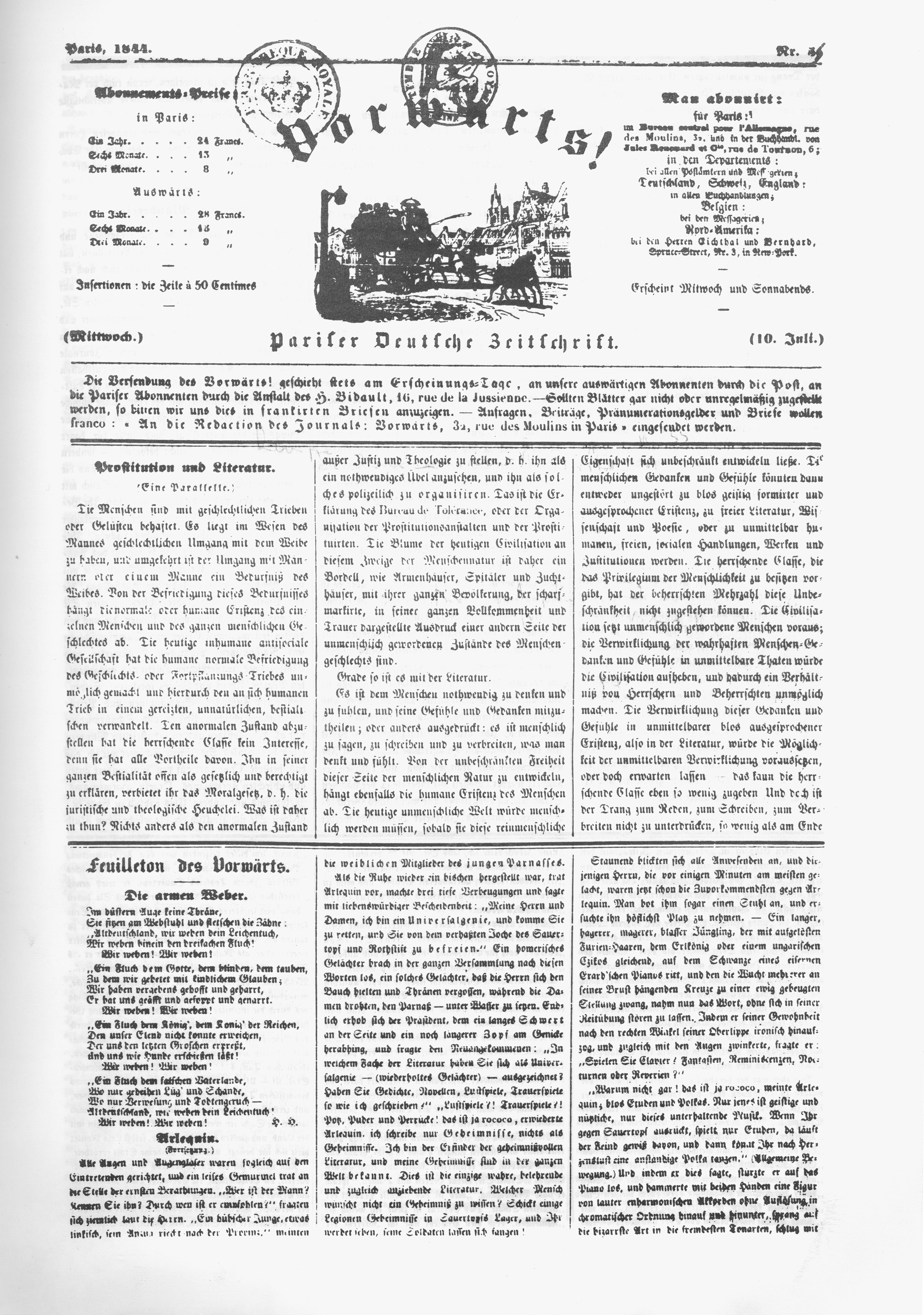
Titelblatt des Vorwärts! mit dem Gedicht links unten

Diese Beschreibung großer Verzweiflung stammt aus dem Gedicht Die schlesischen Weber, das Heinrich Heine anlässlich des schlesischen Weberaufstands im Jahr 1844 geschrieben hat. Die erste Strophe lautet:
Im düstern Auge keine Träne,

Sie sitzen am Webstuhl und fletschen die Zähne:

,Deutschland, wir weben dein Leichentuch,

Wir weben hinein den dreifachen Fluch –

Wir weben, wir weben!
Das so genannte Weberlied wurde unter dem Titel Die armen Weber am 10. Juni 1844 in Karl Marxens Zeitung Vorwärts! erstmals veröffentlicht und als Flugblatt in einer Auflage von 50.000 Stück in den Aufstandsgebieten verteilt.
Die Formulierung wird aufgegriffen in einem Aufruf des Jahres 2005:

„Im düstern Auge keine Träne sitzen sie in Winterskälte, nachdem ihnen die Stadt ihre Bleibe genommen hat.“

## Im Elfenbeinturm sitzen
Der Begriff Elfenbeinturm, der eine selbstgewählte Isolation von Künstlern und Wissenschaftern bezeichnet, wird indirekt auf den Literaturkritiker und Schriftsteller Charles-Augustin Sainte-Beuve zurückgeführt. Er malte unter Anlehnung an das Hohelied Salomos 7,5 „Dein Hals ist wie ein Turm von Elfenbein“ (s. a. Marientitel Turm Davids) und in seinem Gedicht À. M. Villemain ein bildhaft-mythisches Gefecht der französischen Romantiker und gab darin Alfred de Vigny einen eher unheldischen Teil:
„Lamartine régna; chantre ailé qui soupire,
Il planait sans effort. Hugo, dur partisan,
(Comme chez Dante on voit, Florentin ou Pisan,
Un baron féodal), combattit sous l’armure,
Et tint haut sa bannière au milieu du murmure:
Il la maintient encore; et Vigny plus secret,
Comme en sa tour d’ivoire, avant midi, rentrait.“
Auf Deutsch ungefähr:
Es herrschte Lamartine; stöhnenden Sanges und auf Schwingen,
Schwebt’ er dahin, ein jeder Mühe bar. Hugo, ein harter Kämpfer
(So zeigt sich uns bei Dante, ob nun aus Pisa oder Florenz,
Ein Herr der Ritterszeit), focht unter seiner Rüstung
Und hielt sein Banner hoch, inmitten des Gemurres:
Er stützt es fest noch jetzt; doch Vigny, der nicht traute,
Zog noch vor Mittag heim, gleichsam in seinen elfenbeinern Turm.

## Im kühlen Keller sitz ich hier.
Dies ist der Anfangsvers eines bekannten Trinklieds von Karl Müchler aus dem Anfang des 19. Jahrhunderts:
Im kühlen Keller sitz ich hier

auf einem Fass voll Reben

bin guten Muts und lasse mir

vom Allerbesten geben

## Im Leben geht alles vorüber.
Im Leben geht alles vorüber ist der Titel eines Schlagers, den Peter Kreuder 1940 komponierte und der durch Ilse Werners Interpretation populär wurde:
Im Leben geht alles vorüber

auch das Glück, doch zum Glück auch das Leid.

Erst weinst Du, dann lachst Du darüber,

Auf Leiden folgt Seligkeit.

## Im Schweiße seines Angesichts.
Dieser Ausdruck geht auf das 1. Buch Mose zurück, wo nach dem Sündenfall Adam von Gott dazu verdammt wird:

„Im Schweiße deines Angesichts sollst du dein Brot essen.“

## Im siebten Himmel
Diese Redewendung geht auf den 2. Brief des Paulus an die Korinther zurück, wo es heißt:
„1Es ist mir ja das Rühmen nichts nütze; doch will ich kommen auf die Gesichte und Offenbarung des HERRN. 2Ich kenne einen Menschen in Christo; vor vierzehn Jahren (ist er in dem Leibe gewesen, so weiß ich’s nicht; oder ist er außer dem Leibe gewesen, so weiß ich’s nicht; Gott weiß es) ward derselbe entzückt bis in den dritten Himmel.“
In morgenländischen Vorstellungen gibt es für die Seligen mehrere Himmel, die übereinander angeordnet sind. In frühchristlichen apokryphen Schriften wird der siebte Himmel als der höchste bezeichnet, in dem Gott selbst mit den Engeln wohnt.
Der Refrain des 1937 im Zusammenhang mit dem Film Sieben Ohrfeigen produzierten Schlagers Ich tanze mit dir in den Himmel hinein beginnt und endet mit den Versen:
Ich tanze mit dir in den Himmel hinein,

in den siebenten Himmel der Liebe.

## Im Wald und auf der Heide
Der Direktor der Königlich Preußischen Staatslotterie, Johann Wilhelm Bornemann, dichtete im Jahr 1816 das heute noch bekannte Jägerlied, das mit den folgenden Versen beginnt:
Im Wald und auf der Heide,

da such ich meine Freude

ich bin ein Jägersmann.

Die Forsten treu zu pflegen,

das Wildbret zu erlegen,

mein Lust hab’ ich daran …

Halli, hallo, halli, hallo,

mein Lust hab’ ich daran.
Dies wurde parodiert als „Im Wald und auf der Heidi verlor ich Kraft durch Freudi, die Folgen davon sind: Mutter mit Kind“. Der Autor ist unbekannt, ein Bezug auf die NS-Organisation Kraft durch Freude aber offensichtlich. Diese Fassung wurde u. a. von Klaus und Ferdl aufgenommen
Auch der Porno-Film Heidi, Heida 2 – Im Wald und auf der Heidi von 1992 oder 1996 bezieht sich auf dieses Lied.

## Im Wein liegt die Wahrheit.

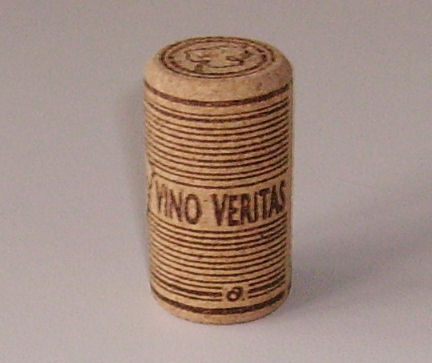
Korken einer Weinflasche mit der bekannten lateinischen Version In vino veritas.

Die Wendung „Im Wein ist die Wahrheit“ („denn der Wein ist ein Spiegel für die Seele“) wird oft auch in ihrer lateinischen Version In vino veritas zitiert.
Plinius der Ältere stellte in seiner Naturgeschichte fest: “vulgoque veritas iam attributa vino est”.
Zum geflügelten Wort wurde es wohl erst durch Erasmus von Rotterdam. Ursprünglich war der Satz aber altgriechisch und wird dem Dichter Alkaios zugeschrieben:
„Ἐν οἴνῳ ἀλήθεια.“
En oinō alētheia.
Dieser berühmte Satz wird auch in vielen Abwandlungen zitiert:
- „Im Wein liegt die Wahrheit nicht.“
- „Nicht nur im Wein liegt die Wahrheit, sondern auch auf dem Tisch.“
- „Im Wein liegt die Wahrheit und wir im Weinkeller.“
- „Im Wein liegt die Wahrheit und der Schwindel im Etikett.“
- „Der Wein erfindet nichts, er schwatzt’s nur aus.“ Schiller (Die Piccolomini, 4/VII, Isolani)

## Im Westen nichts Neues
Im Westen nichts Neues ist der Titel eines Romans von Erich Maria Remarque, der auf der Grundlage eigener Erlebnisse des Autors an der Westfront die Erlebnisse des jungen Kriegsfreiwilligen Paul Bäumer und seiner Frontkameraden schildert. Bei einem Angriff wird Bäumer verwundet und verbringt ein paar Wochen im Lazarett. Kaum ist er wieder an der Front, zerfällt seine Gruppe. Einer nach dem anderen stirbt, bis zuletzt auch er kurz vor dem Ende des Krieges tödlich getroffen wird:

„Er fiel im Oktober 1918, an einem Tag, der so ruhig und still an der ganzen Front war, daß der Heeresbericht sich nur auf den Satz beschränkte, im Westen sei nichts Neues zu melden. Er war vornübergesunken und lag wie schlafend an der Erde. […] – sein Gesicht hatte einen so gefaßten Ausdruck, als wäre er beinahe zufrieden damit, daß es so gekommen war.“

## Immer an der Wand lang
ist der Titel eines Liedes von Hermann Frey aus dem Jahr 1907, dessen Melodie von Walter Kollo geschrieben wurde. Der Refrain beschreibt, wie ein betrunkener Zecher seinen Heimweg findet:
Und dann schleich ich still und leise

 Immer an der Wand lang,

Immer an der Wand lang,

heimwärts von Bummelreise […]

Immer an der Wand,

An der Wand entlang.
Das Zitat findet sich in einer Beschreibung der ersten Schritte beim Eisjogging:

„Es empfiehlt sich das erste Üben immer mit einer zweiten Person oder in der Gruppe. Dabei können Sie auch die räumlichen Bedingungen einbeziehen wie, die Bande, die manchmal die letzte Stützmöglichkeit vor dem Fallen ist. Frei nach dem alten Lied ‚Und so schleich ich still und leise, immer an der Wand lang.‘“

## Immer langsam voran!
Diese Aufforderung ist der Anfang des volkstümlichen Liedes Die Krähwinkler Landwehr:
Immer langsam voran, Immer langsam voran

dass die Krähwinkler Landwehr nachkommen kann.

Das Marschier’n, das nimmt auch gar kein End’

das macht, weil der Hauptmann die Landkart’ nicht kennt.
Das beliebte Spottlied handelt von den militärischen Qualitäten des Krähwinkler Landsturms. So muss die Truppe langsamer marschieren, um die Krähwinkler nicht zu verlieren.
Der Ortsname Krähwinkel wurde von Jean Paul in seiner Satire Das heimliche Klagelied der jetzigen Männer und später durch Kotzebue mit dem Ortsnamen in seinen Stücken: Die deutschen Kleinstädter und Des Esels Schatten oder der Process in Krähwinkel verwendet.

## Immer nur lächeln!
„Immer nur lächeln!“ ist die Devise des chinesischen Prinzen Sou-Chong aus der Operette Das Land des Lächelns von Franz Lehár, in dem sich die Wienerin Lisa bei einem Fest in einem Salon in den chinesischen Prinzen Sou-Chong verliebt und diesem nach China folgt:
Von der Sehnsucht, die mich verzehrt.

Auch wenn uns Chinesen das Herz auch bricht,

Wen geht das was an, wir zeigen es nicht.

Immer nur lächeln und immer vergnügt,

Immer zufrieden, wie’s immer sich fügt.

Lächeln trotz Weh und tausend Schmerzen,

Doch wie’s da drin aussieht, geht keinen was an.
Das Zitat wird heute auch im Zusammenhang mit psychologischen Themen gebraucht:
- „Immer nur lächeln? Warum wir manchmal so tun, als seien wir nicht unglücklich oder aufgebracht.“
- „Immer nur lächeln. Vor vier Wochen starb seine Frau. Jetzt macht er Wahlkampf.“
- „Von wegen immer nur lächeln: Gleichberechtigung für japanische Frauen.“

## Immer wieder geht die Sonne auf.
Diese aufmunternden Worte sind der Titel eines Lieds von Udo Jürgens und Teil des Refrains:
Denn immer, immer wieder geht die Sonne auf

Und wieder bringt ein Tag für uns sein Licht.
Der Titel wird oft zur Aufmunterung zitiert aber auch ganz konkret im Zusammenhang mit Fotografien des Sonnenaufgangs:
- „Deutsche Ostsee … und immer wieder geht die Sonne auf!“
- „Auch in Japan stimmt: Immer wieder geht die Sonne auf.“

## In aller Munde sein
- Alle Menschen sprechen darüber. Gesprächsstoff.[80]

## In der ersten Reihe sitzen
„Bei ARD und ZDF sitzen Sie in der ersten Reihe“ war ein Slogan, mit der die öffentlich-rechtlichen Rundfunkanstalten ARD und ZDF ab dem Jahr 1989 für ihr Programmangebot warben. Sie meinten damit die Aktualität und Attraktivität ihrer Fernsehprogramme. Der Werbespruch ist mittlerweile in den allgemeinen Sprachgebrauch übergegangen, so dass „in der ersten Reihe sitzen“ auch die Bedeutung von „bevorzugt behandelt werden“ haben kann. Hintergrund für diese Imagekampagne war die drohende Konkurrenz durch die erstarkten Privatsender. Mitte der 1990er Jahre erwies sich dieser oft persiflierte Slogan, der zudem überwiegend der ARD zugeordnet wurde, nicht mehr als zeitgemäß.
Die beiden Sendeanstalten erhielten für diesen Slogan übrigens im Jahr 1990 den Preis der beleidigten Zuschauer mit der Begründung, man solle es den Zuschauern selber überlassen, wo sie sitzen wollen. Außerdem sei die erste Reihe nicht die beste.
Böse Zungen dichteten den Spruch um zu:
„Bei ARD und ZDF reihern Sie in die ersten Sitze.“

## In der Kreide stehen
Die Redensart
In der Kreide stehen
bedeutet Schulden zu haben. Die Gastwirte schrieben früher die Schulden ihrer Gäste mit Kreide auf eine Tafel. Das ähnliche Wort vom
Einem etwas anzukreiden,
also einem etwas nachzutragen hat den gleichen Ursprung, so wie auch (vom Wirt)
gut angeschrieben
zu sein, also keine Schulden zu haben.
Sehr doppelsinnig heißt es in den Gaudeamus-Liedern von Victor von Scheffel im Der Ichthyosaurus (Vers 7):
Es starb zu derselbigen Stunde
Die ganze Saurierei,
Sie kamen zu tief in die Kreide,
Da war es natürlich vorbei.
Aus dieser geologischen Kreide kam der Ichthyosaurus nur durch die Paläontologen heraus.

## In der Nacht ist der Mensch nicht gern alleine.
Dieser von Franz Grothe komponierte Schlager wurde von Marika Rökk in dem 1944 gedrehten Spielfilm Die Frau meiner Träume gesungen. Der Refrain beginnt mit den folgenden Versen:
In der Nacht ist der Mensch nicht gern’ alleine,

Denn die Liebe im hellen Mondenscheine,

Ist das schönste, sie wissen was ich meine,

Einesteils und andrerseits und außerdem.

## In des Wortes verwegenster Bedeutung.
Mit dieser Formulierung bekräftigt Marquis Posa in Friedrich Schillers Drama Don Karlos seinen Freundschaftsbund mit Don Karlos, indem er auf dessen Frage „Der Meinige?“ antwortet:
Auf ewig

Und in des Worts verwegenster Bedeutung.
Posa deutet auf die ungewöhnliche Art dieser Freundschaft hin, die sich über Normen hinwegsetzt.

## In die Büsche schlagen
Diese Redewendung geht wohl auf das Gedicht Der Wilde von Johann Gottfried Seume zurück, wo es von dem Huronen heißt:
Ruhig ernsthaft sagte der Hurone:

Seht, ihr fremden, klugen, weisen, Leute,

Seht, wir Wilden sind doch beßre Menschen;

Und er schlug sich seitwärts ins Gebüsche.

## In die Wüste schicken

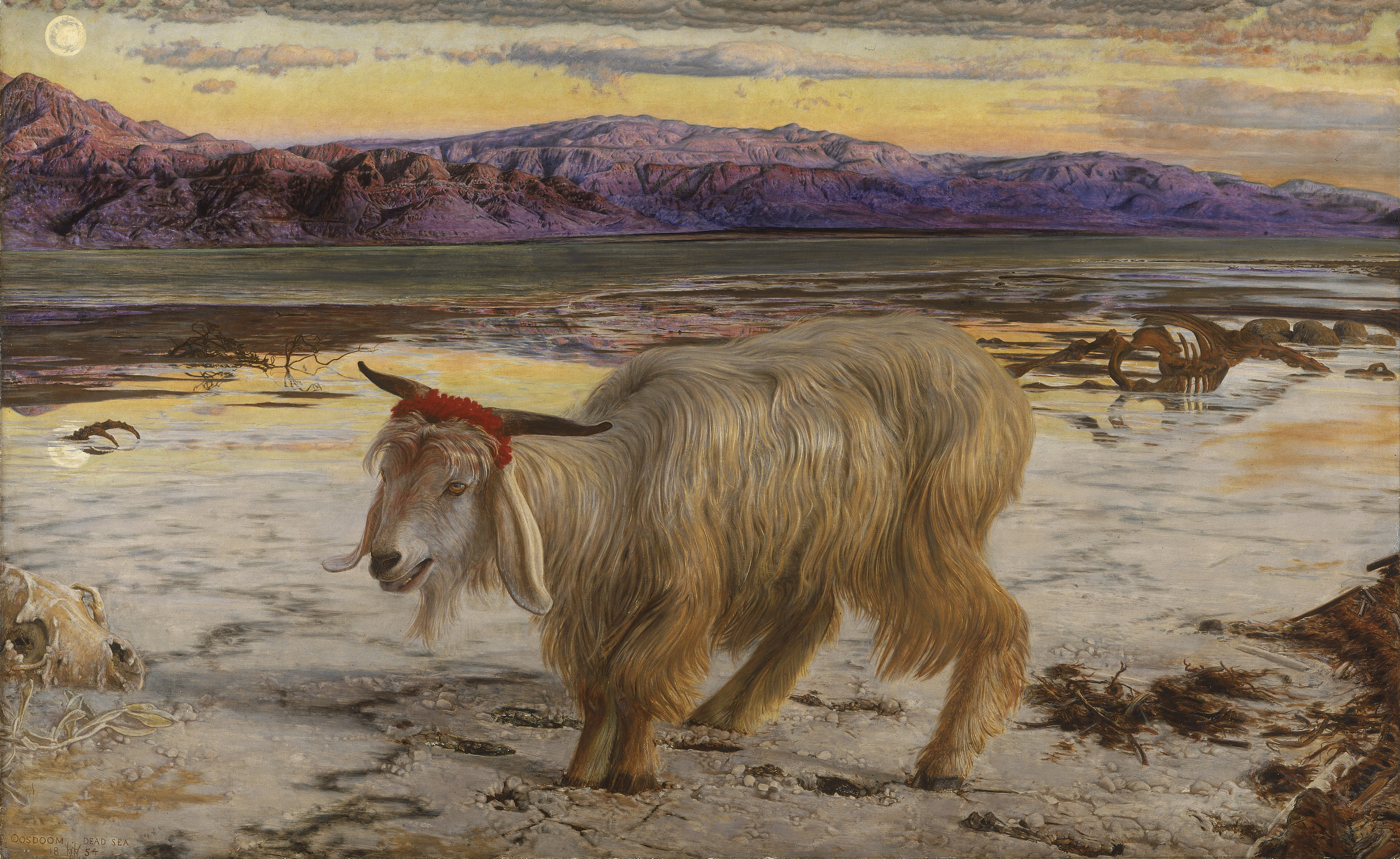
Der Sündenbock von William Holman Hunt

Auf 3. Buch Mose 16 beruhen die Ausdrücke Sündenbock und „In die Wüste schicken“.
Es heißt dort:

„Dann soll Aaron seine beiden Hände auf dessen Kopf legen und über ihm bekennen alle Missetat der Kinder Israel und alle ihre Übertretungen, mit denen sie sich versündigt haben, und soll sie dem Bock auf den Kopf legen und ihn durch einen Mann, der bereit steht, in die Wüste bringen lassen, daß also der Bock alle ihre Missetat auf sich nehme und in die Wildnis trage.“

Am Jom Kippur, dem Tag der Sündenvergebung, wurden die Sünden des Volkes Israel durch den Hohepriester bekannt gemacht und durch Handauflegen symbolisch auf einen Ziegenbock übertragen. Mit dem Vertreiben des Bocks in die Wüste wurden diese Sünden mitverjagt.

## In diesem unserem Lande
Mit den Worten „In diesem unserem Lande“ bezog sich der deutsche Politiker Helmut Kohl auf die Bundesrepublik Deutschland, bis er sich diese Wendung nach den häufigen Persiflagen durch Kabarettisten wieder abgewöhnte.
Der Satiriker Peter Knorr und der Cartoonist Hans Traxler gaben 1983 ein Buch heraus mit dem Titel Birne. Das Buch zum Kanzler. Eine Fibel für das junge Gemüse und die sauberen Früchtchen in diesem unserem Lande, das auf diese Phrase Bezug nahm.
Gerd Bacher, der Medienberater Kohls, wurde 1976 in einem Spiegel-Interview Folgendes gefragt:

„Wenn Sie zum Beispiel raten: Herr Kohl, Sie sollten nicht so oft sagen: ‚In diesem unserem Lande‘, kommt das an?“

Bacher antwortete darauf:

„Dann lacht er dazu, weiß meistens sowieso, daß es diese Stereotyps gibt und gewöhnt sie sich sukzessive ab. Ich habe den Eindruck, daß es in der letzten Zeit bei ihm weniger Floskeln wie ‚in diesem unserem Lande‘ gibt.“

## In diesem Zeichen wirst du siegen.

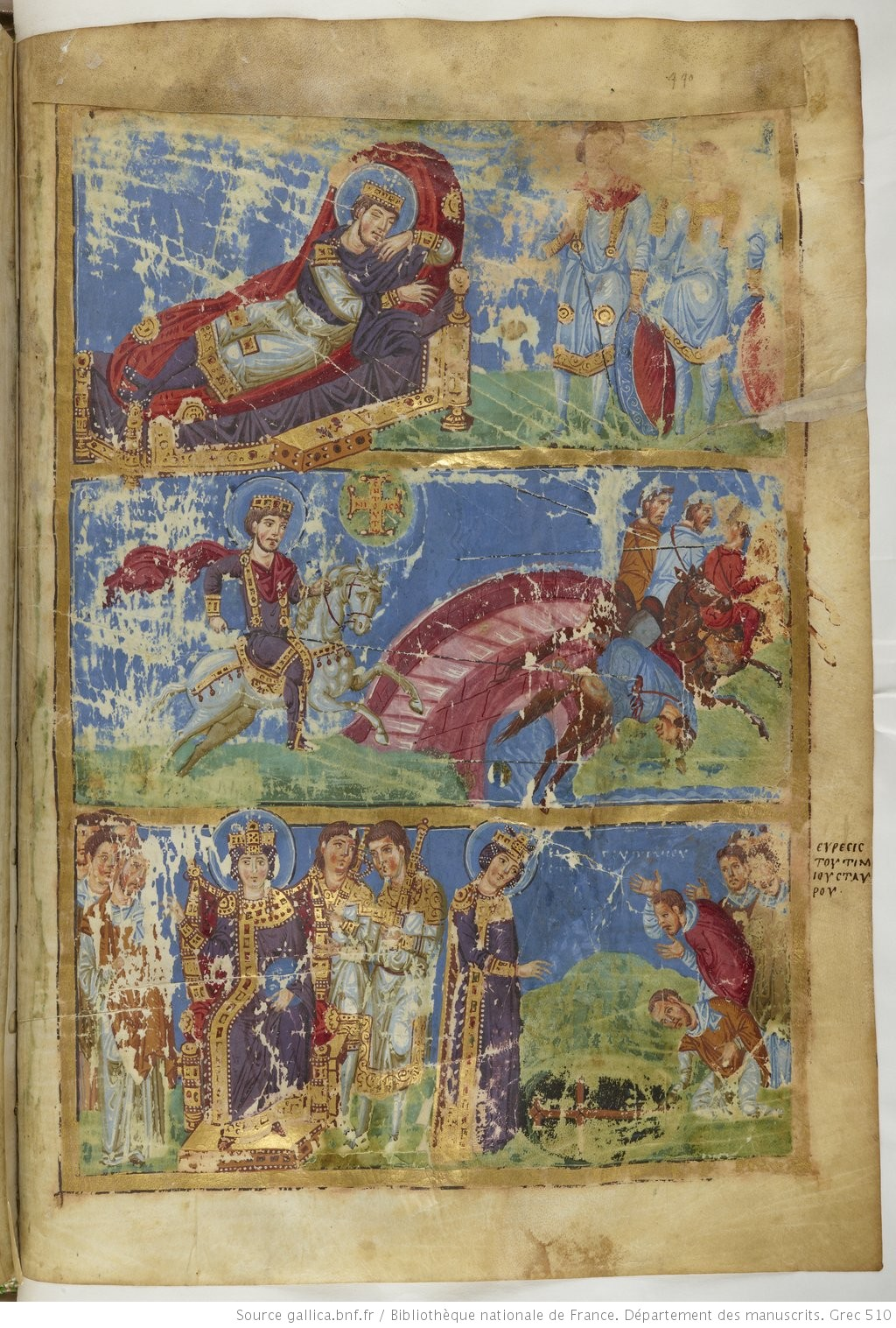
Der Traum des Konstantin

Diese Worte erschienen, der Legende zufolge, Kaiser Konstantin entweder im Traum oder unter einem leuchtenden Kreuz am Himmel, als er in der Schlacht an der Milvischen Brücke gegen seinen Gegenkaiser Maxentius kämpfte. Die original griechische Fassung war:
„Ἐν τούτῳ νίκα.“
En toutō nika.
Bischof Eusebius von Cäsarea, Konstantins Hoftheologe, berichtet von einem Kreuz mit entsprechender griechischer Inschrift, das Konstantin in der Sonne sah und schildert das Geschehen ähnlich der Bekehrung des Apostels Paulus in der Apostelgeschichte
Die bekanntere lateinische Version dieses Spruchs ist:

“In hoc signo vinces.”

Diese Losung war der Leitspruch der 4. Gardebrigade der kroatischen Armee; sie findet sich auch auf den Packungen der Zigarettenmarke Pall Mall.

## In diesen heil’gen Hallen
„In diesen heil’gen Hallen“ ist der Anfang einer Arie des Sonnenkönigs Sarastro in Mozarts Oper Die Zauberflöte, deren Libretto von Emanuel Schikaneder stammt:
In diesen heil’gen Hallen;

kennt man die Rache nicht.

Und ist ein Mensch gefallen,

führt Liebe ihn zur Pflicht.

|: Dann wandelt er an Freundes Hand

    vergnügt und froh ins bess’re Land.:|

ins bess’re, ins bess’re Land.
Sarastro erklärt damit der Tochter der Königin der Nacht, Pamina, dass in seinem Bereich Rachsucht unbekannt ist.

## In dieser Armut welche Fülle!
Diese Worte spricht die Titelfigur in Goethes Faust I, nachdem er sich von Mephisto in Gretchens Zimmer führen gelassen hat:
Wie athmet rings Gefühl der Stille,

Der Ordnung, der Zufriedenheit!

In dieser Armuth welche Fülle!

In diesem Kerker welche Seligkeit!
Die bescheidene Einrichtung des Zimmers regt seine Fantasie an und lässt ihn das erfüllte Leben der Bewohnerin des Zimmers erahnen.

## In dulci jubilo

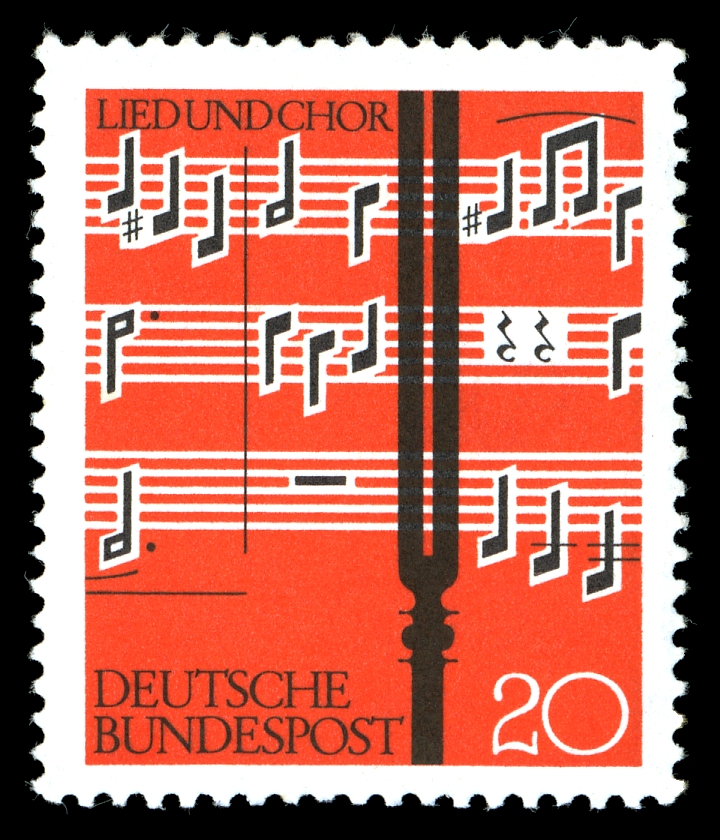
Briefmarke der Deutschen Bundespost (1962): Stimmgabel vor dem Notentext des Liedes In dulci jubilo

In dulci jubilo ist ein aus dem 14. Jahrhundert stammendes Lied, das vorwiegend in der Advents- und Weihnachtszeit in christlichen Kirchen und Gemeinden gesungen wird. Dieses lateinische Zitat bedeutet „in süßem Jubel“ und ist der Anfang eines mittelalterlichen Weihnachtsliedes mit gemischtem lateinischem und deutschem Text:
In dulci jubilo,

nun singet und seid froh!

Unsers Herzens Wonne

leit in præsepio

und leuchtet als die Sonne

matris in gremio.
Das Lied stammt aus einer Handschrift des 14. Jahrhunderts mit der Lebensbeschreibung des Mystikers Heinrich Seuse.

## In flagranti

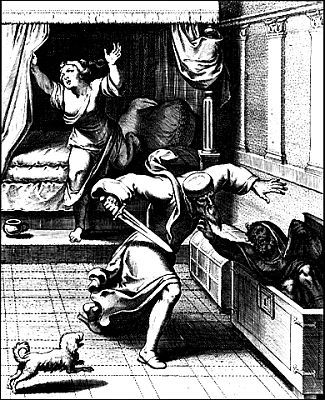
In flagranti, Antwerpen 1607

In flagranti ist eine aus dem Lateinischen übernommene Redensart, die verkürzt ist aus in flagranti delicto (= ‚in den Flammen des Verbrechens‘) und bedeutet ‚auf frischer Tat‘.
Diese juristische Formel geht auf eine Formulierung im von Kaiser Justinians Justizminister Tribonianus herausgegebenen Codex Iustinianus zurück. Dort heißt es:

“in ipsa rapina et adhuc flagrante crimine comprehensi”

„Sie sind direkt bei der Ausführung des Raubes und der Verübung des Verbrechens ertappt worden.“

## In Fleisch und Blut übergehen
Diese Redewendung könnte auf die in der Bibel häufig vorkommende Verbindung „Fleisch und Blut“ mit der Bedeutung menschlicher Körper zurückgehen.
So heißt es zum Beispiel im Brief des Paulus an die Epheser:

„Denn wir haben nicht mit Fleisch und Blut zu kämpfen, sondern mit … den bösen Geistern unter dem Himmel.“

Im 1. Brief des Paulus an die Korinther schreibt der Apostel Paulus:

„Das sage ich aber, liebe Brüder, dass Fleisch und Blut nicht können das Reich Gottes ererben.“

Die Redewendung drückt aus, dass jemandem etwas so selbstverständlich wird, dass es quasi ein Teil von ihm selbst ist.

## In fünfzig Jahren ist alles vorbei.
Mit dieser scherzhaften Redensart versucht man, sich oder jemand anders über etwas hinwegzutrösten. Sie stammt aus einem Couplet des Komikers Otto Reutter, in dem jede Strophe mit dieser Lebensweisheit endet:
Denk’ stets, wenn etwas dir nicht gefällt:

‚Es währt nichts ewig auf dieser Welt.‘

Der kleinste Aerger, die größte Qual

Sind nicht von Dauer, sie enden mal.

Drum sei dein Trost, was immer es sei:

‚In fünfzig Jahren ist alles vorbei.‘

## In ganz Europa gehen die Lichter aus.
Der britische Außenminister Edward Grey sagte am 3. August 1914, bei Beginn des Ersten Weltkriegs:

“The lamps are going out all over Europe; we shall not see them lit again in our lifetime.”

„In ganz Europa gehen die Lichter aus; wir werden es nicht erleben, dass sie wieder angezündet werden.“

Die Stuttgarter Zeitung beschreibt den Hintergrund dieses Zitats:

„Am Abend des 3. August 1914 blickte der britische Außenminister Edward Grey aus seinem Büro auf den Londoner St. James Park, in dem gerade die Gaslaternen angezündet wurden. Angesichts der weltpolitischen Lage befielen den Politiker düstere Ahnungen: ‚In ganz Europa gehen die Lichter aus, wir werden es nicht mehr erleben, dass sie angezündet werden‘, sagte er einem Freund.“

## In jeden Quark begräbt er seine Nase.
Das Zitat stammt aus dem Prolog im Himmel in Goethes Drama Faust I, wo Mephisto diese wegwerfende Bemerkung über den Menschen macht:
Und läg’ er nur noch immer in dem Grase!

In jeden Quark begräbt er seine Nase.

## In jedes Menschen Gesichte steht seine Geschichte.
Dieses Zitat stammt aus Friedrich von Bodenstedts Liedern des Mirza-Schaffy. In den darin enthaltenen Vermischten Gedichten und Sprüchen heißt es:
In jedes Menschen Gesichte

Steht seine Geschichte,

Sein Hassen und Lieben

Deutlich geschrieben.

## In medias res
Die Wendung in medias res, auch medias in res, ist eine lateinische Phrase und bedeutet ‚mitten in die Dinge‘. Der Begriff stammt aus Horaz’ ars poetica, in deren Vers 148 der römische Dichter den Erzählstil des griechischen Dichters Homer in der Ilias lobt: Er führe die Zuhörer gleich zu Beginn ohne Umschweife mitten in die Dinge, also in die Handlung ein. Im übertragenen Sinne steht die Phrase dafür, ein Problem oder eine Sache zügig anzugehen. Das Gegenteil ist ein Einstieg ab ovo (‚vom Ei an‘).

## In meinem Reich geht die Sonne nicht unter.

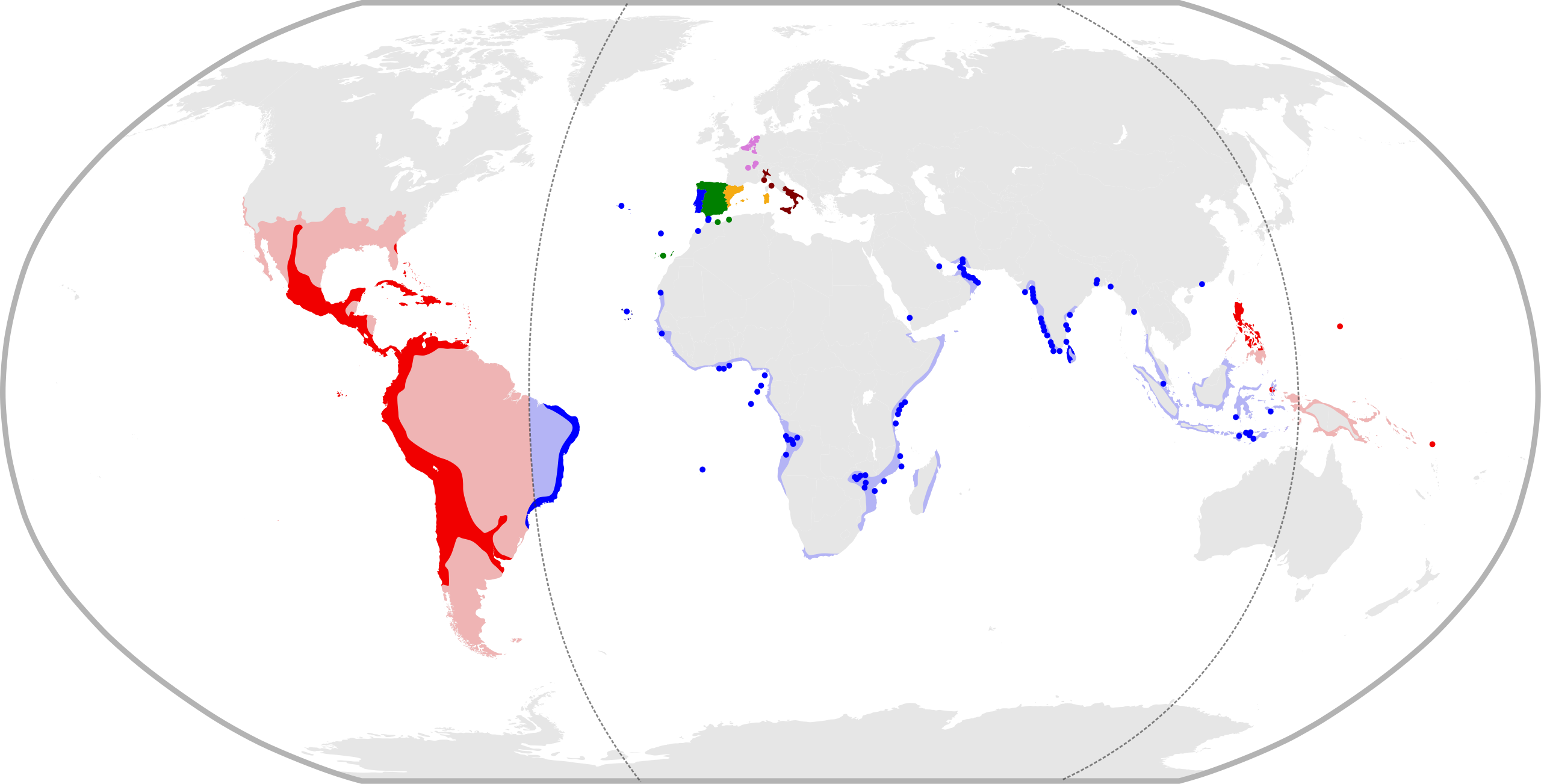
Spanisches Kolonialreich zur Zeit seiner größten Ausdehnung um 1600

„In meinem Reich geht die Sonne nicht unter“ soll Kaiser Karl V. behauptet haben, dessen Machtbereich sich über Teile Europas und Amerikas erstreckte. Friedrich Schiller legt diese Worte in seinem Drama Don Karlos aber dem spanischen König Philipp II. in den Mund:
Ich heiße

der reichste Mann in der getauften Welt.

In meinen Staaten liegen die vier Winde,

der Ozean ist meines Landes Teich,

die Sonne geht in meinem Reich nicht unter.
Von 1492 bis 1898 waren Spanische Kolonien auf der ganzen Welt verstreut. Sie reichten von Spanien über Lateinamerika bis auf die Philippinen. Wenn in einer Kolonie die Sonne unterging, ging sie in einer anderen wieder auf.

## In meines Vaters Hause sind viele Wohnungen.
Diese Worte richtet Jesus Christus in seiner Abschiedsrede an seine Jünger:
„1Und er sprach zu seinen Jüngern: Euer Herz erschrecke nicht! Glaubet an Gott und glaubet an mich! 2In meines Vaters Hause sind viele Wohnungen. Wenn es nicht so wäre, so wollte ich zu euch sagen: Ich gehe hin euch die Stätte zu bereiten.“
Jesus will damit sagen, dass im Reich Gottes Platz für Menschen ganz unterschiedlicher Art ist.
Dieses Bibelzitat wurde zum Beispiel verwendet in einer Ansprache an einem Urnenfriedhof im Bistum Münster:

„‚Im Haus meines himmlischen Vaters sind viele Wohnungen‘, zitiert Müller aus dem Johannes-Evangelium. Dabei schaut er auf die 300 Urnenkammern, die mit je zwei Urnen besetzt werden können.“

Das gleiche Zitat ist auch das Motto der monatlichen Treffen der Schwulen und lesbischen Basiskirche der reformierten Basler Kirche, die es als Ausdruck von Toleranz und Gastfreundschaft betrachten.

## In München steht ein Hofbräuhaus.

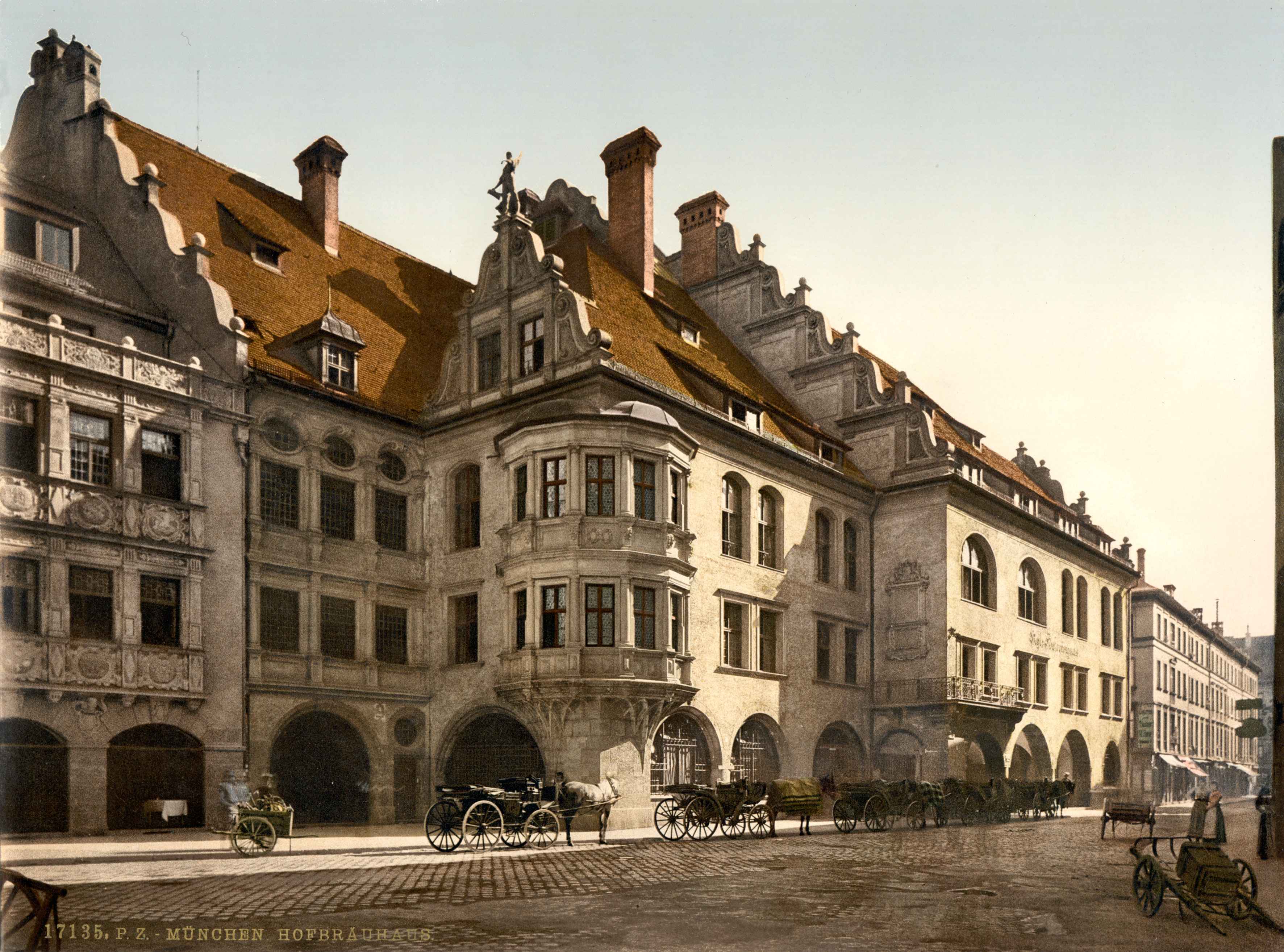
Hofbräuhaus auf einer alten Postkarte

In München steht ein Hofbräuhaus ist der Titel des 1935 entstandenen Hofbräuhaus-Lieds, eines der beliebtesten Stimmungslieder, dessen erste Verse folgendermaßen lauten:
In München steht ein Hofbräuhaus – oans, zwoa, gsuffa.

Da läuft so manches Fäßchen aus – oans, zwoa, gsuffa.
Das Lied wurde vom Berliner Wilhelm Gabriel komponiert, dem die Melodie zum Text seines Freundes Klaus Siegfried Richter angeblich im Berliner Café am Zoo eingefallen sein soll. Es wurde 1936 zum Karnevalsschlager und diente als Filmmusik für eine 1953 erstmals gezeigte Kinokomödie, die von einem Erbschaftsstreit zwischen einer Münchner und einer Berliner Familie vor dem Hintergrund des Oktoberfests handelt.
Später wurde der Anfang des Hofbräuhaus-Liedes von der Münchener Band Spider Murphy Gang zitiert. Ihre 1981 erschienene Nummer-Eins-Single Skandal im Sperrbezirk beginnt mit den Worten:

„In München steht ein Hofbräuhaus – doch Freudenhäuser müssen raus.“

## In nuce

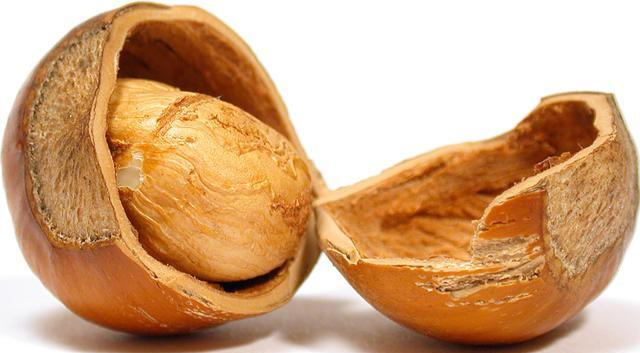
Nussschale

In nuce (‚In einer Nuss‘) ist eine lateinische Redewendung für ‚kurz und bündig‘. Plinius der Ältere berichtet, dass laut Cicero eine Kurzfassung der Ilias in einer Nussschale Platz gehabt haben soll.
Im englischsprachigen Bereich wird die Variante in a nutshell häufig verwendet. Im Deutschen verwendet man den Begriff in folgenden Zusammenhängen:
- „Oper ‚in nuce‘ / Opera in a nutshell“
- „in nuce – Wissen – Meyers Lexikon online“
- „In Nuce – Repetitorium und Arbeitsbuch zur lateinischen Sprache“
- „Der Jesuitismus in nuce, oder Charakteristik des heiligen Ignaz von Loyola“

## In petto
Seit Papst Martin V. kommt es vor, dass der Papst bei der Wahl neuer Kardinäle die Namen nicht sofort publiziert, sondern einstweilen noch für sich behält:

“Alias in pectore reservamus arbitrio nostro quandocumque declarandos.”

„Andere […] behalten wir vorläufig in unserer Brust und werden sie nach unserem Gutdünken einmal bekannt geben.“

Aus dem in pectore wurde in italienischer Übersetzung in petto.
Diese Vorgangsweise wird beispielsweise gewählt, wenn der Kandidat in der augenblicklichen politischen Situation seines Landes mit Repressalien zu rechnen hätte, wenn seine Ernennung bekannt werden würde. Von der Nominierung bis zur offiziellen Verkündung des Kardinals in pectore kann ein Jahr vergehen. Stirbt der Papst vor der Namenspublikation des Kardinals in petto, erlischt auch die Reservation und der Nominierte wird nicht Kardinal. Johannes Paul II. ernannte in seinem letzten Konsistorium im Oktober 2003 einen Kardinal in pectore. Da Johannes Paul II. jedoch verstarb, ohne dass Zeugen bzw. schriftliche Aufzeichnungen den Namen des Kardinals in pectore öffentlich gemacht hätten, verlor der Betreffende mit dem Tod des Papstes alle Ansprüche und Rechte auf das Kardinalat.

## In Schönheit sterben
Diese Formulierung geht wohl auf Henrik Ibsens Schauspiel Hedda Gabler (III, 7) zurück.
Die Titelheldin gibt Løvborg, der sein Buchmanuskript verloren zu haben glaubt und deshalb seinem Leben ein Ende bereiten möchte, eine ihrer Pistolen. Damit soll er seinen Suizid „in schöner Weise“ ausführen. Hedda verschweigt ihm, dass er es auf der Straße fallengelassen und Jörgen es gefunden hat. Stattdessen bestärkt sie ihn in seinem Vorhaben, sich das Leben zu nehmen, und reicht ihm eine Pistole. Anschließend verbrennt sie das Manuskript und erklärt Jörgen, sie habe es vernichtet, um seine und ihre Zukunft zu sichern.
Das Zitat findet auch in anderen Bereichen Verwendung:
- „In Schönheit zu sterben war das Lebensziel der Ägypter.“
- „In Schönheit sterben ist recht dumm, wenn Beifall fehlt vom Publikum.“
- „Spanien will diesmal nicht in Schönheit sterben.“ (Fußballberichterstattung)

## In sieben Sprachen schweigen

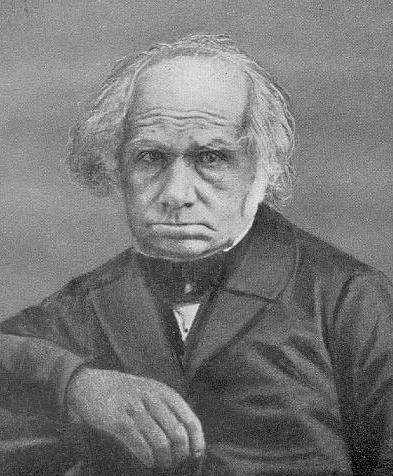
Immanuel Bekker

Diese scherzhafte Redewendung wird mit dem Berliner Altphilologen Immanuel Bekker in Verbindung gebracht, von dem sein Lehrer Friedrich August Wolf gesagt haben soll, er schweige in sieben Sprachen.
Wolf war Altphilologe und Altertumswissenschaftler. Seine Hauptarbeit ist sein 1795 entstandenes Werk Prolegomena ad Homerum, in dem er die Werke Homers kritisch auf ihre Entstehung hin untersuchte. Sein Schüler Bekker galt als sprachkundig, aber äußerst schweigsam. Er studierte wider den Willen seiner Eltern und zeichnete sich durch „eisernen Fleiß, seine Beobachtungsgabe, nüchterne Besonnenheit und Selbständigkeit des Urtheils“ aus. Er nahm auf Schleiermachers Empfehlung eine Hauslehrerstelle in Lanke bei Bernau an, wo er seine bedeutende Rezension des Wolf’schen Homers verfasste.
Diese scherzhafte Redewendung wird heute verwendet, wenn sich jemand bei einer Diskussion überhaupt nicht äußert und nur stummer Zuhörer ist. In diesem Sinn wurde sie auch vom Philosophen Friedrich Daniel Ernst Schleiermacher gebraucht:

„Schleiermacher’s geistreiches Wort, B. schweige in sieben Sprachen, ist zu einem geflügelten geworden; diese sieben Sprachen aber verstand er nicht im gewöhnlichen Sinne des Wortes, sondern er kannte sie alle in ihrer historischen Entwickelung. Ein gebornes Sprachtalent wußte B. mit größter Leichtigkeit sich in ein fremdes Idiom einzuleben und brachte es, da das Erlernen einer Sprache bald überwunden war, zu einer ganz ungemeinen Kenntniß in den Litteraturen der modernen Culturvölker.“

Der Zitatensammler Georg Büchmann schreibt über dieses Zitat in seinen Geflügelten Worten:

„In ‚Zelters Briefwechsel mit Goethe‘ (V. S. 413) sagt Zelter in einem Briefe vom 15. März 1830: ‚nun muss ich schweigen, (wie unser Philologus Bekker, den sie den Stummen in sieben Sprachen nennen)‘; und Halm ‚Nekrolog auf Immanuel Bekker‘ (Sitzungsber. d. bayerisch. Akad. d. Wissensch.‘ 1872, S. 221) sagt: ‚Schleiermachers geistreiches Wort, Bekker schweige in sieben Sprachen, ist zu einem geflügelten geworden‘.“

## In Staub mit allen Feinden Brandenburgs!

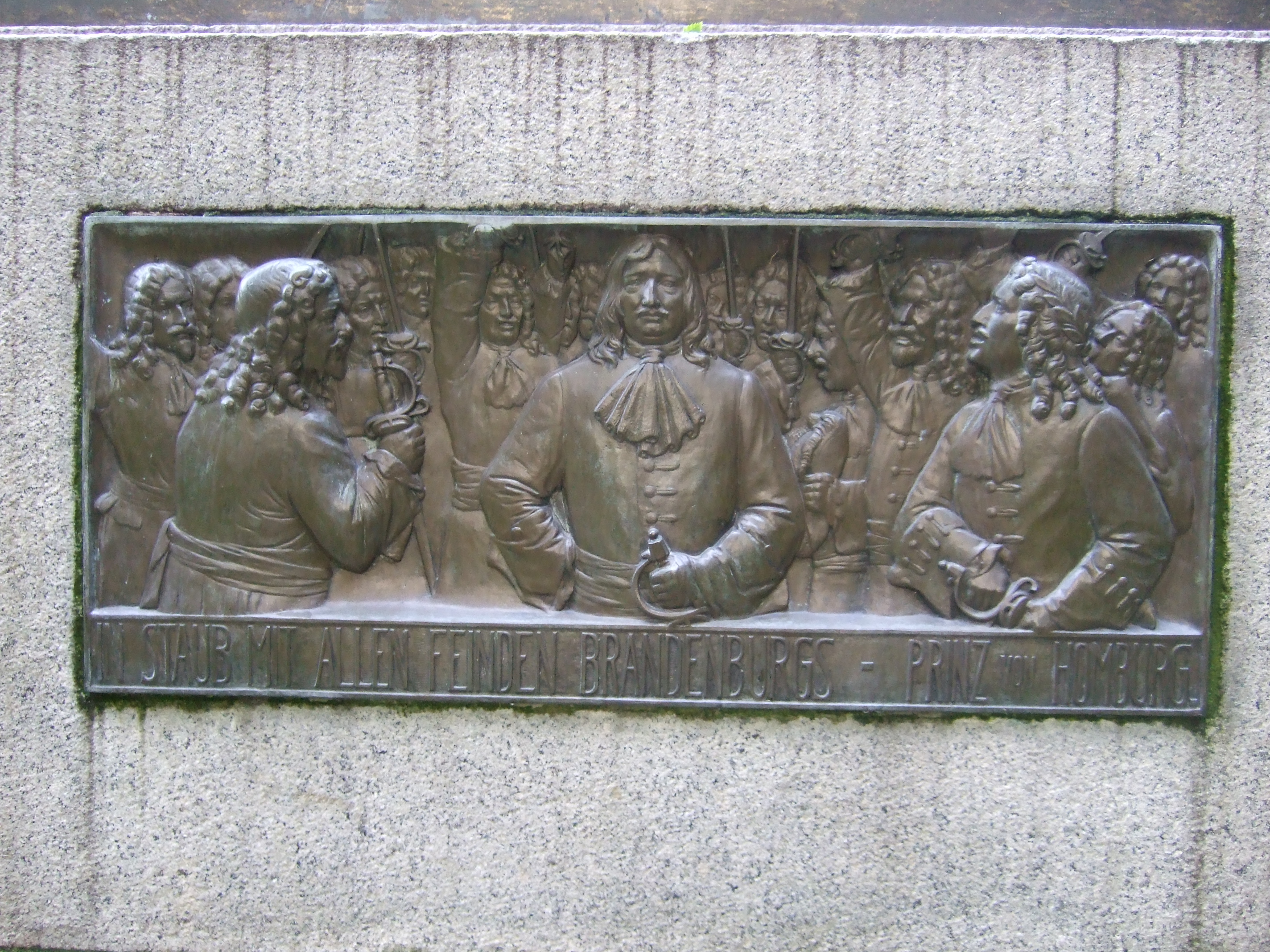
Relief am Kleist-Denkmal in Frankfurt (Oder) mit der Inschrift: In Staub mit allen Feinden Brandenburgs

Heinrich von Kleist lässt sein Schauspiel Prinz Friedrich von Homburg oder die Schlacht bei Fehrbellin mit diesen Worten enden, die in der Folgezeit in Preußen zum politischen Schlagwort wurden.
Der Prinz, der eigenmächtig eine (siegreiche) Schlacht angefangen hat, wird zum Tod verurteilt und erfährt nichts von seiner Begnadigung, sondern wird mit verbundenen Augen ins Freie geführt. Er glaubt, seine Hinrichtung stehe bevor, aber stattdessen setzt ihm die Nichte des Kurfürsten einen Lorbeerkranz auf. Der Prinz fragt nun, ob alles ein Traum sei und wird ohnmächtig.
Der Prinz von Homburg.
„Nein, sagt! Ist es ein Traum?“
Kottwitz.
„Ein Traum, was sonst?“
Mehrere Offiziere.
„Ins Feld! Ins Feld!“
Graf Truchß.
„Zur Schlacht!“
Feldmarschall.
„Zum Sieg! Zum Sieg!“
Alle.
„In Staub mit allen Feinden Brandenburgs!“
Dieter Schröder schrieb in der Berliner Zeitung unter der Überschrift Warum mit Preußen kein Staat mehr zu machen ist:

„‚In den Staub mit allen Feinden Brandenburgs’, heißt es in Kleists ‚Prinz von Homburg’ nach dem Sieg über die Schweden 1675 bei Fehrbellin. Von Preußen war keine Rede.“

## In Tyrannos!
Die zweite Auflage von Friedrich Schillers Drama Die Räuber trug als Titelvignette einen zornig aufsteigenden Löwen mit diesem lateinischen Wahlspruch (‚Gegen die Tyrannen!‘). In der dritten Auflage zerreißt ein Löwe einen niedergehaltenen zweiten, mit demselben Motto. Dies konnte als Anspielung auf Herzog Carl Eugen von Württemberg verstanden werden, der Schiller zum Medizinstudium an seiner Militärakademie zwang. Schiller war nun schon kühner und nannte sich auch als Verfasser.
Mit dem Motto wurde der Titel einer verloren gegangenen Streitschrift von Ulrich von Hutten aufgenommen, dessen letzte (verschollene) Schrift in seiner kurzen Schweizer Zeit mit dem Titel In tyrannos dem publizistischen Streit mit Erasmus von Rotterdam gewidmet war.

## Innere Emigration
Der Begriff Innere Emigration bezeichnet die Haltung von Schriftstellern und Künstlern, die in der Zeit des Nationalsozialismus in Opposition zum NS-Regime standen, jedoch nicht aus Deutschland (bzw. nach dem Anschluss 1938 aus Österreich) auswanderten.
Der Begriff wurde von Frank Thiess geprägt, der damit die Entscheidung von Persönlichkeiten beschrieb, die ihrer Gesinnung nach dem Nationalsozialismus kritisch bis ablehnend gegenüberstanden und deren Werke von den Nationalsozialisten oft zu „entarteter Kunst“ erklärt wurden, die aber durch persönliche und familiäre Verpflichtungen an einer Auswanderung bzw. Flucht gehindert waren oder sich aus Verantwortung ihren Mitmenschen gegenüber zum Bleiben bewogen fühlten.

## Ins große Stammbuch der Natur
Diese Worte stammen aus Heinrich Heines Gedicht Das Hohelied:
Des Weibes Leib ist ein Gedicht,

Das Gott der Herr geschrieben

Ins große Stammbuch der Natur,

Als ihn der Geist getrieben.
Mit Stammbuch ist eine Art Poesiealbum gemeint, in das sich Gäste, Freunde, Bekannte mit Sinnsprüchen oder dergleichen eintragen.

## Irgendein Depp bohrt irgendwo immer
Der Liedermacher Reinhard Mey schrieb, als er sich über Heimwerker ärgerte, ein Lied, das mit den folgenden Versen beginnt:
Ob im größten Saal, ob im kleinsten Zimmer:

Irgendein Depp bohrt irgendwo immer!

Ein Bohrmaschinenrambo bohrt wie besessen,

hält die Black&Decker wie ’ne Smith&Wesson.
Der SWR überschreibt einen Rechtstipp zum Thema Hausordnung in größeren Mietshäusern mit diesen Worten und erklärt, dass zwischen 13 und 15 Uhr und zwischen 22 und 7 Uhr nicht gebohrt werden darf.
Der ehemalige Turner Eberhard Gienger sagt in einem Interview über Meys Nachbarschaftsstreit auf der Insel Sylt:

„Er kann auch grob werden. Aber Mey hat das Ereignis mit der Umdichtung seines Liedes ‚Irgendein Depp bohrt irgendwo immer‘ in ‚Irgendein Depp mäht irgendwo immer‘ verarbeitet. Das war der bessere Weg.“

## Irren ist menschlich.

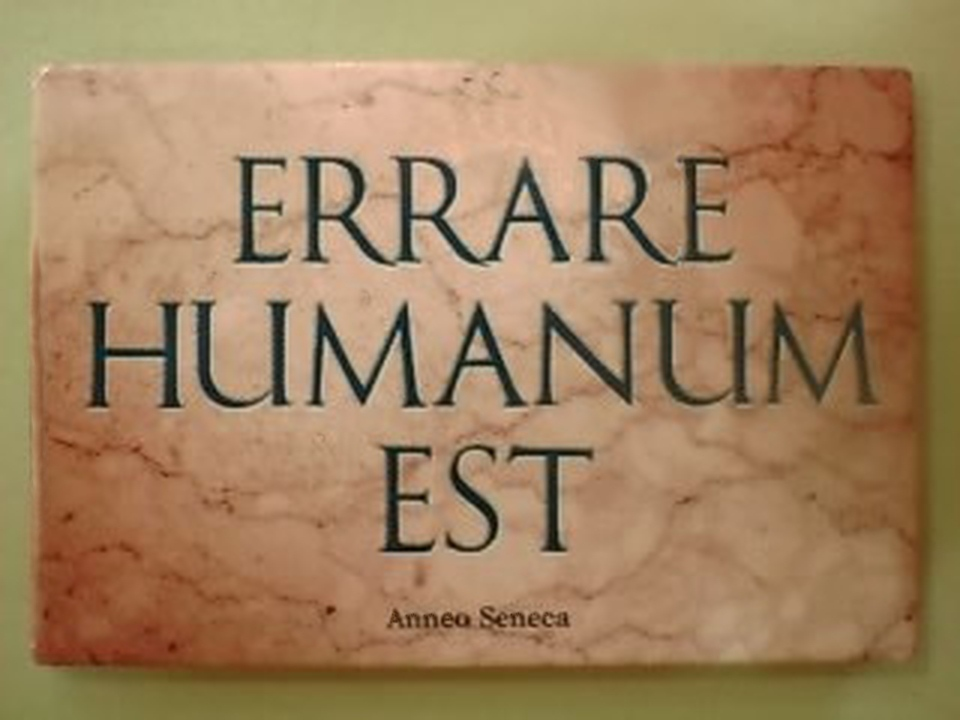
Errare humanum est.
Irren ist menschlich.

„Irren ist menschlich“ („Errare humanum est“) geht zurück auf Hieronymus’ Feststellung errasse humanum est. Aber schon Theognis bedauert, dass „Fehltritte den sterblichen Menschen anhaften“. In dem Drama Antigone des Sophokles, beim Drama Hippolytos des Euripides und dem Theaterstück eines unbekannten griechischen Tragikers kommt dasselbe mit ähnlichen Worten vor, während es in dem Epigramm auf die bei Chäronea Gefallenen bei Demosthenes heißt:

„In nichts irren, ist eine Eigenschaft der Götter.“

Cicero wiederum schreibt in seinen Kampfreden gegen Marcus Antonius, zurückgehend auf Demosthenes’ Reden gegen Philipp II. von Makedonien Philippika genannt:
„Cuiusvis hominis est errare, nullius nisi insipientis in errore perseverare.“ („Jeder Mensch kann irren, nur der Tor im Irrtum verharren.“)
Heute wird (Errare humanum est) gelegentlich scherzhaft als Akronym für EHE gesehen; auch übersetzt als „Irren ist männlich“.
Der US-amerikanische Fernsehreporter Dan Rather sagt zu diesem Spruch:

„Irren ist menschlich. Aber wenn man richtig Mist bauen will, braucht man einen Computer.“

## Irrungen, Wirrungen
Irrungen, Wirrungen ist ein gesellschaftskritischer Roman von Theodor Fontane, der die unstandesgemäße Liebe zwischen einem Adligen und einem bürgerlichen Mädchen zum Thema hat. Am Ende des Romans haben beide jeweils einen akzeptablen Ehepartner.
Der Titel dieses Romans dient auch heute dazu, verworrene Zustände zu kommentieren:
- „Irrungen, Wirrungen und Buhrufe im US-Wahlkampf.“
- „Irrungen, Wirrungen am Schwanensee“
- „Um Irrungen und Wirrungen in Las Vegas geht es im Streifen ‚Love Vegas‘“

## Is’ was, Doc?
Is’ was, Doc? (engl. What’s up, Doc?) ist der deutsche Titel einer Screwball-Comedy von Peter Bogdanovich aus dem Jahr 1972, in der Barbra Streisand und Ryan O’Neal die Hauptrollen spielen. Die Geschichte beginnt mit vier gleich aussehenden Reisetaschen. Im Hotel kommen alle diese Taschen durcheinander, was zu erheiternden Verwicklungen führt. Eine der Hauptfiguren des Films ist der immer verwirrte Musikwissenschaftler Howard Bannister, der in einer chaotischen Szene mit diesem Satz begrüßt wird.
What’s Up, Doc? ist ein geflügeltes Wort in der US-amerikanischen Umgangssprache. Die Frage geht ursprünglich auf die Cartoon-Reihe Bugs Bunny zurück, deren gleichnamige Hauptfigur den Satz zu Beginn zahlreicher seiner Cartoons benutzt, um seinen Gegenspieler zu begrüßen. Der Satz wird heute in der Umgangssprache zur Begrüßung von Personen und als rhetorische Frage benutzt.

## Ist das Kunst oder kann das weg?
Diese Frage wird in Zusammenhang mit mehreren unbedachten Entsorgungen oder Veränderungen an modernen Kunstwerken durch Hausmeister oder Reinigungskräfte gebracht, die diese nicht als Kunstwerke, sondern als Müll oder Verschmutzungen wahrnahmen.
Besonders die Reinigung und Zweckentfremdung einer als Kunstinstallation gedachten alten Badewanne des Direktors der Kunstakademie Düsseldorf, Joseph Beuys, durch zwei SPD-Mitglieder im Jahr 1973 bei einer Feier im Museum Morsbroich, und die Entfernung seiner „Fettecke“ genannten Installation im Jahr 1986 durch einen Hausmeister, gelten als Ursprung dieser meist von Journalisten im Zuge von Berichten über moderne Kunstwerke auf humorige oder ironische Weise in den Raum gestellten Frage. Auch der Komiker Mike Krüger benannte 2010 eines seiner Alben und das dazugehörige Bühnenprogramm mit der Frage „Is’ das Kunst oder kann das weg?“

## Ist das nötige Geld vorhanden.
Für die Verfilmung seiner Dreigroschenoper hat Bertolt Brecht die Ballade, in der Macheath jedermann Abbitte leistet, 1930 um drei Strophen erweitert. Die erste dieser neuen Strophen lautet:
Und so kommt zum guten Ende

Alles unter einen Hut.

Ist das nötige Geld vorhanden

Ist das Ende meistens gut.

## Ist das Wort der Lipp entflohen, du ergreifst es nimmermehr.
Diese Worte stammen aus einem Epigramm des Schriftstellers Wilhelm Müller. Das Zitat lautet vollständig:

„Ist das Wort der Lipp entflohen, du ergreifst es nimmermehr fährt die Reu auch mit vier Pferden augenblicklich hinterher.“

Diese Worte entsprechen einem chinesischen Sprichwort, das folgendermaßen lautet:
一言既出，驷马难追.
Yī yán jì chū, sìmǎ nán zhuī.
„Ein ausgesprochenes Wort, holt kaum ein Vierspänner mehr ein.“
Auch in den Episteln Horaz’ findet sich ein sinngleicher Hexameter (I,18,71):
Et semel emissum volat irrevocabile verbum.
Und einmal entsandt fliegt unwiderruflich das Wort.

## Ist es Wahnsinn, so hat es doch Methode.

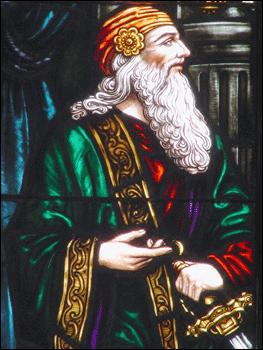
Polonius

Dieses Zitat geht auf William Shakespeares Tragödie Hamlet zurück:

“Though this be madness, yet there is method in’t.”

„Ist dies schon Tollheit, hat es doch Methode.“

Der Oberkämmerer Polonius, der den Geisteszustand des verwirrt erscheinenden Hamlet zu ergründen sucht, spürt den Hintersinn in den Äußerungen und im Verhalten Hamlets:
Hamlet
„Verleumdungen, Herr; denn der satirische Schuft da sagt, daß alte Männer graue Bärte haben; daß ihre Gesichter runzlicht sind; daß ihnen zäher Ambra und Harz aus den Augen trieft; daß sie einen überflüssigen Mangel an Witz und daneben sehr kraftlose Lenden haben. Ob ich nun gleich von allem diesem inniglich und festiglich überzeugt bin, so halte ich es doch nicht für billig, es so zu Papier zu bringen; denn ihr selbst, Herr, würdet so alt werden wie ich, wenn ihr wie ein Krebs rückwärts gehen könntet.“
Polonius
(beiseite) „Ist dies schon Tollheit, hat es doch Methode.
Wollt ihr nicht aus der Luft gehn, Prinz?“
Heute wird das Shakespeare-Zitat meist in anderen Zusammenhängen und in Abwandlungen benutzt:
- „‚Ist es auch Wahnsinn, so hat es doch Methode‘ – Chemische Kampfstoffe und ihre Wirkung am Menschen“
- „Dieser Wahnsinn hat Methode.“
- „Es stecken kühle, kluge Rechner hinter dem Wahnsinn, der Methode hat.“

## Ist’s Gottes Werk, so wird’s bestehn; ist’s Menschenwerk, wird’s untergeh’n.

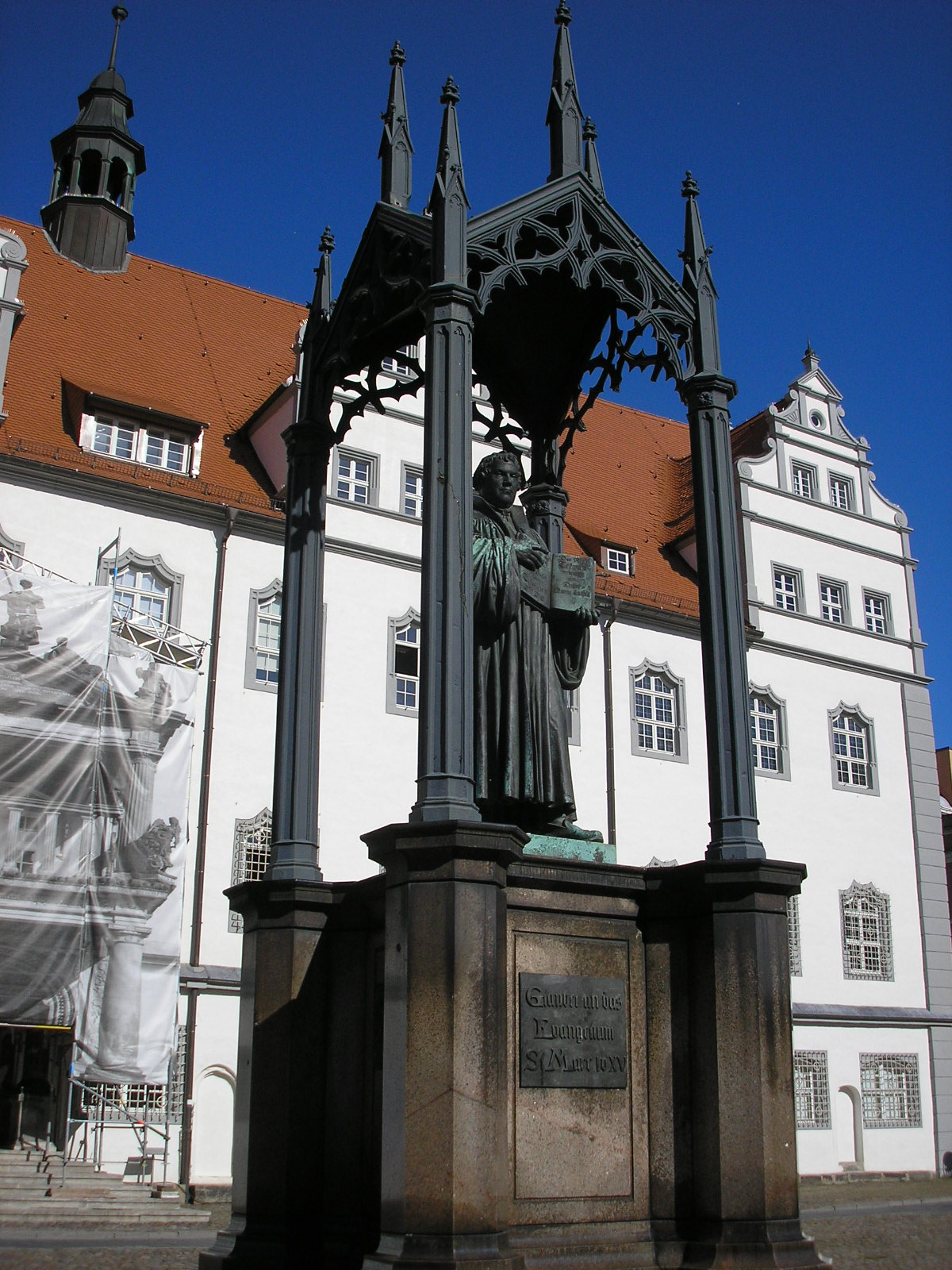
Lutherdenkmal auf dem Marktplatz der Lutherstadt Wittenberg

So lautet die Inschrift auf dem Lutherdenkmal in der Lutherstadt Wittenberg, das der Bildhauer Gottfried Schadow schuf und das 1821 aufgestellt wurde. Sie geht auf eine Stelle in der Apostelgeschichte zurück, in der berichtet wird, dass der Schriftgelehrte Gamaliel vor Übergriffen auf die Apostel mit folgenden Worten warnte:

„Lasset ab von diesen Menschen und lasset sie fahren! Ist der Rat oder das Werk aus den Menschen, so wirds untergehen; ists aber aus Gott, so könnet ihrs nicht dämpfen.“

Martin Luther meinte mit diesen Worten, dass die Reformation Bestand haben werde, wenn sie von Gott gewollt sei.

## Iurare in verba magistri
Diese lateinische Redewendung aus den Briefen des römischen Dichters Horaz bedeutet ‚auf des Meisters Worte schwören‘ und hat heute den Sinn‚ die Meinung eines Höhergestellten kritiklos übernehmen‘.
Goethe verwendet die deutsche Entsprechung in seinem Drama Faust I. In der Schülerszene gibt Mephisto dem Schüler den falschen Rat:
Am besten ist’s auch hier, wenn Ihr nur Einen hört,

Und auf des Meisters Worte schwört.
Er fährt dann auch noch fort:
Im Ganzen – haltet euch an Worte!

Dann geht Ihr durch die sichre Pforte

Zum Tempel der Gewißheit ein.